# Mexique
Pour les articles homonymes, voir Mexique (homonymie).
États-Unis mexicains
(es) Estados Unidos Mexicanos
Le Mexique, officiellement et en forme longue les États-Unis mexicains, (en espagnol : México ou Estados Unidos Mexicanos), est un pays situé dans la partie méridionale de l'Amérique du Nord. Délimité à l'est-sud-est par le Guatemala et le Belize, et au nord-nord-ouest par les États-Unis d'Amérique, il est bordé à l'est par le golfe du Mexique, à l'est-sud-est par la mer des Caraïbes, au sud-ouest par l'océan Pacifique et à l'ouest-nord-ouest par le golfe de Californie. Il se classe au
quatorzième rang mondial par sa superficie avoisinant deux millions de kilomètres carrés.
La présence humaine au Mexique remonte à plus de 15 000 ans avant le présent. Après des millénaires de développement culturel apparaissent les cultures mésoaméricaines, aridaméricaines et oasisaméricaines. Diverses civilisations fleurissent ; les Olmèques, les Toltèques, les Zapotèques, les Mayas et les Aztèques. Certaines d'entre elles ont déjà disparu avant l'arrivée des Espagnols. En 1521, l'Espagne conquiert et colonise le territoire depuis Mexico-Tenochtitlan, qui devient la capitale de la vice-royauté de Nouvelle-Espagne.
En 1810, la révolte des Espagnols nés au Mexique partisans de Ferdinand VII (Grito de Dolores) menée par Miguel Hidalgo contre le gouvernement imposé à l'Espagne par Napoléon Ier marque le début d'un processus menant à la guerre d'indépendance contre l'Espagne. Les insurgés déclarent la séparation en 1813 pour établir un nouveau pays souverain avant d'en sortir victorieux en 1821. Le pays connaît ensuite un demi-siècle d'instabilité politique et financière, caractérisé par divers conflits dont une tentative de reconquête par l'Espagne en 1829, un blocus naval français connu sous le nom de guerre des Pâtisseries entre 1838 et 1839, une guerre contre les États-Unis entre 1846 et 1848 aboutissant à la perte de la moitié du territoire du pays, une guerre civile pour séculariser le pays entre 1857 et 1861, une intervention française entre 1861 et 1867, deux républiques fédérales, une république unitaire et deux empires.
Durant l'administration du président Porfirio Díaz, héritière d'un pays exsangue, le pays connaît une période de modernisation et de croissance économique importante. Díaz est renversé par la révolution et quitta le pays en 1911. La guerre civile entre factions révolutionnaires culmine avec la proclamation de la constitution de 1917 et la mise en place du système politique actuel ; bien que, entre 1930 et 2000, le pays vive sous un régime autoritaire, une lente transition démocratique inachevée est mise en œuvre entre 1977 et 1997. Le pays connaît des périodes de grande prospérité dans les années 1950-1960 et des crises économiques dévastatrices dans les années 1980-1990.
Politiquement, le Mexique est une république fédérale, composée de trente-deux entités fédératives dont trente et une ont le statut d'État, Mexico ayant un statut spécial (qui lui permet une autonomie accrue comparable à celle d'un État) car abritant la capitale politique du pays,. L'Indice de démocratie marque une lente dégradation de la situation depuis 2006 : encore classé démocratie imparfaite en 2020 le Mexique est passé au statut de régime hybride en 2021.
Avec une population estimée à environ 130 millions d'habitants en 2024, le Mexique se classe au dixième rang mondial des pays les plus peuplés. Plus de 99 % des Mexicains parlent l'espagnol mexicain (soit comme langue maternelle ou langue seconde), ce qui en fait le pays où vivent le plus d'hispanophones. Plus de 7 millions (environ 6 %) d'habitants parlent une langue autochtone, et parmi eux moins de 1 % sont monolingues ; la loi mexicaine reconnaît les langues autochtones mexicaines comme langues nationales depuis 2003, mais aucune ne possède le statut de langue officielle.
Le Mexique fait partie des vingt premières puissances économiques mondiales (quinzième avec un PIB nominal de 1 149 milliards de dollars en 2017). Mesuré en parité de pouvoir d'achat, son PIB arrive à la onzième place, derrière la France (dixième). En 2019, le Mexique est le douzième plus grand producteur de pétrole au monde et le premier producteur d'argent. Puissance émergente, puissance moyenne à l'échelle mondiale et puissance régionale en Amérique latine, le Mexique est le premier pays d'Amérique latine à avoir rejoint l'OCDE. Classé parmi les nouveaux pays industrialisés, il s'agit, selon la Banque mondiale, d'un pays à revenu intermédiaire supérieur. Son économie est fortement liée à celle des États-Unis, par son appartenance à l'ALENA jusqu’en 2018 et le nouvel ACEUM (T-MEC en espagnol) après 2018. En 2018, le Mexique est la deuxième destination touristique des Amériques et la première, devant les États-Unis, en 2021.
Le Mexique est l'un des pays les plus inégalitaires au monde : selon la CEPAL en 2024 le 1 % de la population possède 41,2 % des richesses du pays, le 0,1 % le 22,3 % dela richesse nette.
Les inégalités sociales sont considérées comme le principal facteur de criminalité au Mexique.
Il est l'un des dix-sept pays mégadivers de la planète (il abrite de 10 à 12 % de la biodiversité mondiale et comprend plus de douze mille espèces endémiques), il compte 33 sites culturels ou naturels inscrits par l'UNESCO au patrimoine de l'humanité. L'indice de développement humain du Mexique s'élève à 0,758 en 2021, à la 86e place mondiale, devant le Brésil (0,754) et derrière l'Iran (0,774), la Chine (0,768) et Cuba (0,764). En 1990, cet indice ne s'élevait qu'à 0,662. En 2024, le Mexique est classé en 56e position pour l'indice mondial de l'innovation. Le Mexique est également membre d'institutions internationales telles que l'ONU, l'OMC et le G20.

## Toponymie
Sans attendre l'indépendance de la vice-royauté de la Nouvelle-Espagne, il fut décidé que le pays prendrait le nom de sa capitale, Mexico. L'utilisation de ce toponyme remonte à la fin de l'époque préhispanique (post classique tardif), chez les Nahuas (et plus particulièrement les autochtones de la cité, les Mexicas). Il était alors accolé au toponyme Tenochtitlan.
Le jésuite et historien Francisco Javier Clavijero soutient dans ses écrits qu'il dérive du mot nahuatl Mexitl ou Mexitli, un nom secret de Huitzilopochtli, la divinité tutélaire des Mexicas.
Selon cette théorie, « Mexico » signifie « lieu [où vit] Mēxitli ou Mēxtli » ou « lieu où est construit le temple de Mexitli », en référence au Templo Mayor. Cette thèse était aussi partagée par Juan de Torquemada. Toutefois, Torquemada ajoute que Mexitli viendrait des mots metl (« agave ») et xictli (« nombril »). Selon cette version, Mexico signifierait mot pour mot « lieu dans le nombril d'agave » ; cette interprétation est aussi soutenue par le franciscain Motolinia. D'autres historiens, comme Bernardino de Sahagún, José de Acosta et Diego Durán, avancent dans leurs travaux que « Mexico » vient de Mecitl ou Mexi, qui était le nom d'un chef et prêtre qui guida les premiers Nahuas émigrés de la mythique Aztlan, dits Mexicas, et par conséquent, ce mot signifierait « peuple de Mexi ».
Alfonso Caso, a suggéré que Mexico viendrait des mots metztli (« Lune »), xictli (« nombril », « centre », « milieu », « fils »), et du suffixe locatif -co. Par conséquent Mexico signifierait « lieu au milieu de la Lune » ou « lieu au centre du lac de la Lune », en faisant allusion au lac Texcoco au milieu duquel a été construite la ville de Mexico. Cette version est fondée sur une légende aztèque qui raconte que lorsque les Mexicas arrivèrent pour la première fois au lac de Texcoco, ils y virent la Lune qui s'y reflétait.
Le nom de la ville fut translittéré en espagnol 
(México) avec la valeur phonétique du x de l'espagnol médiéval, qui représentait la consonne fricative post-alvéolaire voisée /ʒ/, représenté par un j, évolua vers la consonne fricative vélaire sourde /x/ durant le XVIe siècle, qui conduisit à l'utilisation de la variante Méjico dans beaucoup de publications, en Espagne le plus souvent, tandis qu'au Mexique, México est restée la graphie préférée. Il y a quelques années, l’Académie royale espagnole, l'institution régulant la langue espagnole, statua que la graphie recommandée en espagnol serait México, et la majorité des publications dans tous les pays hispanophones adhèrent aujourd'hui à la nouvelle norme, même si la variante désuète se rencontre parfois. 
En français, le x de Mexico et de Mexique ne représente ni le son originel ni le son actuel, mais la double consonne /ks/.

## Géographie

Carte topographique du Mexique.

Le Mexique est un pays situé en Amérique du Nord. Il partage des frontières terrestres avec les États-Unis d'Amérique (3 152 km) au nord-nord-ouest et avec le Belize (193 km) et le Guatemala (956 km) à l'est-sud-est
Il possède de nombreuses façades maritimes (11 122 km) notamment avec l’océan Pacifique au sud et au sud-ouest, le golfe de Californie (7 828 km) au nord-ouest, la mer des Caraïbes à l'est et le golfe du Mexique à l'est-nord-est (3 294 km).
La superficie totale du pays est de 1 964 375 km2 dont 5 127 km2 d’îles ; les îles mexicaines se situent dans l’océan Pacifique (dont la plus grande est l'Île Cedros), le golfe de Californie (dont les plus grandes sont les îles Tiburón et Ángel de la Guarda), la mer des Caraïbes (dont la plus grande est Cozumel) et le golfe du Mexique.
La superficie maritime totale du Mexique est de 3 149 920 km2 (2 320 380 km2 dans l'océan Pacifique et 829 540 km2 dans le golfe du Mexique et la mer des Caraïbes),. Elle se subdivise en une mer territoriale, qui s'étend sur 12 milles marins (22,224 km) autour des côtes, une zone contiguë, qui s'étend sur 24 milles marins autour des côtes (44,448 km) et une zone économique exclusive (ZEE) qui s’étend sur 200 milles marins (370,4 km) autour des côtes,.
On trouve aussi de nombreux volcans. Le pic d'Orizaba culmine à 5 700 mètres, tandis que le point le moins élevé est la Laguna Salada qui se trouve à 10 mètres en dessous du niveau de la mer. Le pays est sujet aux tremblements de terre, parfois très violents.
Parmi les ressources naturelles, on trouve l'argent, le cuivre, le gaz naturel, l’or, le pétrole, le plomb et le zinc.

### Relief

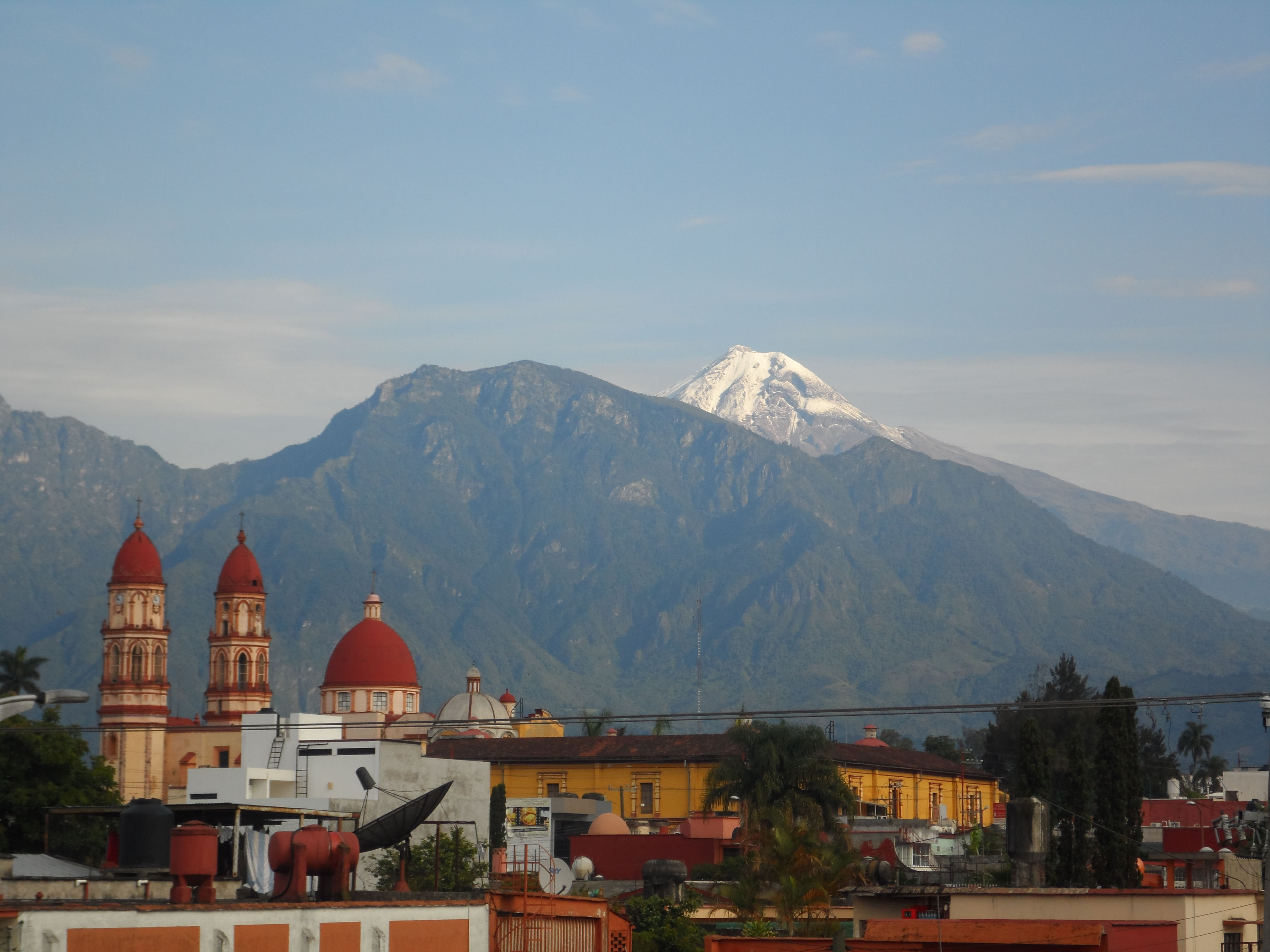
Pic d'Orizaba.

Le Mexique est traversé par deux principales chaînes de montagne : la sierra Madre occidentale et la sierra Madre orientale. La sierra Madre occidentale à l’ouest est le prolongement de la sierra Nevada de Californie et la sierra Madre orientale à l’est est le prolongement des montagnes Rocheuses du Nouveau-Mexique et du Texas. Entre les deux principales chaînes de montagnes se trouve le plateau mexicain. La cordillère Néovolcanique marque la limite sud des sierras Madres occidentale et orientale. Le Mexique compte également d’autres chaînes de montagne moins importantes comme la chaîne californienne, la sierra Madre del Sur, la sierra Madre de Oaxaca, la sierra Madre de Chiapas, et la Meseta Central de Chiapas.
Le point culminant du pays est le Pic d'Orizaba, qui se dresse à 5 675 m.

#### Principales chaînes de montagne et plateau principal
- La cordillère Néovolcanique est une ceinture de 900 km de long et 130 km de large qui s’étend de l’océan Pacifique jusqu’au golfe du Mexique. La cordillère commence au sud du Río Grande de Santiago et continue jusqu’à l'État de Colima où elle se dirige ensuite vers l’est en suivant le 19e parallèle pour finir au centre de l’État de Veracruz. La région est caractérisée par une activité sismique importante et compte les sommets volcaniques les plus hauts. La cordillère possède trois sommets dépassant les 5 000 mètres d’altitude : le pic d'Orizaba (Pico de Orizaba ou Citlatépetl) qui est le troisième plus haut sommet d’Amérique du Nord, le Popocatepetl et l’Iztaccíhuatl qui sont tous deux près de Mexico. La cordillère Néovolcanique est considérée comme la division géologique entre l’Amérique du Nord et l’Amérique centrale.
- La sierra Madre occidentale s’étend sur 1 250 km à 50 km au sud de la frontière avec les États-Unis et rejoint la cordillère Néovolcanique après le Rio Santiago. La cordillère Néovolcanique traverse le centre du Mexique d’est en ouest. Au nord, la sierra Madre occidentale est située à environ 300 km des côtes occidentales mais à proximité de la cordillère Néovolcanique elle n’est plus qu’à 50 km de la côte pacifique. La sierra Madre occidentale s’élève à environ 2 250 mètres d’altitude avec des sommets atteignant 3 000 m.
- La sierra Madre orientale commence à la frontière entre le Texas et le Mexique et continue sur 1 350 km pour atteindre le Cofre de Perote, un des sommets principaux de la cordillère Néovolcanique. Comme pour la sierra Madre occidentale, la sierra Madre orientale se rapproche progressivement des côtes en se rapprochant de l’extrémité sud. En effet, elle ne se situe plus alors qu’à 75 km du golfe du Mexique. La sierra Madre orientale s’élève à environ 2 200 mètres d’altitude avec des sommets atteignant 3 000 mètres.
- Le plateau mexicain s’étend lui aussi de la frontière avec les États-Unis jusqu’à la cordillère Néovolcanique et occupe une vaste superficie entre les sierras Madres occidentale et orientale. Le plateau fut divisé par le passé entre la Mesa del Norte et la Mesa Centra, néanmoins aujourd’hui les géographes considèrent ces deux parties comme appartenant au même plateau.
  - Le Nord du plateau s’élève à environ 1 100 mètres d’altitude et s’étend du rio Bravo jusqu’au Zacatecas et l’État de San Luis Potosí. La région compte de nombreuses dépressions dont la plus grande est le Bolsón de Mapimí.
  - Le Sud du plateau est plus haut puisqu’il s’élève à environ 2 000 mètres. Il comporte de nombreuses vallées qui ont été formées par d’anciens lacs. Plusieurs des plus importantes villes mexicaines comme Mexico ou Guadalajara sont situées dans ces vallées.

### Cours d’eau
Le Mexique a environ 150 fleuves et rivières ; les deux tiers se déversent dans l’océan Pacifique et le reste dans le golfe du Mexique ou la mer des Caraïbes. Malgré l’apparente abondance d’eau, les volumes d’eau sont répartis de manière très inéquitable à travers le pays. En effet, cinq rivières, (l’Usumacinta, la Grijalva, le Papaloapán, le Coatzacoalcos, et le Pánuco) totalisent 52 % du volume annuel moyen d’eau.[réf. nécessaire] Ces cinq rivières (actuellement très polluées) se déversent dans le golfe du Mexique. Seul le rio Panuco n’est pas dans le sud-est mexicain. Le Nord et le Centre du Mexique, qui couvrent 47 % du territoire et regroupent près de 60 % de la population, ont moins de 10 % des ressources d’eau du pays.[réf. nécessaire]

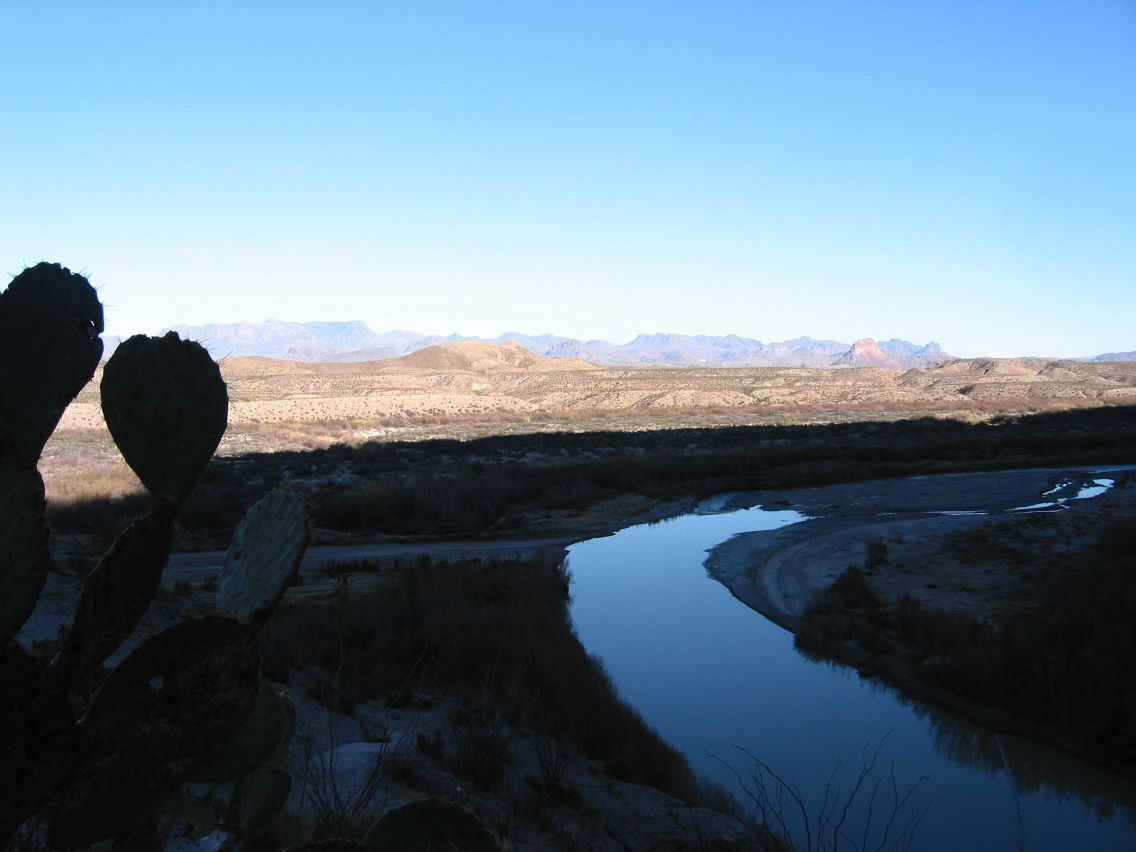
Le Río Bravo, ou Río Grande.

Le Mexique possède peu de cours d’eau navigables.
Le Río Grande est appelé « Río Bravo del Norte » par les Mexicains.

### Climat

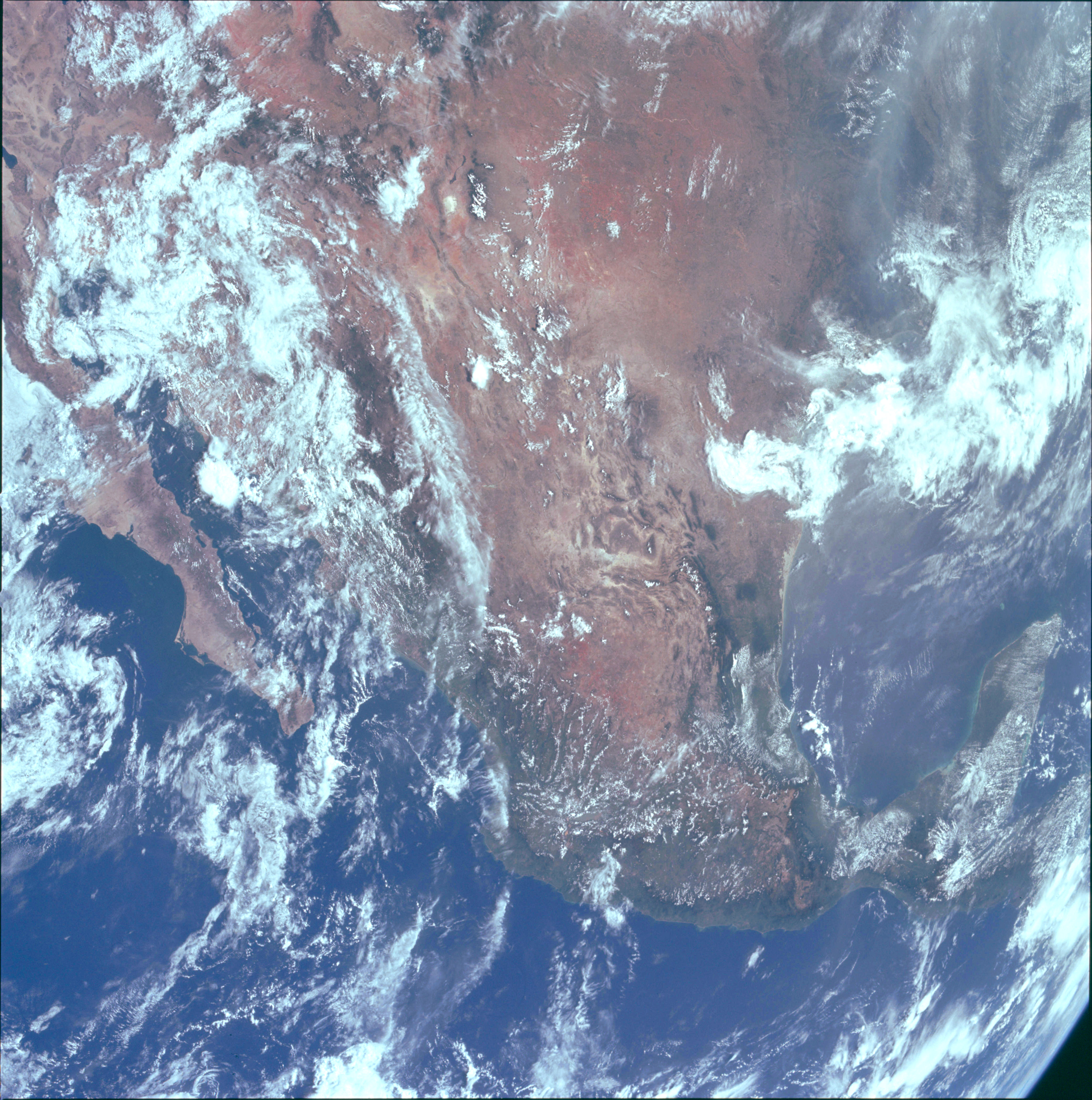
Le Mexique vu de l'espace pendant la mission Apollo 11.

Le Tropique du Cancer divise le pays en deux zones, l'une tempérée (climat subtropical humide et climat méditerranéen) et l'autre au climat tropical avec de part et d’autre des régions entières marquées par un climat désertique ou semi-aride. Le climat varie avec l’altitude et de nombreuses régions sont montagneuses, ce qui tempère les températures en zone tropicale. Les tierras calientes (terres chaudes), comprenant les plaines côtières, s’élèvent jusqu’à environ 915 mètres. Au nord du 24e parallèle, les températures sont plus froides pendant les mois d’hiver, tandis qu’au sud, elles restent constantes le long de l’année.

#### Zones au sud du27eparallèle
- Jusqu’à 1 000 m : les côtes et la péninsule du Yucatán ont une température moyenne comprise entre 24 °C et 28 °C. La température reste élevée toute l’année avec seulement 5 °C de différence entre les moyennes de températures d’hiver et d’été.
- Entre 1 000 et 2 000 m : la température moyenne est comprise entre 16 °C et 20 °C. Les villes et villages à cette altitude au sud du 24e parallèle jouissent d’un climat relativement constant et d’agréables températures tout au long de l’année alors que les régions au nord ont un climat aux variations saisonnières plus marquées.
- Au-dessus de 2 000 m : la température moyenne est comprise entre 8 °C et 12 °C dans la cordillère Néovolcanique.

Les pluies varient beaucoup selon la situation géographique et les saisons. Aride ou semi-aride en Basse Californie, le Nord-Ouest de l’État de Sonora, les plateaux du Nord et une partie des plateaux du Sud. Il pleut dans ces régions en moyenne entre 300 et 600 millimètres par an. Dans les plateaux du Sud et notamment les régions les plus peuplées (comme Mexico et Guadalajara), il pleut en moyenne entre 600 et 1 000 mm. Les basses terres le long du golfe du Mexique reçoivent plus de 1 000 mm de pluies à l’année. La région au sud-est de Tabasco reçoit approximativement 2 000 mm de pluies à l’année. Il neige occasionnellement sur certains des plateaux du nord et des hauts sommets de la Sierra Madre occidentale et de la Sierra Madre orientale.

#### Saison humide ou saison des pluies
Le Mexique connaît une saison humide (ou saison des pluies) et une saison sèche marquées. La saison des pluies dure, dans la majeure partie du pays, de juin à mi-octobre. Il pleut nettement moins le reste de l’année. Février et juillet sont respectivement le mois le plus sec et le plus humide. Par exemple, la ville de Mexico reçoit environ 5 millimètres de pluies en février et 300 mm en juillet. Les régions côtières, et spécialement celle du golfe du Mexique reçoivent leurs précipitations maximales en septembre. Tabasco enregistre plus de 300 mm de pluies pendant ce mois.
Une petite partie de la côte nord-ouest du Mexique autour de la ville de Tijuana possède un climat méditerranéen avec des brumes importantes et une saison des pluies en hiver.

#### Ouragans
Le Mexique est situé dans la ceinture des ouragans et toutes les régions côtières sont susceptibles de subir une de ces tempêtes de juin à novembre. Les ouragans de la côte Pacifique sont moins fréquents et souvent moins violents que ceux qui affectent la côte est du pays. Plusieurs ouragans frappent chaque année les côtes du golfe du Mexique et de la mer des Caraïbes, avec des vents violents qui peuvent dépasser les 200 km/h, mettent en péril la vie des habitants et provoquent des dégâts importants aux hôtels et habitations de la région[réf. nécessaire].

### Environnement

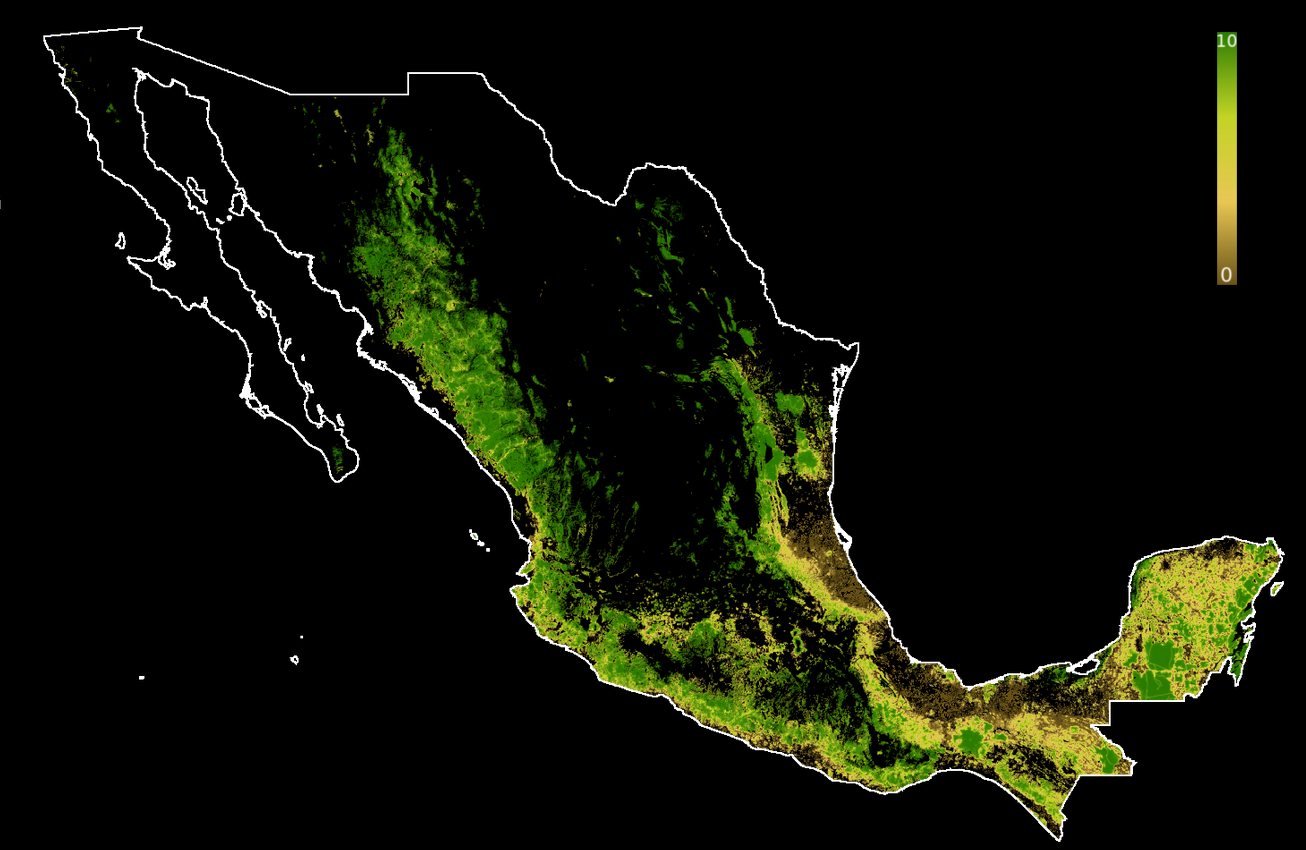
Le Mexique avait un score moyen de l'Indice d'intégrité du paysage forestier 2019 de 6.82, le classant 63e sur 172 pays.

Le Mexique est un des pays au monde à utiliser les plus fortes concentrations de pesticides. Il est aussi l'un des plus touchés par la déforestation, avec 128 000 hectares de forêts et de jungle disparaissant chaque année selon les données officielles.
Le Mexique est le pays d'Amérique latine où les niveaux de pollution de l'air sont les plus élevés.

### Biodiversité

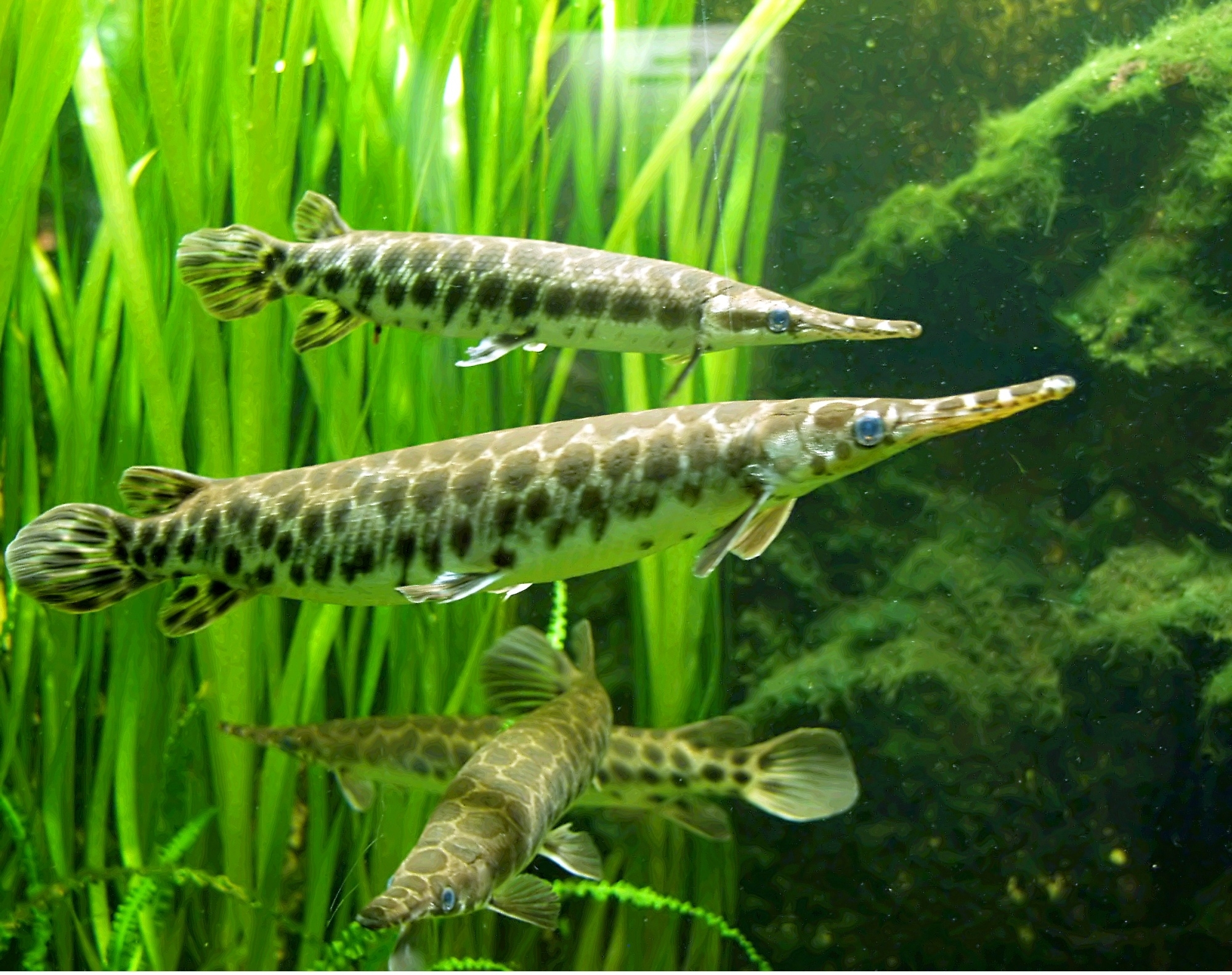
Un Lepisosteus, une des espèces endémiques du Mexique.

Un jaguar, un mammifère présent au Mexique.

Le Mexique est un des dix-sept pays mégadivers identifiés en juillet 2000 par le programme des Nations unies pour l'environnement. Avec 200 000 espèces différentes, le Mexique héberge 10 à 12 % de la biodiversité mondiale.
Le Mexique est le premier pays en nombre d'espèces de reptiles avec 707 espèces connues, second en nombre d'espèces de mammifères avec 438 espèces, le quatrième en nombre d'espèces d'amphibiens avec 290 espèces et quatrième en nombre d'espèces de plantes. Ce pays compte quelque 1 086 espèces d'oiseaux, dont 101 endémiques. Le Mexique est également considéré comme le second pays en écosystèmes et le quatrième en nombre total d'espèces. Près de 2 500 espèces sont protégées par la législation mexicaine. Le gouvernement mexicain a créé le Sistema Nacional de Información acerca de la Biodiversidad, qui se charge d'étudier et de promouvoir l'utilisation substantielle des écosystèmes.
Au Mexique, 170 000 km2 sont considérés comme des zones naturelles protégées. Trente-quatre réserves de biosphère (écosystèmes inaltérés), soixante-quatre parcs nationaux, quatre monuments naturels, vingt-six aires pour protéger la flore et la faune, quatre zones pour la protection naturelle et dix-sept sanctuaires (zone comportant une diversité riche en espèces).
La biodiversité est cependant menacée au Mexique à cause de la déforestation, en particulier dans les forêts tropicales humides.

## Histoire

### Époque préhispanique

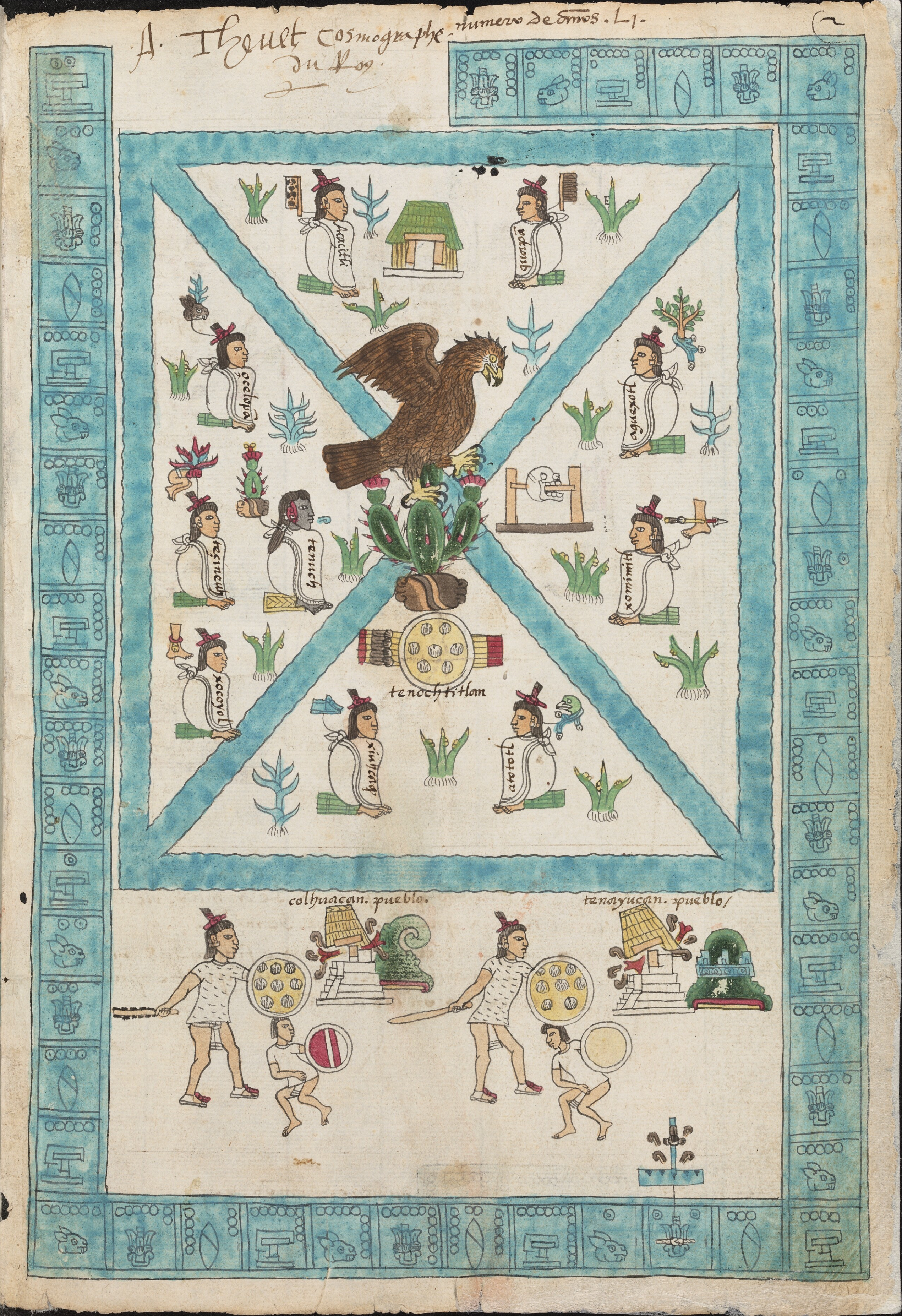
Mythe de la fondation de Mexico-Tenochtitlan (Codex Mendoza).

Le territoire a été découvert et habité par des groupes de chasseurs-cueilleurs nomades il y a plus de 15 000 ans, le plus ancien squelette humain	trouvé	 au Mexique, appelé la Femme de Naharon, ayant été daté d'environ 13600 av. J.-C..
Pendant plusieurs milliers d'années, les habitants de cette région d'Amérique pratiquèrent la chasse et la cueillette jusqu'à la découverte de l'agriculture, notamment du maïs qui est devenu l'aliment de base des populations mésoaméricaines et plus tard de la gastronomie mexicaine.
À Guilá Naquitz, ont été mis au jour les restes les plus anciens de la domestication de la courge et de la calebasse, qui datent du IXe millénaire av. J.-C., mais l'agriculture s'est développée de façon précoce dans des sites comme la vallée de Tehuacán où la domestication du maïs a eu lieu aux alentours du Ve millénaire av. J.-C. Dès lors des groupes humains de cette région deviennent de plus en plus dépendants des produits agricoles, et ce jusqu'à l'apparition de hameaux agricoles et jusqu'à la dépendance totale qui a lieu durant la période classique. Tandis que l'agriculture prospère en Mésoamérique, les peuples au nord (Chichimèques) restent encore dépendants de la chasse et la cueillette.

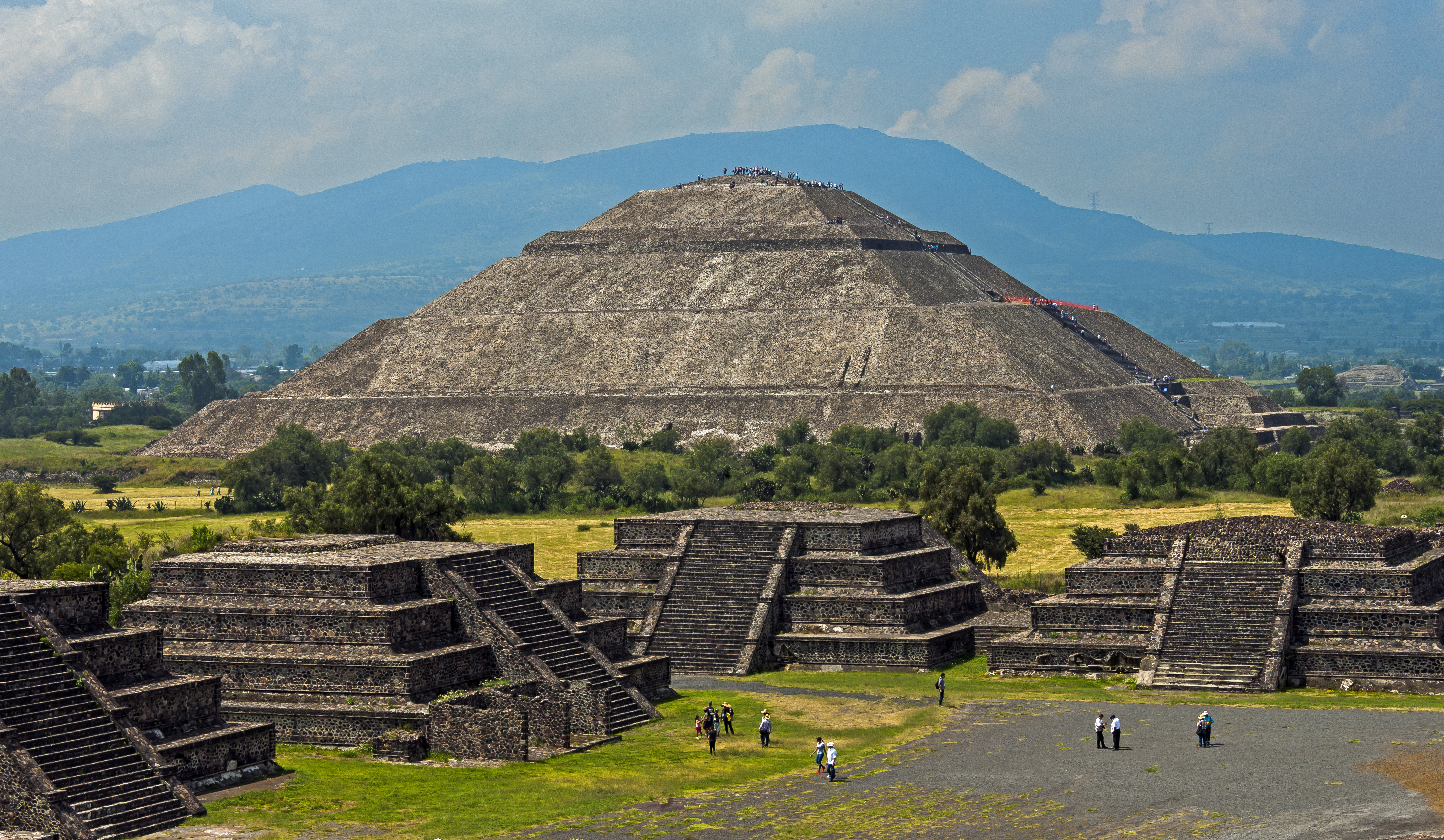
Teotihuacan, la 6e plus grande ville du monde à son apogée (1 à 500 apr. J.-C.).

Temple de Kukulcán (El Castillo) dans la ville Maya de Chichen Itza.

L'histoire préhispanique de ce qui est actuellement le nord du Mexique est mal connue car les peuples qui occupèrent la région avaient une culture matérielle limitée. Ces peuples nomades qui habitaient les déserts, le littoral et les montagnes au nord de la Mésoamérique, ne partageaient pas la même culture. Le site de la grotte de la Perra (Tamaulipas) a connu l'invention de l'agriculture et connu la présence humaine à partir de 12 000 av. J.-C. Il y a des traces de peuples nomades dans les sites tels que la grotte de la Candelaria (Coahuila, 8 000 av. J.-C.) ou El Conchalito (es) (Basse-Californie du Sud). On trouve également en Basse-Californie les peintures rupestres de la Sierra de San Francisco dont la fonction continue jusqu'au XIXe siècle, lorsque les derniers autochtones disparaissent de la région.
Plusieurs auteurs prennent comme marqueur du début de la civilisation mésoaméricaine la controversée céramique Pox (es) de Puerto Marqués, datée vers 2400 av. J.-C. Cette céramique mésoaméricaine pourrait avoir pour origine le contact entre la côte sud-américaine du Pacifique et l'occident de la Mésoamérique. Les nouvelles avancées techniques se diffusent dans toute la région si bien que, des siècles après, on produit une céramique dans d'autres hameaux du préclassique ancien (2 500-1 500 av. J.-C.) comme Chupícuaro et Tlatilco. Durant le préclassique moyen (XIVe-IVe siècle av. J.-C.), la culture olmèque se diffuse dans toute la Mésoamérique. Après le déclin olmèque, l'essor simultané de plusieurs peuples a lieu. Par exemple la culture des tombes à puits de probable influence sud-américaine, la culture épi-olmèque à Tres Zapotes, l'épanouissement d'Izapa et le développement du compte long.
À la fin de cette étape, Teotihuacan devient la ville la plus importante de la vallée de Mexico. Durant le Classique ancien (IIe/VIe/VIIIe siècle), l'influence de Teotihuacán se fait sentir dans toute la Mésoamérique, appuyée par son pouvoir politique et commercial. Elle avait d'importants alliés, comme Monte Albán dans les vallées centrales d'Oaxaca.
La civilisation mésoaméricaine s'étend plus au nord vers des sites comme La Quemada (en). En retour, des influences culturelles arrivent du nord, visibles dans la culture huastèque. La période classique est également l'époque de consolidation de la civilisation maya dans la péninsule du Yucatán et des hautes terres du Chiapas.
D'un autre côté, dans les vallées et les montagnes du nord de la Sierra Madre occidentale, se développe la culture Paquimé, résultat de la consolidation de l'agriculture dans le nord-est et l'échange entre la Mésoamérique et l'Oasisamérique.
Entre les Xe et XIIe siècles, le centre du Mexique est dominé par Tula, la capitale des Toltèques. La ville a établi des liens très forts avec plusieurs régions de Mésoamérique, mais particulièrement avec la péninsule du Yucatán, où se trouve la ville maya de Chichén Itzá. Au même moment, dans ce qui est actuellement l'État d'Oaxaca de Juárez, les Mixtèques commencent un processus expansionniste qui les mène à occuper les vallées centrales où vivaient les Zapotèques. En 1325, les Mexicas fondent Mexico-Tenochtitlan, la capitale de l'État le plus vaste qu'a connu la Mésoamérique, qui rivalisait seul avec les Tarasques de Tzintzuntzan.

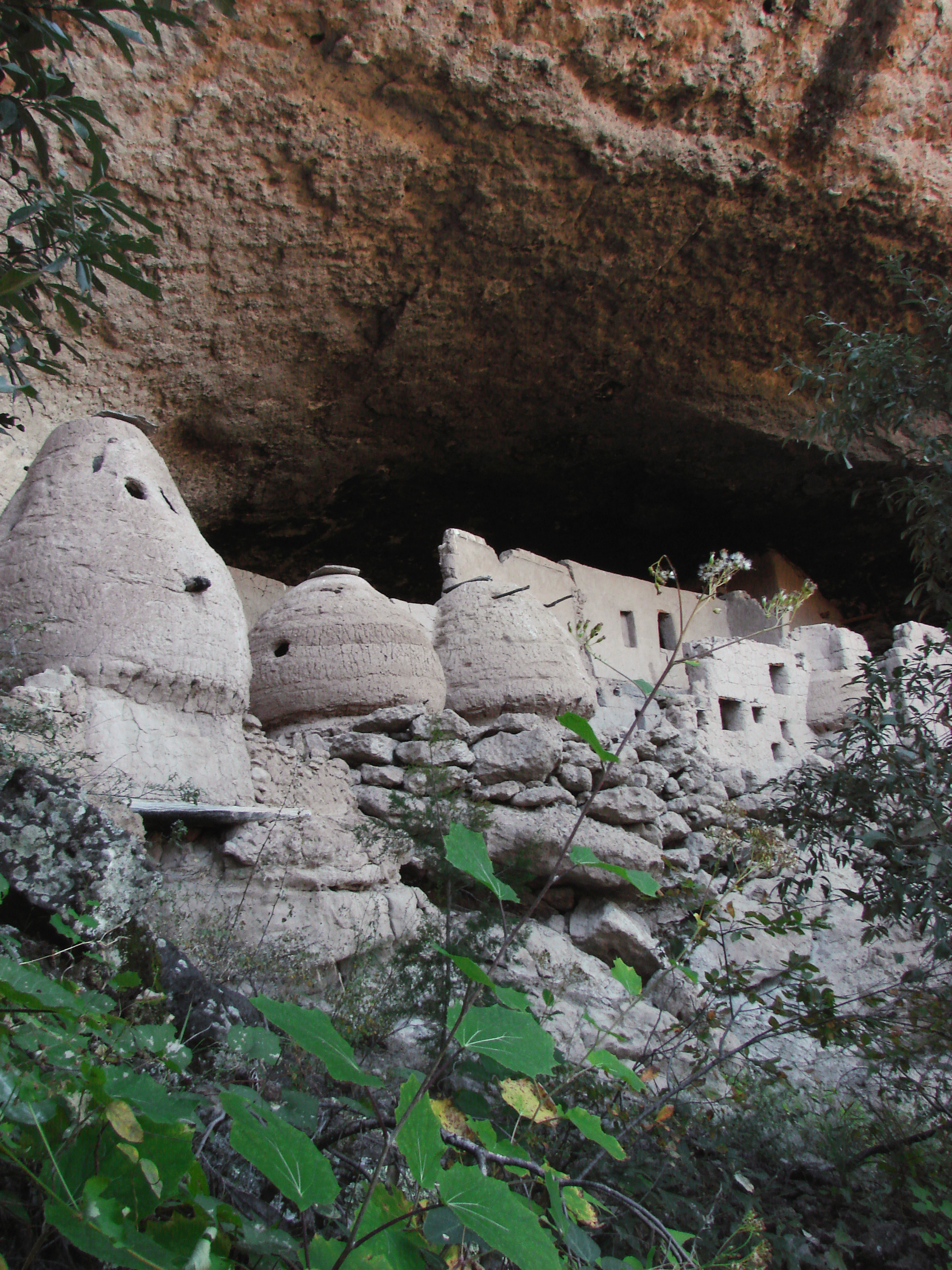
Ruines des grottes de las Jarillas. Culture Paquimé, periode moyenne.
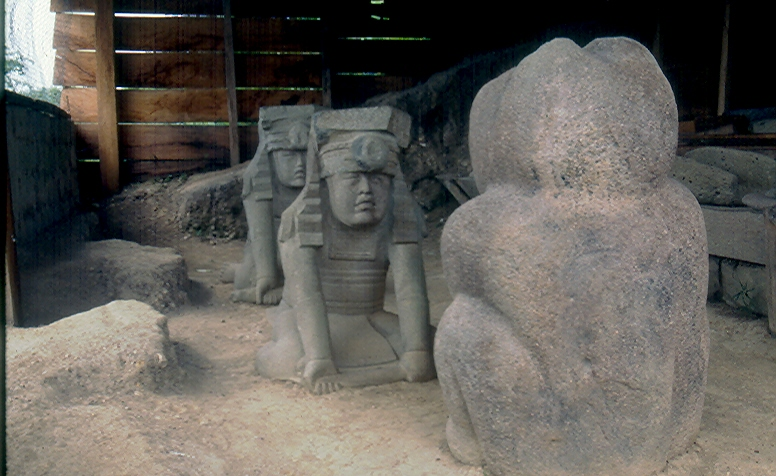
Los gemelos d' El Azuzul. Culture olmèque, préclassique moyen.
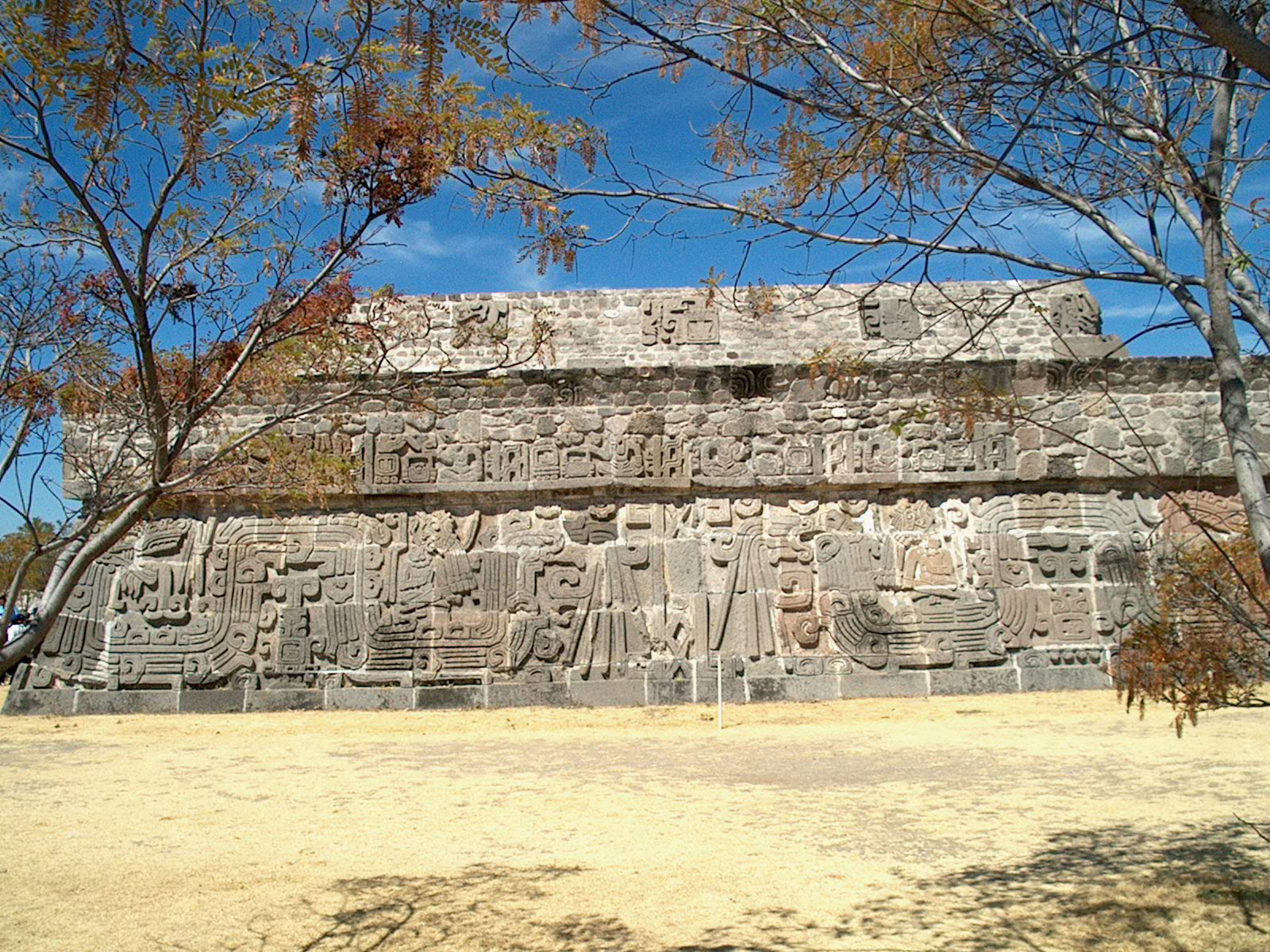
Temple des serpents à plumes de Xochicalco. Épiclassique.
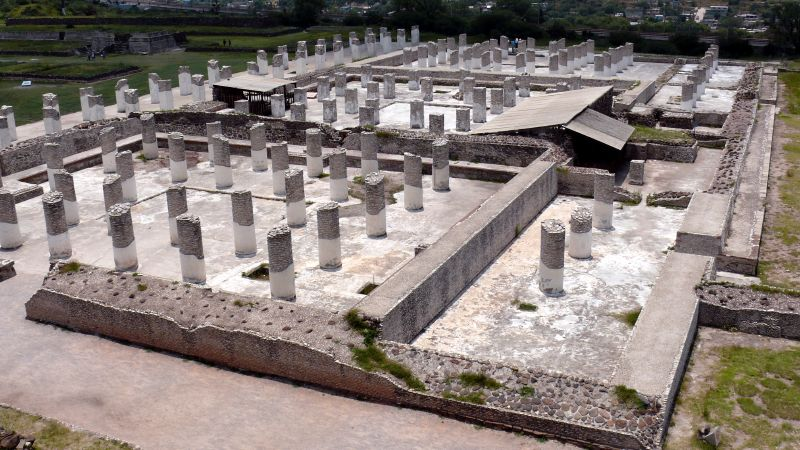
Restes du palais incendié de Tula. Post-classique récent.

### Époque coloniale

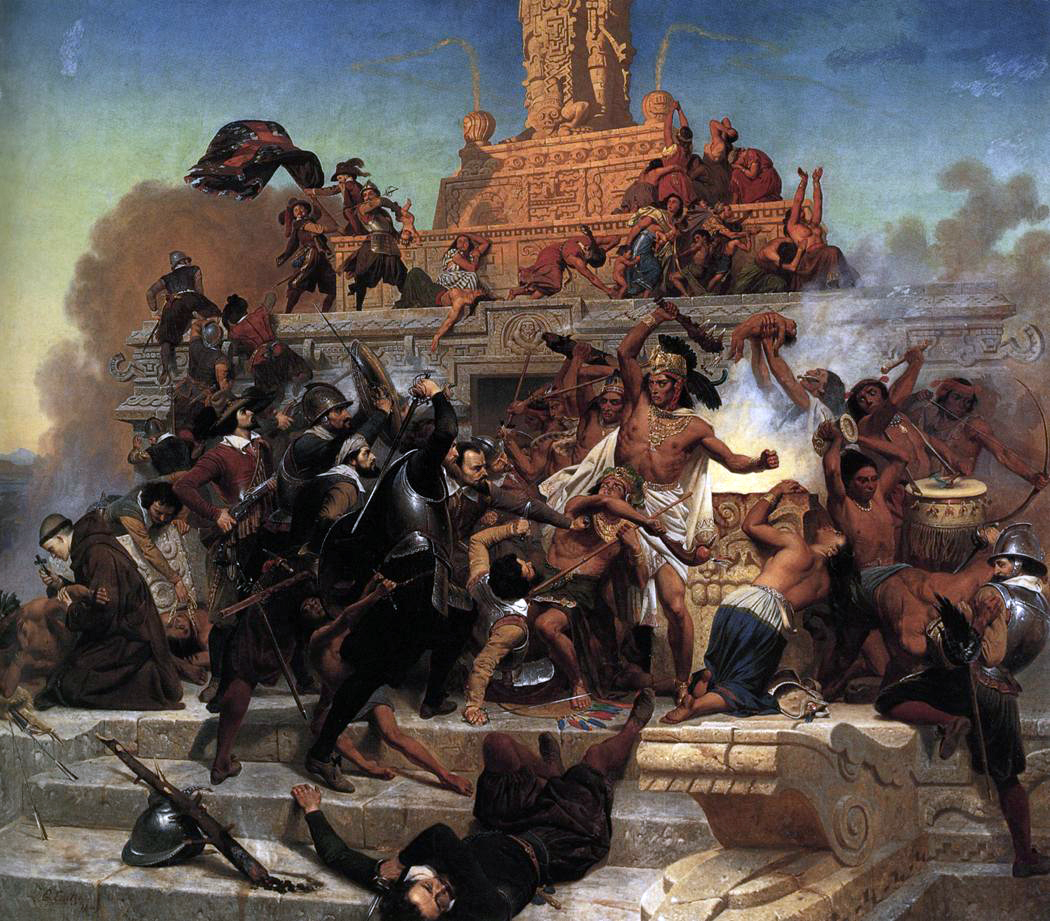
Prise des Teocalli par Cortez et ses troupes (peint en 1848).

En 1519, les conquistadors, alliés à de nombreuses tribus ennemies des Aztèques dont les Tlaxcaltèques et conduits par Hernán Cortés, contribuent à la conquête de l'empire aztèque, aidés en cela par la supériorité et la qualité de leurs armes et de leurs tactiques de combat, mais aussi la supériorité numérique de leurs alliés indigènes. Le 13 août 1521, la fin du siège de Tenochtitlan signe la victoire des Espagnols et la fin de l'empire aztèque.
Cortés se lance alors dans la conquête d'un vaste empire colonial qui deviendra la Nouvelle-Espagne. Le territoire s'étendra jusqu'à une importante partie du sud des actuels États-Unis (notamment la Californie, l'Arizona, le Nouveau-Mexique et le Texas). Les principales villes mexicaines sont alors créées : Mexico (sur les ruines de Tenochtitlán), Guadalajara, Puebla et Monterrey.
En même temps que la colonisation espagnole, des missionnaires arrivent dans le pays pour évangéliser les populations indigènes. Parmi ces évangélisateurs, Bartolomé de las Casas se distingue par son désir de protéger les populations indigènes.

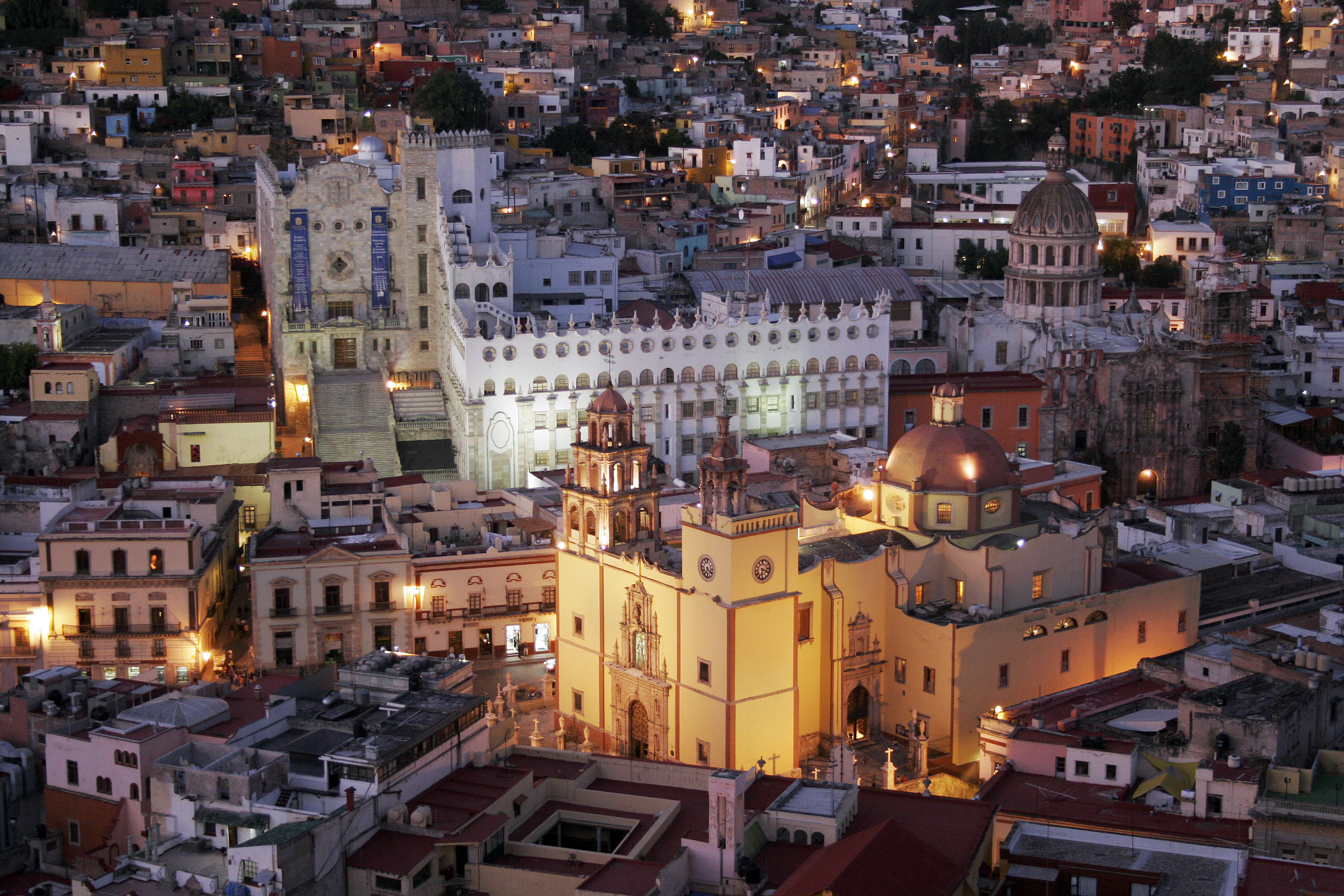
Guanajuato était l'une des villes les plus riches et les plus opulentes de la Nouvelle-Espagne.

Dès 1535, l’administration de la Nouvelle-Espagne est confiée à un vice-roi. Le premier sera Antonio de Mendoza, nommé par Charles Quint.
Pendant cette période, l’Espagne s'est enrichie grâce à la découverte et à l'exploitation des mines d'argent mexicaines, parmi les plus riches du monde, dont le produit transite via Anvers, première place financière mondiale, pour permettre d'importer des biens de l'Inde, où les marchands sont friands d'argent-métal. Les Espagnols implantent aussi la culture de la canne à sucre et du café, alors que sur le plan humain, la population amérindienne chuta de 80 %, à cause principalement des épidémies.
On estime qu'avant l'arrivée des Espagnols, le Mexique central comptait 25 millions d'habitants. Il en restait un million vers 1650.

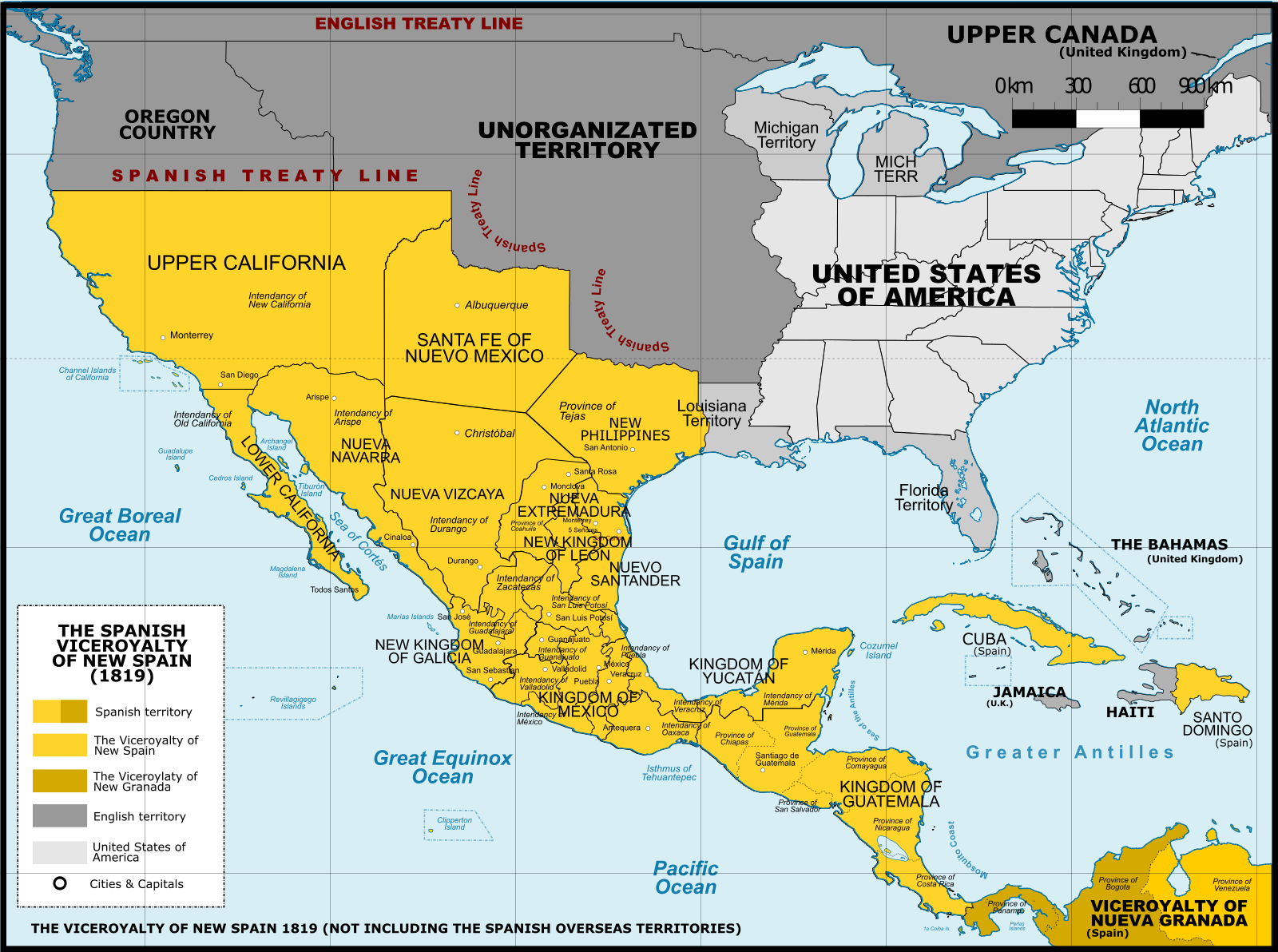
Nouvelle-Espagne après le Traité d'Adams-Onís de 1819 (sans compter les territoires insulaires de l'océan Pacifique).

Les trois siècles de colonisation espagnole (1521 - 1821) coïncident avec la création du Mexique en tant que nation latine, hispanique, catholique et métisse telle que nous le connaissons aujourd’hui. L'architecture, la gastronomie, les fêtes mexicaines et la structure familiale sont encore aujourd'hui largement influencées par ces trois siècles de domination espagnole[réf. nécessaire].
Après les très nombreuses destructions résultant de la colonisation du Mexique, une forme d'art colonial s'est développé à partir du XVIe siècle ; et ce pour plusieurs raisons : contexte humaniste européen et développement des cabinets de curiosités, propagande religieuse, développement d'une élite métisse, explosion d'un commerce intercontinental, etc. Ce phénomène a en outre permis la conservation et la diffusion de nombreuses techniques précolombiennes uniques au monde, comme l'art de la laque mexicaine (technique de collage très différente de la laque asiatique), du papier d'amate ou celui de la mosaïque de plumes, d'une extraordinaire virtuosité au vu des moyens à la disposition des artisans précolombiens[réf. nécessaire]. De ces très nombreux ouvrages envoyés en Europe pour la délectation des princes et collectionneurs, très peu sont parvenus jusqu'à nous. Quatre tableaux de mosaïques de plumes sont aujourd'hui conservés en France, dont deux datant du XVIe siècle : Le Triptyque de la crucifixion, conservé au Musée national de la Renaissance à Écouen (Val d'Oise), et la Messe de Saint-Grégoire, conservée au Musée des Jacobins d'Auch (Gers).
Les populations indigènes ne furent pas entièrement soumises du fait de la chute de l'empire aztèque, d'autres ne firent que changer de maîtres, les Tlaxcaltèques alliés des Espagnols furent mieux traités et jouirent tout au long de la colonie de privilèges tels que pouvoir monter à cheval. Des nobles indigènes partirent pour l'Espagne où leurs descendants vivent toujours.
De très nombreuses révoltes locales eurent lieu durant les trois siècles de la période coloniale.

### Indépendance

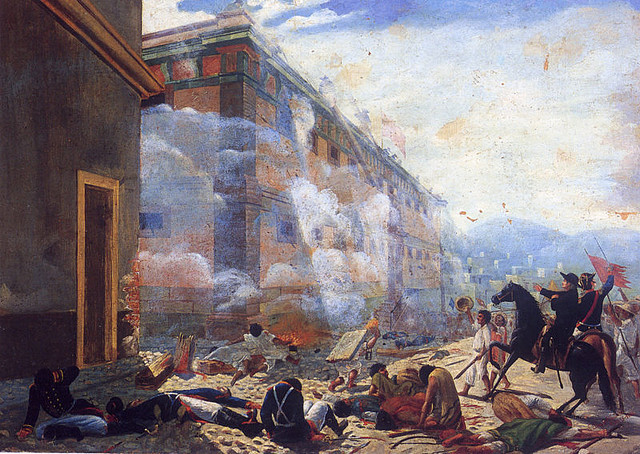
Prise de l'Alhóndiga de Granaditas par l'armée de Hidalgo. Guanajuato, 28 septembre 1810

L'un de précurseurs de l'indépendance du Mexique est Melchor de Talamantes mort emprisonné dans la forteresse de San Juan de Ulúa en 1809. Il est l'auteur de textes où sont exposées les raisons qui devaient, selon lui, amener le pays à son émancipation de la couronne espagnole.
Dans la nuit du 15 au 16 septembre 1810, depuis ce qui est aujourd'hui la ville de Dolores Hidalgo, dans le Guanajuato, un Espagnol né au Mexique, le curé Miguel Hidalgo, aujourd’hui héros national, lève, au cri de « Vive la Vierge de Guadalupe, vive Ferdinand VII, à bas le mauvais gouvernement ! » (c'est-à-dire celui de Joseph Bonaparte, au pouvoir depuis l'invasion de l'Espagne par les Français), une armée hétéroclite et indisciplinée de villageois et d'indigènes pour le rétablissement de Ferdinand VII et contre les juntes espagnoles au service des Français.
Il commence avec succès, mais échoue au Monte de las Cruces, dans sa tentative de prendre Mexico, et sera exécuté en 1811.

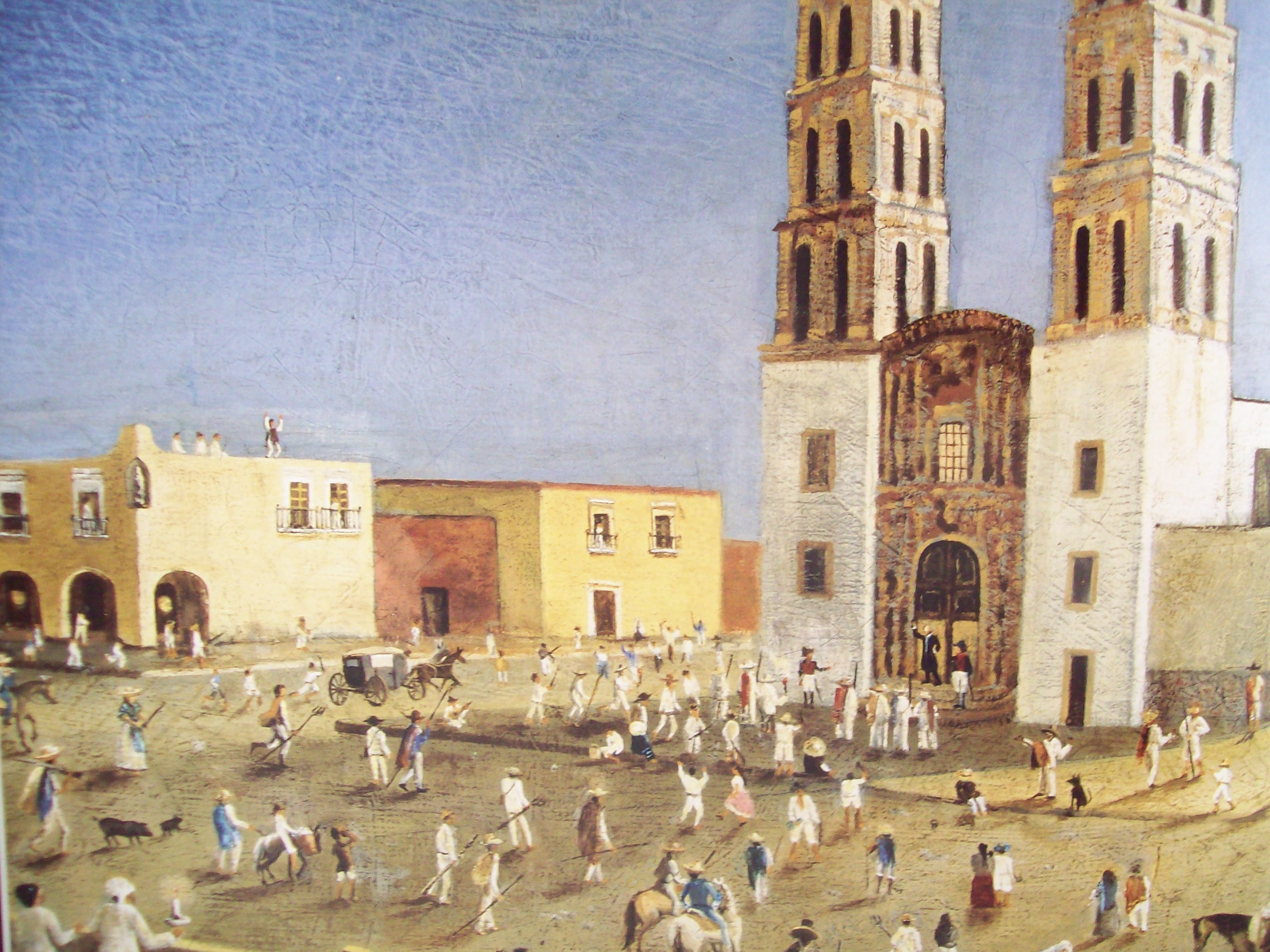
Le Grito de Dolores de Miguel Hidalgo y Costilla, 16 septembre 1810.

Les créoles, descendants d'Européens, le plus souvent d'Espagnols, mais nés hors de la métropole espagnole au nombre d'un million en Nouvelle-Espagne devenue l'actuel Mexique, sont à la tête des métis et des mulâtres (qui ensemble sont 1,3 million) et des indigènes (3,6 millions) qui forment la majeure partie des six millions de la population d'alors, mais sont tenus à l'écart du pouvoir politique et économique, les fonctions les plus prestigieuses et lucratives étant réservées aux Espagnols dont le nombre n'était que de 75 000 (peninsulares, nés dans la métropole, que les créoles nomment aussi gachupines).
Si le Grito de Dolores est à l'origine du processus d'indépendance du pays, il n'est cependant pas un appel à l'indépendance, mais bien une réaction à la destitution de Ferdinand VII par les Français,.
Le premier acte d'indépendance est proclamé par le congrès de Chilpancingo, inspiré principalement par les écrits de José María Morelos, et a été signé le 6 novembre 1813. Il a été rédigé par Carlos María de Bustamante et Andrés Quintana Roo, et a été intitulé Acte solennel de la déclaration d'indépendance de l'Amérique septentrionale,,.

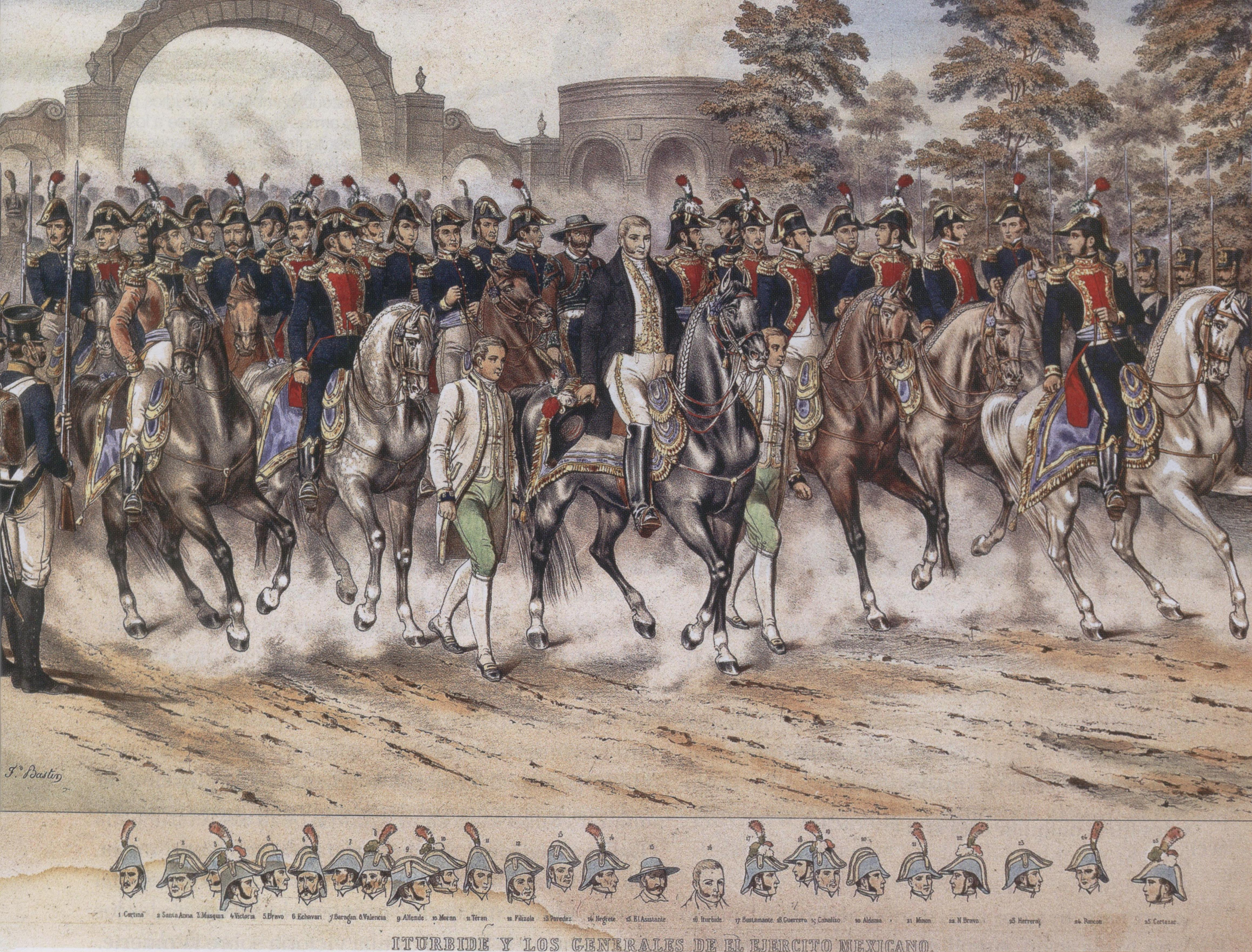
L'entrée de l'Armée des Trois Garanties à Mexico, 27 septembre 1821

L’Acte de l’Indépendance de l'Empire mexicain sera finalement signé le 28 septembre 1821.
L'Espagne ne reconnaîtra l'indépendance du Mexique que le 28 décembre 1836.
Parmi les éléments déclencheurs du mouvement indépendantiste, figurent la conquête et l’occupation française de l’Espagne, au début du XIXe siècle, par les troupes de Napoléon et le rejet par les créoles de la Nouvelle-Espagne de la Constitution de Cadix jugée par eux anticléricale et trop libérale.
Avec l'indépendance, les Espagnols nés au Mexique purent devenir les maîtres du pays en accédant à toutes les fonctions auparavant réservées aux Espagnols nés en métropole qui furent expulsés en 1829, exception faite de ceux dont les capitaux étaient investis dans les mines et l'agriculture. Néanmoins, bien qu'indépendant, le Mexique demeure fragmenté, entre les nobles, les pauvres, le clergé et les différends caudillos.
En 1821 l'empire est proclamé avec Agustín de Iturbide. Le 4 octobre 1824, le Mexique se dote de la nouvelle Constitution fédérale des États-Unis mexicains (Constitución Federal de los Estados Unidos Mexicanos), adoptant pour son gouvernement la forme de république représentative populaire fédérale.

### De l'indépendance à la consolidation républicaine

#### Intervention espagnole de 1829
Les troupes espagnoles débarquent près de Tampico en mars 1829, dans une ultime tentative de reconquête du pays, et sont repoussées par les troupes du général Antonio López de Santa Anna. Celui-ci acquiert un immense prestige par sa victoire, et devient le « Héros de Tampico ».

#### Guerre des Pâtisseries
En raison des dégâts causés lors des troubles publics liés au chaos de la situation politique dans les années qui suivirent l'indépendance, des commerçants français déposèrent des réclamations au baron Deffaudis, ambassadeur français à Mexico ; parmi eux, un pâtissier du nom de Remontel réclama la somme exorbitante de 60 000 pesos en dédommagement du préjudice causé par des officiers à son établissement de Tacubaya (selon les sources, ayant profité d'émeutes pour partir sans payer leurs pâtisseries en 1832, d'où le surnom ironique donné ensuite au conflit par les Mexicains, ou ayant occasionné des dégâts à sa boutique en 1828,). En 1837, le ministre mexicain des affaires extérieures, Luis G. Cuevas, répondit que le gouvernement n’était pas dans l'obligation d'indemniser ces pertes, étant donné qu'elles étaient la conséquence d'un mouvement révolutionnaire. Le 6 février 1838 (ou le 21 mars, selon d'autres sources), une flotte de 26 navires de guerre français arriva au large de Veracruz et le gouvernement de Louis-Philippe Ier réclama une somme totale de 600 000 pesos, équivalant à l'époque à 3 millions de francs or en réparation des pertes subies par ses sujets. Le 27 novembre, les Français bombardèrent la forteresse de San Juan de Ulúa.
Les Français obtinrent des garanties quant au paiement de cette somme et se retirèrent après onze mois de blocus du port de Veracruz. Cela occasionna pour le trésor mexicain une perte, calculée par le Journal des Débats, de 2 200 000 pesos soit 11 millions de francs or.

#### Guerre américano-mexicaine

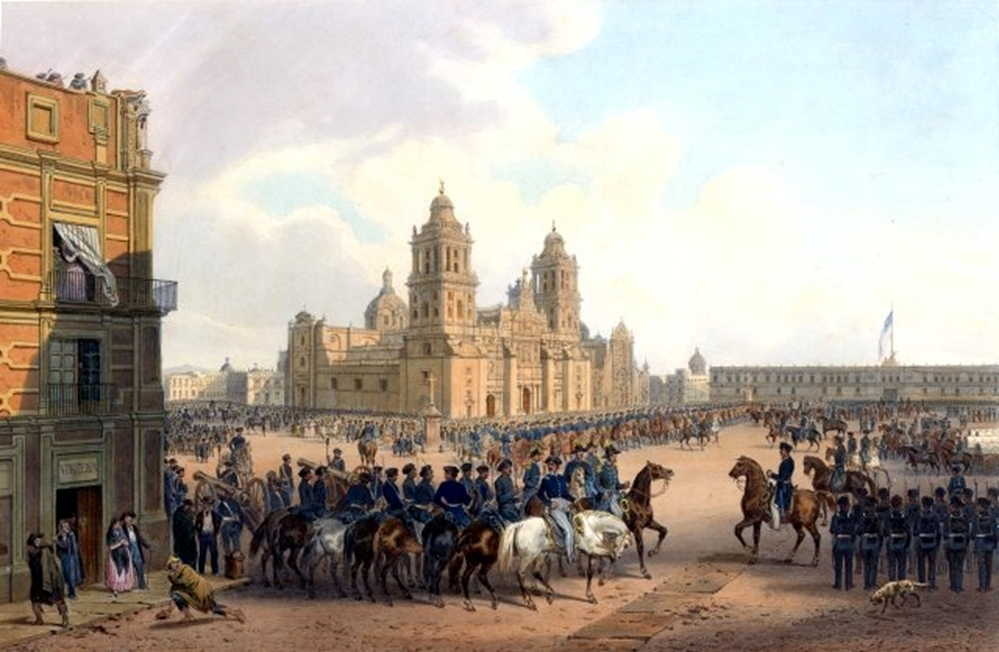
Prise de Mexico par les troupes américaines.

En 1836, le Texas proclame son indépendance du Mexique. Il sera annexé plus tard par les États-Unis en 1845. En fait, le Texas décide de rejoindre les États-Unis, mais cela violait le traité de Velasco, signé en 1836, qui spécifiait qu'après l'indépendance le Texas ne pouvait rejoindre l'Union Américaine. En 1846, le Mexique revendique le territoire compris entre le rio Bravo et le rio Nueces. En effet, la limite de la province texane était le rio Nueces situé à 300 km au nord du rio Bravo. Dès lors, la guerre éclate entre le Mexique et les États-Unis et durera de 1846 à 1848.
Les troupes américaines envahissent le pays et l’occupent de 1847 à 1848. Après la bataille de Chapultepec, le 14 septembre 1847, les troupes américaines hissent le drapeau américain sur le Palais National : la ville de Mexico est occupée. Sous le contrôle de Winfield Scott, ses troupes exécutent de nombreux soldats d'origine irlandaise du bataillon Saint Patrick, déserteurs de l’US Army, qui collaboraient avec la résistance mexicaine face à l’occupant,.
La guerre se termine par la signature en 1848 du traité de Guadalupe Hidalgo, par lequel le Mexique reconnaît le rio Bravo comme sa frontière avec le Texas. De plus, le Mexique cède plus de 40 % de son territoire aux États-Unis, soit près de 2 000 000 km2. Les États de Californie, Nouveau-Mexique, Arizona, Nevada, Utah, la majeure partie du Colorado et le sud-ouest du Wyoming représentent les territoires que les États-Unis ont annexés à la suite de la guerre américano-mexicaine. En 1857 est promulguée la Constitution qui règle les institutions politiques mexicaines jusqu'en 1917[réf. nécessaire].

### Guerre de Réforme

#### Intervention française

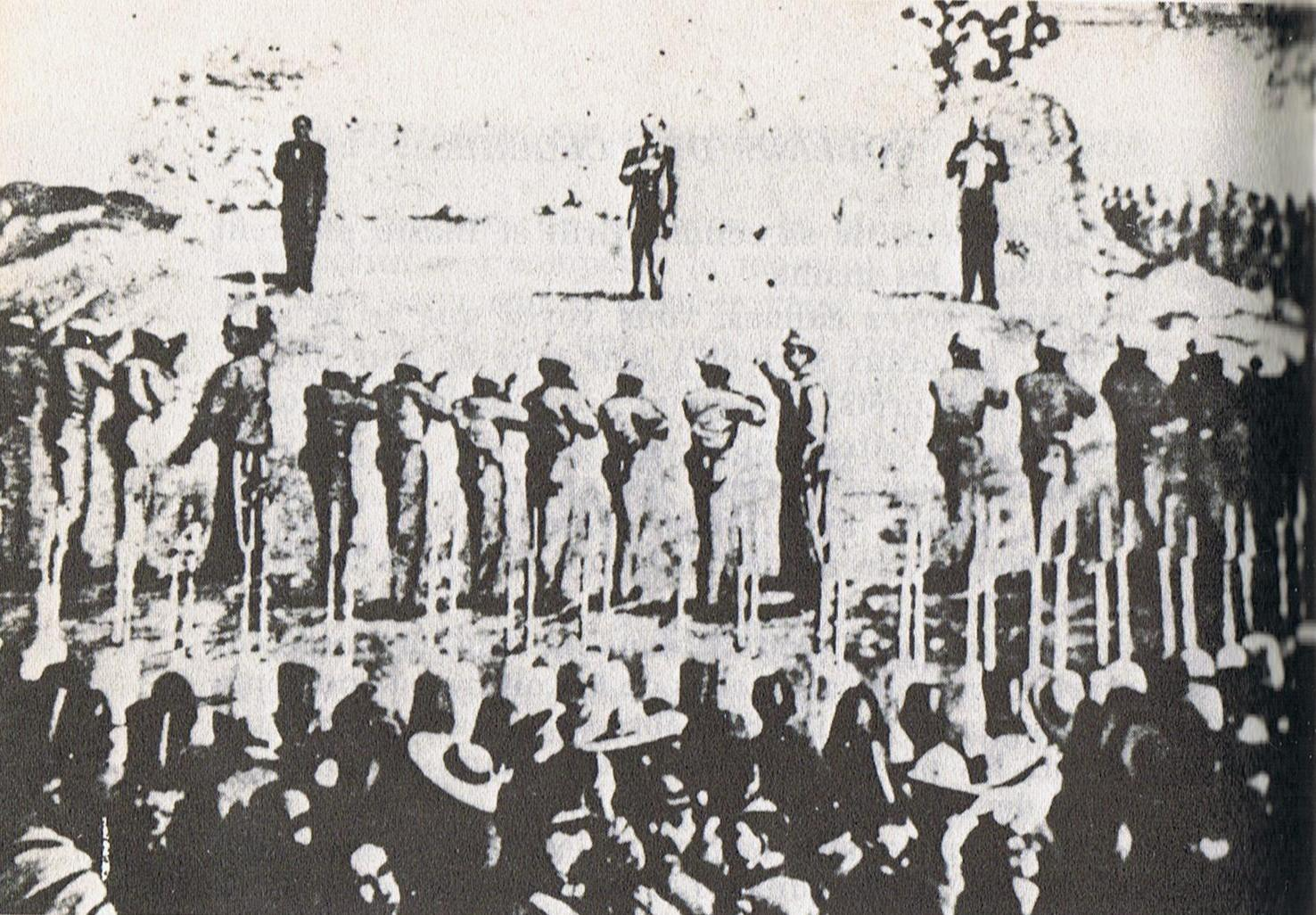
Exécution de Maximilien (à droite sur la photographie) de Miramón (au centre) et de Mejía. Cette photographie est visible au Musée de la Dynastie à Bruxelles.

En 1861, le gouvernement de Juárez décide la suspension du paiement de sa dette extérieure. La France, l’un des créanciers du Mexique, invoque le motif des dettes pour y intervenir militairement avec l’appui de l'ancienne puissance coloniale l’Espagne et de l’Angleterre. Profitant de la guerre civile qui déchire et absorbe les ressources du voisin du Nord, Napoléon III, avec la bénédiction du pape, pensait établir au Mexique un empire « latin » et catholique qui contrebalancerait le pouvoir grandissant des Américains. Des forces maritimes de ces trois pays débarquent à Veracruz, les Espagnols en décembre 1861, les Anglais et les Français en janvier 1862. Après des négociations, le gouvernement mexicain arrive à obtenir des Anglais et des Espagnols leur retrait (Convention de Soledad). La France continue donc seule cette expédition visant à établir un empire catholique et ami au Mexique.
Hormis la première bataille de Puebla, gagnée par les forces libérales sous le commandement d’Ignacio Zaragoza, la campagne militaire française est un succès. La Légion étrangère s'y illustra lors du combat du 30 avril 1863 non loin du Cerro del Chiquihuite, à Camarón, rebaptisée plus tard Villa Tejeda (dite Camerone en français). Devant l’avancée des forces ennemies appuyées par les conservateurs, le gouvernement de Juárez est contraint de s'éloigner à San Luis Potosí le 31 mai 1863 puis finalement à Paso del Norte (devenue depuis Ciudad Juárez) près de la frontière avec les États-Unis. En juin 1863, Mexico tombe sous le contrôle des forces de Napoléon III et de celles des conservateurs mexicains. Le 10 juillet, une Assemblée des Notables à Mexico nomme Maximilien d’Autriche empereur. Il était un des frères de François-Joseph Ier, empereur d'Autriche. Prince bien intentionné, il déçut souvent les conservateurs par ses idées modernes et libérales, allant jusqu'à demander à Juárez de gouverner avec lui, mais cet Habsbourg imbu d'étiquette commit des maladresses irréparables qui hâtèrent sa chute. Le pays resta peu sûr pour l'envahisseur, une guérilla féroce ne lui laissa aucun repos et épuisa ses forces et son moral, d'autre part les bandits pullulèrent, ce qui ne fit qu'aggraver la situation,.
Dès la fin de la guerre de sécession en 1865, Juárez trouve auprès des États-Unis, en échange de promesses de concessions sur le territoire mexicain (isthme de Tehuantepec), un soutien en armes et en hommes, ainsi que diplomatique (doctrine Monroe). Ce nouvel appui, les succès militaires des républicains, et surtout les menaces de guerre en Europe, forcèrent les troupes françaises à se retirer.
L'intervention au Mexique fut un grand échec pour Napoléon III. Le second empire mexicain durera jusqu’en 1867. L’empereur Maximilien est exécuté à Santiago de Querétaro. Durant toute cette période, Benito Juárez n'abandonna jamais le territoire national et continua d'exercer sa fonction de président de la République.

### Porfiriat

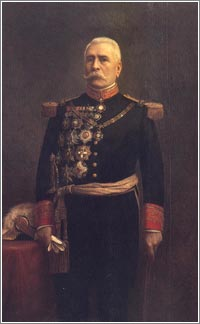
Porfirio Diaz.

Héros de la guerre contre le Second Empire français, Porfirio Díaz devient président du Mexique en 1876.
Il hérite d'un pays exsangue, qui depuis 1810 a connu de longues périodes d'instabilité tant économique que politique, des guerres civiles, des interventions étrangères, la perte de la moitié de son territoire.
Après avoir été élu en 1871, Benito Juarez s’éteint en 1872, pavant ainsi la voie pour l’élection de Diaz. Sa présidence dure jusqu'en 1911. Les lois de 1884 et 1896 permettent aux étrangers de posséder le sous-sol, dans le but d'attirer les investisseurs. Ces derniers ont, par conséquent, au vu du manque de capitaux mexicains, la prépondérance quasi totale dans les infrastructures (chemins de fer, ports, télégraphes et téléphones), les mines, le pétrole, le textile, les plantations, l'industrie. Pendant cette période, Diaz applique la Constitution fédérale des États Unis mexicains (1857), dont l'une des conséquences est la concentration des terres aux mains d'une minorité d'investisseurs et de propriétaires terriens. Il entreprend de moderniser le pays au nom du positivisme.
Pour la première fois de l'histoire du pays le banditisme a quasiment disparu, les ex-bandits devenant pour la plupart d'entre eux, membres du Cuerpo de Policía Rural (es) créé en 1861 par Benito Juárez, les « rurales » usent de l'article 28 de la loi du 25 février 1862 et dont l'usage continuera bien après la révolution de 1910, qui leur donne la possibilité d'abattre les détenus qui tentent de fuir. Les victimes, dont le nombre est estimé pour cette période à 10 000 furent principalement des délinquants de droit commun,.
Officiellement, Díaz est réélu à chaque élection mais les dysfonctionnements du vote et le mécontentement d'une partie de la bourgeoisie, dont l'un des chefs de file est Aquiles Serdán, les villageois dépossédés des terres collectives et dont la Constitution de 1857 ne reconnaît pas de statut légal car celui-ci datait du temps de la colonisation espagnole et avait été reconnu par les gouvernements conservateurs après l'indépendance, (l'exemple type en est Emiliano Zapata), la classe moyenne instruite et désireuse d'accéder au pouvoir et d'obtenir des postes gouvernementaux, la Panique bancaire américaine de 1907, la baisse de moitié des cours de l'argent-métal, la stagnation des salaires réels et une période de sécheresse sont parmi les éléments déclencheurs de la révolution mexicaine. Madero reprendra habilement le vieux slogan de Díaz, « Suffrage effectif, pas de réélection », pour sa campagne politique. Díaz est l'auteur de la phrase « Pauvre Mexique si loin de Dieu et si proche des États-Unis » (1878),.

### Révolution de 1910

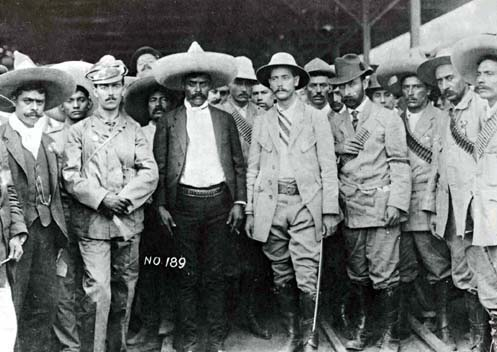
Emiliano Zapata.

Porfirio Díaz, au pouvoir depuis une trentaine d'années, voulait se présenter à l’élection présidentielle de 1910, de même que Francisco I. Madero. Díaz fit emprisonner Madero puis le relâcha. Lors de ces élections, Díaz sortit victorieux tandis que Madero ne recueillit que quelques centaines de voix à travers tout le pays.
En mai 1911, après la prise de Ciudad Juárez par les troupes maderistes placées sous les ordres de Peppino Garibaldi de José de la Luz Blanco (es) et de Pascual Orozco et d'un ancien bandit, Francisco Villa, recruté par Madero en échange du pardon de ses crimes et d'un grade de colonel dans l'armée fédérale en cas de victoire, Díaz, qui voulait éviter une guerre civile, préféra partir en exil en France.
La révolution dégénéra alors en une lutte pour le pouvoir entre révolutionnaires. Le président Madero (révolutionnaire) fut assassiné par Victoriano Huerta (réactionnaire), lui-même chassé par les troupes de Pancho Villa. Zapata fut assassiné en 1919, Venustiano Carranza, le commanditaire de l'assassinat de Zapata, en 1920, et Francisco Villa en 1923, sur ordre d'Álvaro Obregón.
La révolution se terminera officiellement en 1917, date de la nouvelle constitution mexicaine, mais la violence dura jusqu’aux années 1930 (assassinat d'Álvaro Obregón par un fanatique catholique en 1928). Une autre vague de violence suit l'application des mesures de laïcisation contenues dans la Constitution de 1917 et appliquées par le gouvernement dès 1926 : c'est la guerre des Cristeros.

### 1930-2000 et la domination du PRI

#### L'après-révolution
À la mort d'Obregon, Plutarco Elías Calles devient le Jefe máximo de la Revolución (chef suprême de la révolution). En mars 1929, il fonde le Parti national révolutionnaire dans le but de contrôler et de surveiller les divers courants politiques et se nomme lui-même à la tête de ce parti. Dans le but d'éviter des conflits entre militaires, il fait nommer président de la République un civil, Emilio Portes Gil, pour la période de 1928 à 1930. Calles dut lutter contre une conjuration de militaires obregonistes (« plan de Hermosillo ») écartés du pouvoir et menés par José Gonzalo Escobar (es).
Les années 1930 furent marquées par la présidence autoritaire de Lázaro Cárdenas de 1934 à 1940 titulaire du prix Lénine pour la paix qui se proposait de faire du Mexique un pays socialiste par des nationalisations, l'institution d'un plan sexennal imité de l'URSS, puis l'expropriation (nationalisation) pétrolière en 1938, Cárdenas profitant de la baisse du prix du pétrole et de difficultés économiques des compagnies pétrolières étrangères en majorité anglo-néerlandaises et américaines alors au bord de la faillite. Staline et les communistes mexicains dirent alors que les principaux bénéficiaires de cette nationalisation seront les États-Unis car de compétiteur en matière de production le secteur pétrolier commença à dépendre de la technologie et des financements américains, il existe à la bibliothèque du Congrès des États-Unis des preuves de l'appui financier du gouvernement de Roosevelt à celui de Cárdenas[réf. nécessaire].

#### Seconde Guerre mondiale
À la suite du torpillage de navires mexicains par des sous-marins allemands, dont les pétroliers Potrero del Llano (1941) et Faja de Oro (1941) en mai 1942, le gouvernement du général Manuel Ávila Camacho déclare que son pays est en état de guerre le 28 mai 1942 avec  l'Allemagne, l'Italie et le Japon.
L'escadrille mexicaine no 201, composée d'avions P-47, participa à la guerre contre le Japon et fut envoyée aux Philippines.
Des Mexicains participèrent aussi au débarquement du 6 juin 1944. L'un des plus connus est le pilote de chasse Luis Pérez Gómez abattu le 19 juin 1944. Il repose au cimetière du village de Sassy.
D'autres participèrent sous l'uniforme américain à la bataille des Ardennes. Parmi eux, le sergent José Mendoza López (en) qui reçut les plus hautes distinctions militaires des États-Unis pour ses faits d'armes (Medal of Honor et Purple Heart), notamment la neutralisation à lui seul lors d'un combat de plus de cent soldats ennemis.
À noter également que le Mexique fut le seul pays au monde qui protesta officiellement devant la Société des Nations (discours d'Isidro Fabela du 19 mars 1938 contre l'annexion de l'Autriche par l'Allemagne nazie. En commémoration une place de Vienne porte le nom de Mexikoplatz (de).

#### Domination du PRI
Le Parti révolutionnaire institutionnel (PRI), membre de l'Internationale socialiste, prit son nom actuel en 1946 et dirigea le pays sans interruption jusqu’en 2000, date de la victoire du démocrate chrétien Vicente Fox, candidat du Parti action nationale (PAN) (voir la Liste des chefs d'État du Mexique).
En octobre 1968, l’armée ouvre le feu sur des étudiants d’extrême gauche (voir Massacre de Tlatelolco). Plus de trois cents manifestants sont tués et des centaines disparaissent. Les autorités, poussées dans une paranoïa anticommuniste par la CIA américaine, entendaient en finir avec un mouvement où elles voyaient une subversion orchestrée depuis Moscou et La Havane. Alors que la presse mexicaine s'en tient à la version du pouvoir sur de prétendus « affrontements » entre manifestants et soldats, il faut attendre les années 1970 pour que soit admis que les étudiants n'étaient pas armés.
De 1960 à 1980, le revenu moyen des Mexicains a presque doublé. Si l’économie avait continué à croître à ce rythme, les Mexicains auraient de nos jours un niveau de vie comparable à celui des Européens. Dans les années 1980, le président Miguel de la Madrid impulse une libéralisation de l'économie qui touche plus particulièrement les paysans : les subventions au secteur agricole sont réduites (les aides à la production du café sont quant à elles supprimées), la libéralisation du commerce provoque une hausse des importations qui coule la production locale et la suppression d’importants combinats agricoles font perdre beaucoup d’emplois ruraux. Par ailleurs, le gouvernement libéralise les flux de capitaux, privatise des entreprises publiques et abandonne les politiques industrielles et de développement. Les années 1980 sont considérées comme une « décennie perdue », avec une baisse du revenu par habitant. En 1992, la Constitution est modifiée de façon à autoriser la vente des terres communales.

### XXIesiècle, entre alternances politiques et violences liées à la drogue
En 2000 Vicente Fox est élu président, mettant fin à 70 ans de domination politique du Parti révolutionnaire institutionnel (PRI).
En 2006, Felipe Calderón (PAN) est le président du Mexique après avoir recueilli 35,88 % des suffrages à l’élection présidentielle du 2 juillet 2006 contre 35,31 % pour Andrés Manuel López Obrador (PRD) et 22,27 % pour Roberto Madrazo (PRI)[réf. nécessaire]. Il engage une guerre contre les cartels de la drogue qui déstabilise les cartels de la drogue et cause plus de 100 000 morts et disparus en quelques années.
En juillet 2012, le PRI revient au pouvoir avec la victoire d'Enrique Peña Nieto aux élections présidentielles. Avec près de 38 % des suffrages, il devance le candidat du PRD Andrés Manuel López Obrador (31 %), ainsi que la démocrate centriste Josefina Vazquez Mota du Parti d'action nationale (PAN ; près de 25 %). En juillet 2018, le Mouvement de régénération nationale (Morena) accède pour la première fois au pouvoir avec l'élection d'Andrés Manuel López Obrador (53 % des suffrages).
Le 5 avril 2024, le Mexique rompt ses relations diplomatiques (es) avec l'Équateur après l'intrusion policière dans l'ambassade du Mexique à Quito, en Équateur, pour arrêter un ancien vice-président équatorien, Jorge Glas, condamné à six ans de prison pour corruption, qui y avait trouvé refuge,,,.

## Politique et administration
Le Mexique est une république fédérale composée de 32 États. Son régime politique est de type présidentiel. La séparation des trois pouvoirs (exécutif, législatif et judiciaire) est garantie par la Constitution de 1917.

### Pouvoir exécutif

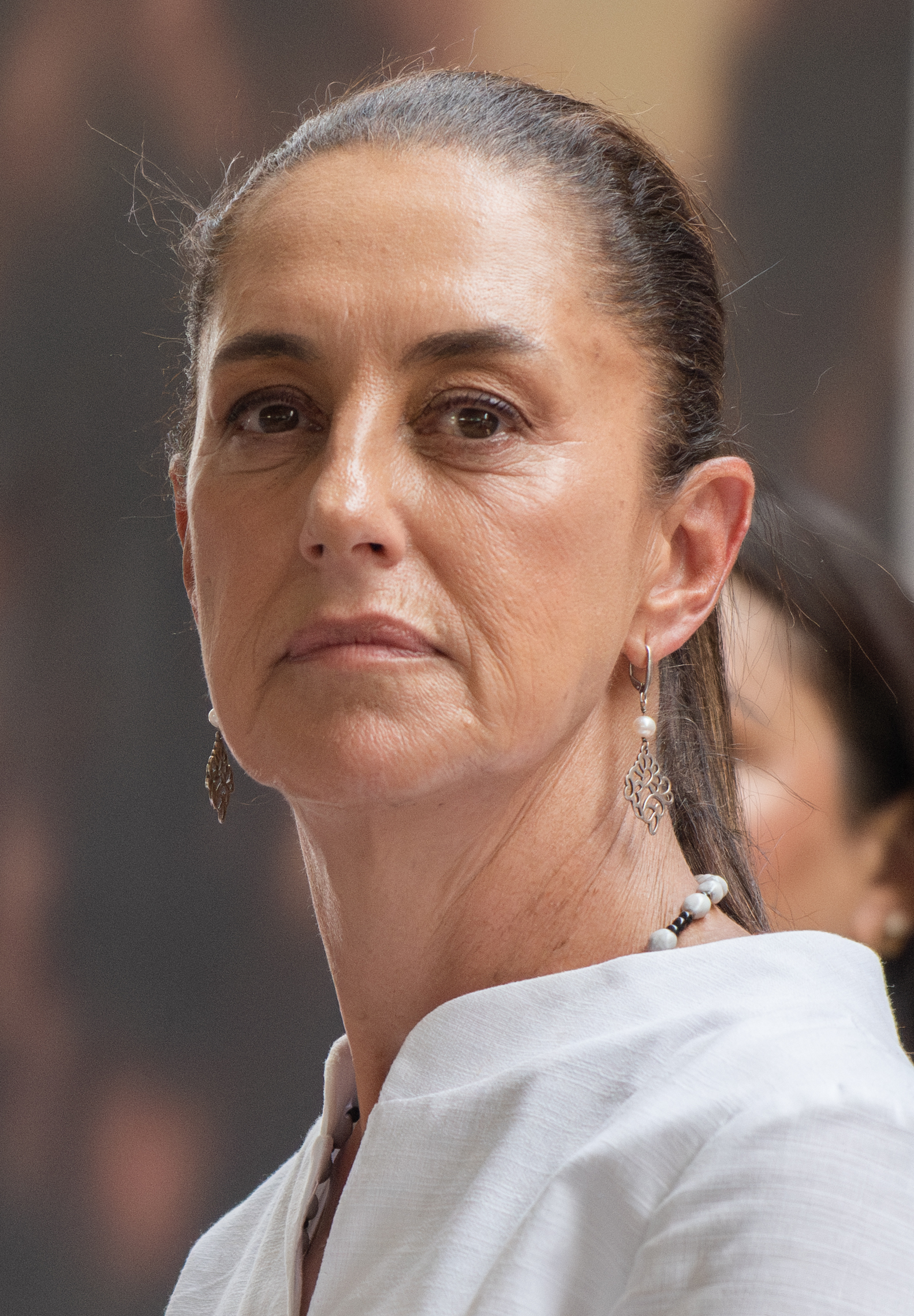
Claudia Sheinbaum.

Le chef de l’exécutif est le président des États-Unis mexicains, élu pour une période de six ans, non renouvelable, au suffrage universel direct à un seul tour et à la majorité relative. Il n’y a pas de Premier ministre. Le président nomme et révoque les ministres, le procureur général, les ambassadeurs et les consuls généraux. En cas de démission ou de décès, le Congrès désigne un président provisoire, intérimaire ou de substitution selon le cas. Le président peut émettre des décrets dans le domaine économique et financier grâce aux pouvoirs que lui délègue le Congrès,.
Le 8 août 2024, le président Andrés Manuel López Obrador refuse la demande de l'Ukraine de détenir Vladimir Poutine s'il défie un mandat d'arrêt international et assister à l'inauguration présidentielle du Mexique en octobre.
Depuis le 1er octobre 2024, la présidente du Mexique est Claudia Sheinbaum. Elle est la première femme à occuper ce poste.

### Pouvoir législatif
Le Congrès est divisé en deux chambres :
- Le Sénat : Les sénateurs sont élus tous les 6 ans. Le Sénat compte 128 sénateurs, soit quatre sénateurs par entité fédérative. En 2000, le Sénat était dominé par le PRI avec 60 sièges, suivi du PAN avec 46 et enfin 15 pour le PRD. Le reste des sénateurs sont indépendants ou appartiennent à des partis minoritaires[réf. nécessaire]. À la suite des élections de juillet 2006, le Sénat a vu le poids du PAN et du PRD s’accroître au détriment du PRI. Le PAN devient donc la première force politique avec 53 sénateurs, suivi par le PRD avec 37 à égalité avec le PRI. Néanmoins, le PAN n’a pas la majorité absolue au Sénat[réf. nécessaire].
- La Chambre des députés : les députés sont élus au suffrage universel direct tous les 3 ans. La Chambre compte 500 représentants. Trois cents députés sont désignés par les circonscriptions électorales et les deux cents autres sont élus au suffrage proportionnel à travers tout le pays. Les 200 sièges désignés de façon proportionnelle ont été créés pour permettre aux petits partis d’accéder plus facilement à la Chambre. En 2003, la composition de la chambre était de 223 sièges pour le PRI, 148 pour le PAN, 97 pour le PRD. Le PAN n’ayant pas de majorité à la chambre, il ne peut voter une loi sans l’appui des autres partis politiques. À la suite des élections de juillet 2006, le PRI a perdu des députés au profit du PAN et du PRD[réf. nécessaire]. Les élections de juillet 2009 ont vu le retour du PRI, qui en obtenant 237 sièges redevient la première force parlementaire du pays, le parti présidentiel PAN recule avec 143 députés, ainsi que le PRD qui ne conserve que 71 sièges[105]. À partir de 2019, le Mouvement de régénération nationale dispose d'une majorité parlementaire. Avec Andrés Manuel López Obrador à sa tête, ce parti est considéré comme étant de gauche modérée[106].

En effet, le PAN était devenu[Quand ?] la première force politique à la Chambre des députés avec 207 sièges, suivi par le PRD avec 160 sièges, et en 3e position par le PRI avec seulement 119 sièges. Néanmoins, le PAN sans majorité absolue à la Chambre des députés a dû obtenir l’appui de l’opposition pour faire voter une loi[réf. nécessaire]
Depuis 1997, le Congrès joue un plus grand rôle puisque l’opposition obtint plus de sièges grâce à la désignation de 200 sièges de députés élus à la proportionnelle.

### Entités fédératives
Constitutionnellement le Mexique est composé de 32 entités fédératives ayant toutes leur propre constitution,, dont 31 sont des États ; l'ex Distrito Federal (district fédéral), devenu « Ciudad de México », est la 32e entité fédérative du pays, sans avoir le statut d'État ni celui de ville.
1. Aguascalientes
2. Basse-Californie
3. Basse-Californie du Sud
4. Campeche
5. Chiapas
6. Chihuahua
7. Coahuila
8. Colima
9. Durango
10. Guanajuato
11. Guerrero
12. Hidalgo
13. Jalisco
14. Mexico
15. Michoacán
16. Morelos
17. Nayarit
18. Nuevo León
19. Oaxaca
20. Puebla
21. Querétaro
22. Quintana Roo
23. San Luis Potosí
24. Sinaloa
25. Sonora
26. Tabasco
27. Tamaulipas
28. Tlaxcala
29. Veracruz
30. Yucatán
31. Zacatecas
32. Ciudad de México

### Féminisation du personnel politique
En 2018, l’élection d’Andrés Manuel López Obrador a contribué à une forte féminisation du personnel politique. Ainsi, le gouvernement, qui ne comptait que quatre femmes sur trente membres sous la présidence d’Enrique Peña Nieto, est dorénavant paritaire pour la première fois au Mexique. D'autre part, la Chambre des députés comporte désormais 241 femmes sur ses 500 membres ; elles étaient 114 dix ans auparavant. Quant à la chambre haute, elle compte 63 femmes et 65 hommes.

## Population et société

### Démographie et urbanisme

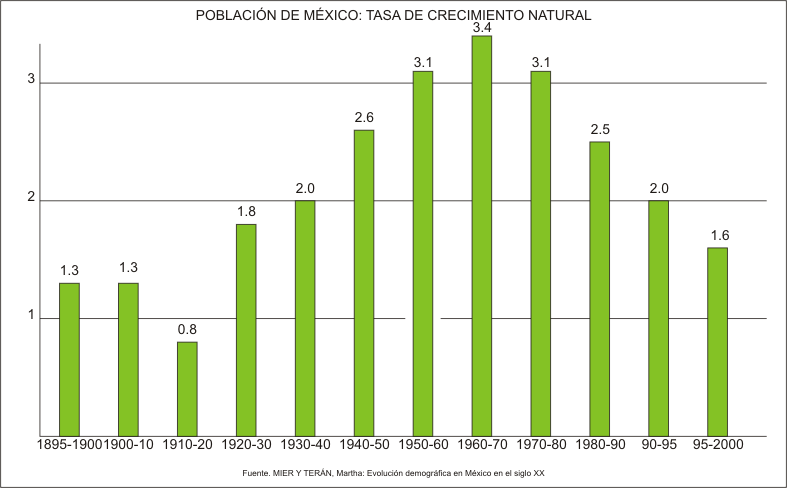
Taux d'excédent naturel

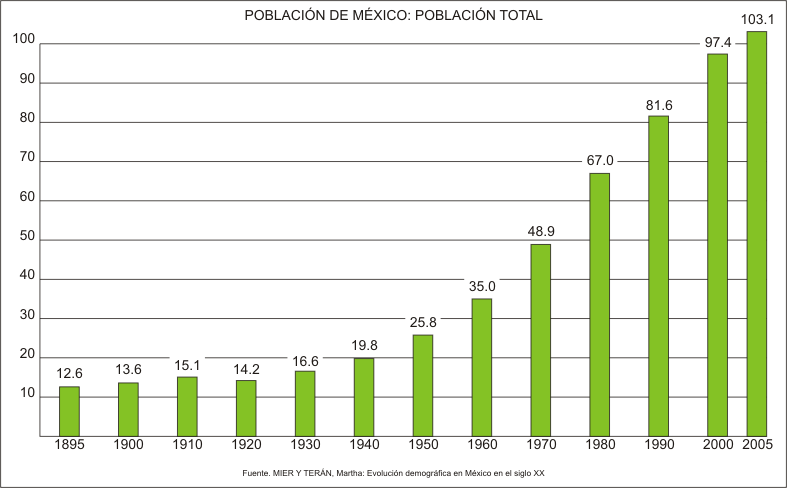
Population mexicaine

Pendant tout le XIXe siècle, la population du Mexique a seulement doublé. Cette tendance continuera pendant les deux premières décennies du XXe siècle. En 1920, on assiste à une perte de deux millions d’habitants qui peut s’expliquer par la révolution mexicaine entre 1910 et 1920.
Le taux de croissance de la population s’est fortement accéléré entre 1930 et 1980, avec des chiffres supérieurs à 3 %. La population mexicaine doublait tous les vingt ans et à ce rythme on estimait que le Mexique compterait 120 millions d'habitants en 2000. Le gouvernement fédéral créa alors le Conseil national de la population (CONAPO), avec pour mission d’établir des politiques de contrôle de la natalité et réaliser des études sur la population du pays. Ces mesures furent positives et le taux de croissance de la population baissa jusqu’à 1,6 % sur la période 1995-2000.
En 2024, avec une population estimée à environ 130 millions d'habitants, le Mexique se classe au dixième rang mondial des pays les plus peuplés : les projections du CONAPO de 2019 évaluaient la population mexicaine à 131 715 027 habitants au début de l'année 2024, celles de la CIA à 129 875 529 habitants en 2023, et celles de l'ONU entre environ 128 414 000 et 129 440 000 début 2024.
L'espérance de vie est passée de 33,9 ans en 1930 à 75,5 ans en 2022. On estime donc que le Mexique est rentré dans la dernière phase de transition démographique.
L'âge moyen s'élève à 29 ans (en 2025) et devrait augmenter. La question du vieillissement de la population (la part de personnes agées de plus de 60 ans devrait passer de 14,3 % en 2025 à plus de 20 % en 2030) représente un défi dans un pays où le système de santé est sous-financé et où le régime de retraite individuelle par capitalisation, géré par des fonds de pension privés appelés « Afores », verse des pension très basses. 
Taux d'excédent naturel total de la population (chiffres 2005) :
- Taux d'excédent naturel de la population = taux de natalité - taux de mortalité = 16,28 ‰.
- Taux de croissance totale de la population = accroissement naturel + solde migratoire = 11,71 ‰ (avec solde migratoire = - 4,57 ‰).

Le solde migratoire est traditionnellement négatif et s’élève à plus de 450 000 Mexicains par an. Les États-Unis restent la première destination.
Même si aujourd’hui le Mexique a une population jeune (seulement 5,6 % de la population a plus de 65 ans), le vieillissement de la population a commencé et s’accélérera dans les prochaines années.

### Exode rural et urbanisation
Au début du XXe siècle, près de 90 % de la population vivait dans les zones rurales. Lors du recensement de 1960 la population urbaine devient majoritaire pour la première fois avec 50,6 % de la population mexicaine vivant dans les villes et grandes agglomérations. Le nombre de personnes qui habitait dans leur État natal était en 1895 de 96,6 % alors qu’en 1950 plus de 80 % des Mexicains habitaient dans un autre État que celui où ils sont nés.
À travers ces chiffres on peut se rendre compte du phénomène de développement industriel des moyennes et grandes agglomérations mexicaines et l’exode rural qui y est lié. Aujourd’hui les Mexicains continuent à être très mobiles à l’intérieur du pays notamment entre les différentes agglomérations. Néanmoins, on peut considérer que l’exode rural massif des décennies précédentes fait partie du passé.
Les entités fédératives qui concentrent la plus grande partie de la population mexicaine sont Mexico, l'État de Mexico, Jalisco, Nuevo León, Puebla et Veracruz.
L'aire urbaine de Mexico, avec plus de 23,2 millions d'habitants, se classe deuxième au rang mondial fin 2012, après celle de Tokyo (37,7 millions d'habitants) et devant Séoul (22,6 millions d'habitants). Guadalajara et Monterrey sont respectivement les deuxième et troisième grandes villes du pays avec chacune plus de trois millions d’habitants.

### Indigènes et émigration mexicaine
| Groupe              | Population |
| ------------------- | ---------- |
| Nahuas              | 2 445 969  |
| Mayas (Yucatèques)  | 1 475 575  |
| Zapotèques          | 777 253    |
| Mixtèques           | 726 601    |
| Otomis              | 646 875    |
| Totonaques          | 411 266    |
| Tzotzils            | 406 962    |
| Tzeltal             | 384 074    |
| Mazahuas            | 326 660    |
| Mazatèques          | 305 836    |
| Source : CDI (2000) |            |

Le Mexique, avec environ 128 millions d'habitants en 2020, est le pays hispanophone le plus peuplé, largement devant l'Espagne, et le troisième pays le plus peuplé du continent américain après les États-Unis et le Brésil. Au niveau mondial c’est le dixième pays le plus peuplé après la Chine, l'Inde, les États-Unis, l'Indonésie, le Brésil, le Pakistan, le Nigeria, le Bangladesh et la Russie.
La population qui parle les langues indigènes (unique critère retenu par l’INEGI pour désigner la population indigène) passa de 17 % en 1895 à seulement 7 % en 2000. Néanmoins en nombre absolu elle a crû en passant d'un million en 1895 à sept millions en 2000. Les spécialistes s'accordent pour dire qu’il y a plutôt 12,7 millions d’indigènes qui parlent ou non une langue indigène au Mexique. Jusqu'en 1980, les populations indigènes émigraient en direction des métropoles régionales proches de leur lieu de naissance, mais, à partir des années 1990, l'émigration indigène se fit massivement en direction des États-Unis. Les salaires plus élevés aux États-Unis alimentaient inlassablement le flux de l'émigration. Les États-Unis ont entrepris de renforcer leur frontière avec le Mexique et des murs sur la frontière ont été installés en différents endroits à partir de 1996.
Les États-Unis sont le pays où vivent le plus de Mexicains après le Mexique. Il se dit que Los Angeles, la plus grande ville de Californie est aussi la deuxième ville mexicaine pour ce qui est de la population car le nombre d'immigrés et de descendants de Mexicains dépasse largement les quatre millions de personnes qui vivent à Guadalajara[réf. nécessaire] plus grande ville du Mexique. La présence des Mexicains de l’autre côté du Río Grande commence lors de l’annexion par les États-Unis d’immenses territoires mexicains. Ainsi un certain nombre de Mexicains se trouvèrent de facto en territoire américain mais gardèrent leurs coutumes et leur langue. L’État du Nouveau-Mexique illustre bien cela. À ce nombre, il faut ajouter le nombre important de braceros qui partirent vivre aux États-Unis, parfois temporairement grâce à un accord laboral entre les gouvernements de Washington et de Mexico. Les dernières crises économiques du Mexique ont favorisé l’émigration vers le nord et on estime qu’au début du XXIe siècle près de 38 millions de Mexicains ou descendants de Mexicains vivent aux États-Unis. La grande partie de ceux-ci se situe en Californie, au Texas et au Nouveau-Mexique. On compte aussi de nombreux citoyens mexicains dans l'Union européenne, surtout en Espagne et en Allemagne. La Suisse compte de nombreux binationaux qui occupent souvent des postes de haute qualification professionnelle.

### Langues
| Mapa de lenguas de México | Mapa de lenguas de México |
| Langue                    | Pers.                     |
| ------------------------- | ------------------------- |
| Nahuatl                   | 1 725 620                 |
| Maya yucatèque            | 859 607                   |
| Tseltal                   | 556 720                   |
| Mixtèque                  | 517 665                   |
| Tzotzil                   | 487 898                   |
| Zapotèque                 | 479 474                   |
| Otomi                     | 307 928                   |
| Totonaque                 | 267 635                   |
| Mazatèque                 | 239 078                   |
| Ch'ol                     | 251 809                   |
| Huastèque                 | 173 765                   |

La Loi générale des droits linguistiques des peuples autochtones de 2003 concède le statut de « langue nationale » à l'espagnol et aux langues autochtones. Même s'il n'existe pas de déclaration constitutionnelle qui fasse de l'espagnol la langue officielle, c'est celle-ci qui est utilisée pour tous les documents officiels et est parlée par plus de 99 % des Mexicains. Selon le recensement de 2015 au Mexique, les langues autochtones sont parlées par 7 382 785 personnes de 3 ans et plus, soit plus de 6 % des Mexicains ; parmi ceux-ci, 12,32 % ne parlent pas l'espagnol, soit moins de 1 % de la population totale. Aussi, avec les échanges très importants avec les États-Unis, environ 5 % des Mexicains parleraient couramment l'Anglais en seconde, ou troisième langue.
Les deux langues autochtones les plus parlées sont :
- Le nahuatl avec plus de 1,7 million de personnes. Cette langue est principalement parlée dans le centre du Mexique. Elle était utilisée au sein de l'empire aztèque.
- Le maya (yucatèque) avec plus de 800 000 personnes. Il est parlé dans la péninsule du Yucatán.

D'autres langues mayas sont également parlées : le tzotzil, le tseltal et le ch'ol avec quelques centaines de milliers de locuteurs chacune, essentiellement dans le Chiapas. Ces langues sont apparentées aux différents dialectes du maya classique oriental que l'on retrouve sur les monuments et codex de la civilisation maya.
L'origine des langues autochtones remonte à plus de cinq millénaires. De l'époque dite classique (entre 300 et 800 ap. J.-C.) à la conquête espagnole, certaines de ces langues (en particulier le maya classique oriental et le nahuatl) furent écrites sur des bâtiments, de la poterie et des codex, grâce à un système d'écriture hiéroglyphique. Ces langues ont eu une grande importance tout au long de l'histoire et la culture mexicaine. Ainsi, le nom du pays pourrait trouver son origine dans la langue nahuatl.
De nombreux mots espagnols sont d'origine amérindienne, par exemple :
- cenote, un puits naturel des massifs calcaires (du maya dz'onot, passé en français) ;
- tlapalería, magasin d'articles de bricolage (du nahuatl tlapalli et du suffixe -ería) ;
- tianguis, marché ouvert (du nahuatl tianquiztli) ;

sans compter les nombreux produits de l'échange colombien.
De fortes communautés anglophones représentent 50 % de la population de villes telles que San Miguel de Allende, Chapala et Taxco.
Chipilo, une ville de l'État de Puebla, est peuplée de descendants de vénitiens où 33 000 personnes y parlent toujours le vénitien.
Les mennonites des États de Chihuahua, Zacatecas et Durango parlent encore le bas saxon. Ils sont 75 000 si l'on y ajoute ceux des communautés de Tamaulipas et de Campeche.

### Religion
| Religion       | Pourcentage |
| -------------- | ----------- |
| Catholicisme   | 81 %        |
| Protestantisme | 9 %         |
| Sans religion  | 7 %         |
| Autres         | 3 %         |

Le Mexique est un pays laïque. Les Mexicains sont très majoritairement catholiques.
Le syncrétisme entre les traditions religieuses européennes et préhispaniques indigènes (et, dans une moindre mesure, africaines) y est fréquent, surtout dans les populations rurales. Il se manifeste notamment dans le culte très populaire de Notre-Dame de Guadalupe (qui est le plus répandu au Mexique), celui de la Santa Muerte, les traditions du jour des morts, la santeria (qui n'est pas traditionnelle au Mexique mais d'introduction récente par des émigrés cubains) et dans les rituels de nombreux groupes d'origine indigène,,.
La politique anticléricale, due à la Constitution de 1917, a pris fin en 1991 avec l’adoption d’amendements constitutionnels qui accordent un statut légal aux institutions religieuses et autorisent notamment l’organisation d’écoles paroissiales.

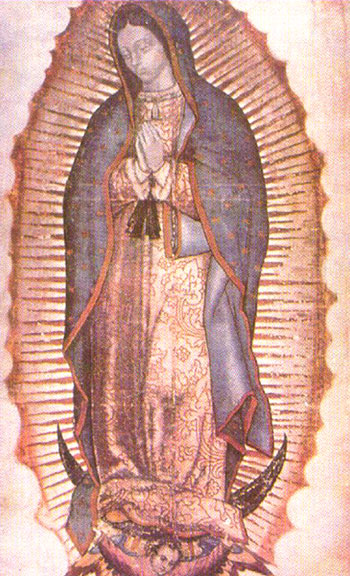
Notre-Dame de Guadalupe, sainte patronne du Mexique.
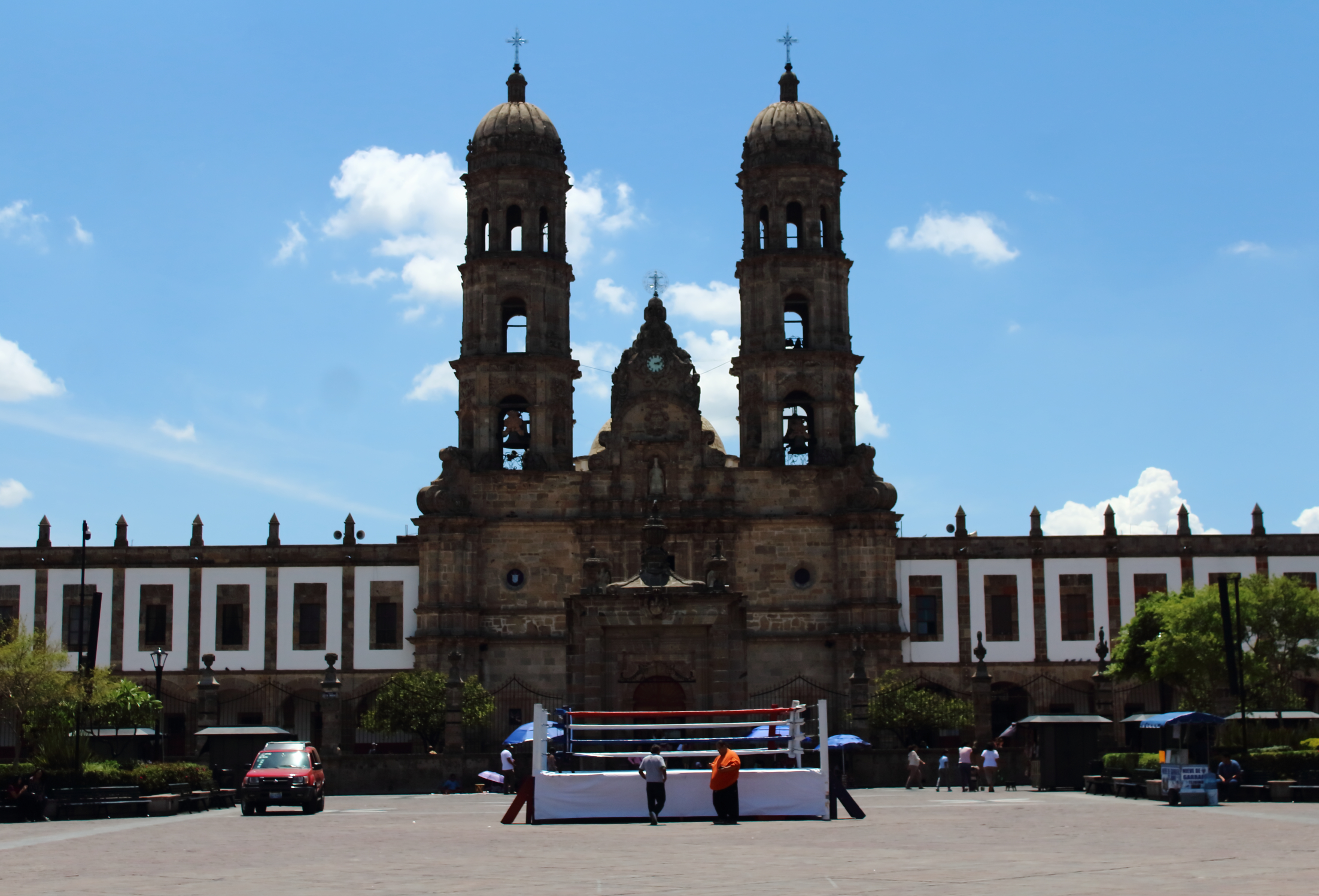
Santuario de Nuestra Señora de Zapopan.
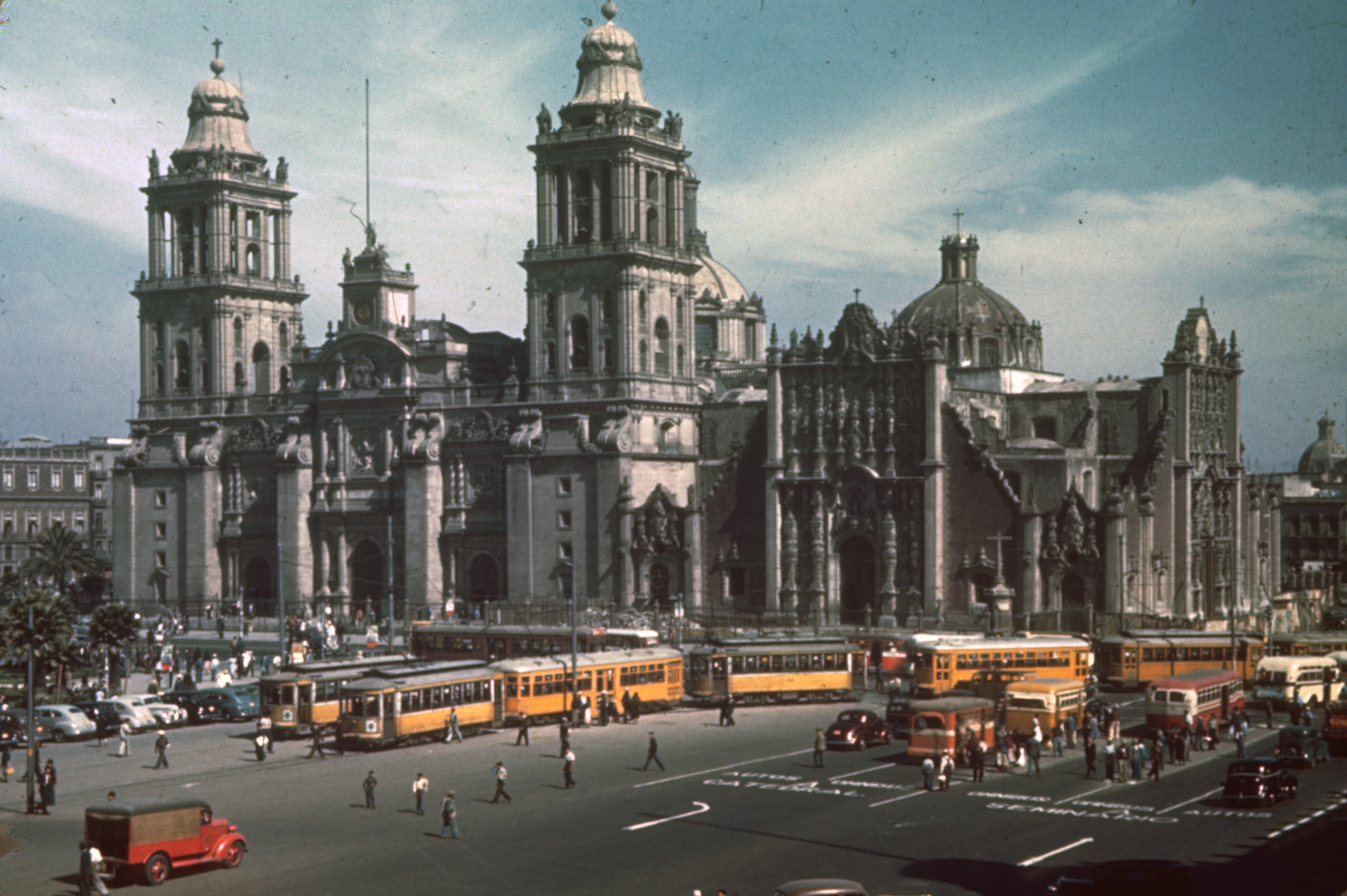
Cathédrale de Mexico.
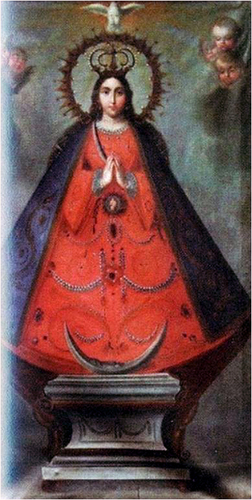
Notre-Dame de Zapopan.

### Éducation
(janvier 2017).
Si vous disposez d'ouvrages ou d'articles de référence ou si vous connaissez des sites web de qualité traitant du thème abordé ici, merci de compléter l'article en donnant les références utiles à sa vérifiabilité et en les liant à la section « Notes et références ».
Le Mexique a fait d’importants progrès au niveau éducatif ces deux dernières décennies. En 2004, le taux d’alphabétisation était de 92,2 % et celui des jeunes de 15-24 ans de 96 %. L’enseignement primaire et secondaire (9 ans) est gratuit et obligatoire. Même si plusieurs programmes d’éducation bilingue existent depuis les années 1960 pour les communautés indigènes, c’est depuis la réforme constitutionnelle à la fin des années 1990 qui permet véritablement leur essor avec des manuels scolaires écrits dans une douzaine de langues indigènes.[réf. nécessaire]
Aujourd’hui la grande majorité des indigènes sont bilingues (12 % des hommes et près de 21 % des femmes ne parlant pas espagnol en 2005).
En 1970, le Mexique fut le deuxième pays au monde (après l'Australie) à mettre en place un système d’enseignement à distance. Les écoles qui utilisent ce système sont appelées télécollèges. La diffusion de ce système s’étend aussi à certains pays d’Amérique centrale, à la Colombie et même à certains États du Sud des États-Unis.
Les trois universités publiques mexicaines les plus connues sont l’université nationale autonome du Mexique (UNAM) fondée en 1551, l'université autonome métropolitaine (UAM) et l’Institut polytechnique national (IPN) qui ont un grand prestige dans toute l’Amérique latine. Les quatre principales universités privées de reconnaissance internationale sont l’Institut technologique d’études supérieures de Monterrey (ITESM) qui est souvent désigné comme le TEC de Monterrey, l’Institut technologique autonome de Mexico (ITAM), l’université Anáhuac (ANAHUAC) et son réseau d'universités affiliées (Espagne, Italie, et Chili) et l'université ibéro-américaine. Ces universités ont connu une croissance importante et ont su nouer des partenariats avec des universités étrangères prestigieuses.

### Système de santé
L'Institut mexicain de sécurité sociale (es) qui est l'organe étatique chargé de la santé publique est particulièrement affecté par la corruption et le sous-investissement. La crise sanitaire provoquée par la pandémie de Covid-19 en 2020 a mis en exergue ces problèmes. Le gouvernement mexicain reconnait un « désastre », faisant état de graves irrégularités dans l’achat de fournitures et de médicaments, des professionnels sans formation adéquate, de nouveaux hôpitaux jamais achevés, des patients abandonnés à la mort faute de soins. Devant l’urgence, des hôpitaux militaires ont été réquisitionnés, tandis que les autorités ont fait appel à des médecins cubains pour assurer le fonctionnement de certaines unités de soins intensifs dans les zones les plus touchées.
Dans les régions concernées par les séismes de 2017, des hôpitaux sont restés en ruine, les budgets alloués à leur reconstruction s'étant évaporés. Au début du mois de mars 2020, le président Andrés Manuel López Obrador, en fonction depuis décembre 2018, a lancé de graves accusations contre ses prédécesseurs, en évoquant « des politiciens qui vendaient des médicaments ou protégeaient les distributeurs », multipliant par dix le prix de certains produits.
Le système d’achat public de médicaments a été réorganisé en 2019 et les accords avec les fournisseurs suspectés de corruption suspendus, mais ces mesures ont favorisé des pénuries de traitements vitaux, certains distributeurs jouant la carte du boycott. Le système de santé a par ailleurs connu une privatisation rampante : l’investissement privé dans le secteur de la santé s’est envolé, tandis que le Mexique consacre à présent moins de 6 % de son PIB aux dépenses de santé. Pour Hugo López-Gatell Ramírez, responsable de la lutte contre le Covid-19, « contrairement à ce que suggérait l’optimisme des administrations précédentes, notre système a accumulé au cours des trois ou quatre dernières décennies un énorme retard sur des aspects fondamentaux pour garantir le droit à la protection de la santé ».
L’avortement est interdit dans la plupart des États du Mexique, hormis à Mexico depuis 2007 et dans l’État de Oaxaca depuis 2019. Ailleurs, une femme qui avorte peut risquer plusieurs années de prison. Les femmes vivant dans des états où l'avortement est criminalisé peuvent avoir recours à un juge afin que leur demande soit réexaminée. Le juge peut donner l'ordre que l'avortement soit pratiqué.

### Forces armées
Les effectifs totaux des forces armées sont estimés en 2008 à 192 000 hommes et femmes :
- L'Armée de Terre (Ejército Mexicano) : plus de 140 000.
- La Marine (Armada de México) : environ 38 000.
- L'Armée de l'Air (Fuerza Aérea Mexicana) : environ 8 000.

Les forces armées dépendent du Secrétaire de la défense nationale pour les armées de terre et de l'air, La marine dépendant elle du secrétaire de la marine.
Le président de la République en est le chef suprême.

#### Criminalité
Le Mexique compte parmi les pays ayant un taux d'homicides volontaires les plus élevés du monde. En 2017, le pays est considéré comme le deuxième pays le plus meurtrier au monde par l'International Institute for Strategic Studies (IISS), avec 23 000 meurtres commis pendant l'année 2016. Les enlèvements n'ont cessé d'augmenter depuis les années 1980 (1 583 enlèvements recensés par le gouvernement en 2013). Chaque jour, 1 200 Mexicaines sont agressées et sept sont assassinées.

##### Lutte contre la criminalité

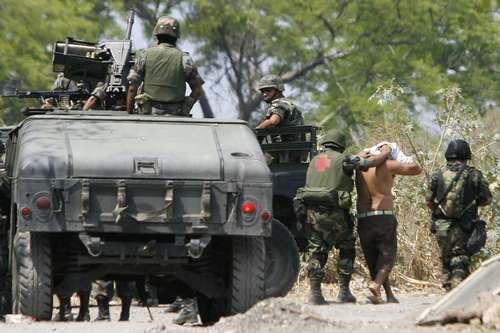
Arrestations par l'armée mexicaine dans le Michoacán, en 2007.

L'histoire du crime organisé remonte à la fin des années 1960. Pendant la guerre du Vietnam, le Mexique est devenu le premier fournisseur de l'armée américaine pour les substances tirées de l'opium et utilisées en pharmacie. Cette situation a ouvert la voie à la naissance aux États-Unis d'un marché clandestin de la drogue. Dans les années 1980-1990, les cartels de Colombie ont donné un rôle important au Mexique, devenu la route empruntée le plus souvent pour envoyer la drogue aux États-Unis. Peu à peu, les cartels mexicains ont pris leur indépendance des gangs colombiens et sont devenus particulièrement puissants.
La lutte contre les activités des narcotrafiquants constitue une préoccupation majeure au Mexique. Le président Felipe Calderón, au pouvoir entre 2006 et 2012, avait décidé d'engager les forces militaires dans le combat contre les cartels de la drogue et a défini le combat contre ces gangs comme l'une des priorités de son administration. Cependant, le bilan de Calderón a été mitigé. Entre 2007 et 2011, les violences liées aux narco-trafiquants ont fait plus de 55 000 morts au Mexique, notamment dans les villes du nord du pays. L'Institut national de statistiques et géographie avance des chiffres bien plus élevés en 2012 : 27 199 homicides ont été enregistrés en 2011 et pour les années 2007-2011, le total s'élèverait à 95 632 assassinats. En 2019, le nombre de morts dues à la décision en 2006 de Felipe Calderón de « militariser » la réponse des autorités s'élève à plus de 230 000 morts, sans compter les dizaines de milliers de disparus.
En 2013, durant la présidence de Peña Nieto, le Mexique a enregistré une baisse de 17 % du nombre d'assassinats. Entre décembre 2012 et avril 2013, les homicides ont baissé de 18 %, ce qui représente 2 000 morts en moins sur cette période. Les six premiers mois du mandat de Nieto ont ainsi été marqués par une baisse de près de 20 % des décès liés au crime organisé. Le 22 août 2014, le président met sur pied une nouvelle gendarmerie nationale dont les missions sont principalement axées sur la répression des bandes criminelles,. Il s'est aussi illustré par un fait d'envergure : l'arrestation en 2013 de Miguel Treviño, le chef des Zetas, le gang le plus puissant et le plus violent du Mexique,.
La ville de Ciudad Juárez, après être devenue la capitale mondiale du crime, a enregistré en 2011 une baisse de près de 60 % de son nombre d'homicides. Malgré ces efforts, le Mexique a connu selon l'IISS une augmentation de 11 % des homicides entre 2015 et 2016. Selon les chiffres officiels, l'année 2017 est la plus meurtrière en deux décennies avec 28 711 homicides. Selon des statistiques portant sur l'année 2017, 75 % des homicides au Mexique seraient imputables au crime organisé.
Certains experts estiment que « l'économie mexicaine a besoin de l'argent [que génère] la drogue ». Selon Ricardo Ravelo, les parrains mafieux et les grands barons contrôleraient plus de 70 % des 2 200 villes du pays. En réalité, s'il est vrai que certains cartels disposent d'une influence sur le pouvoir politique, les chiffres révèlent que la situation n'est pas aussi simpliste. Les chiffres montrent ainsi que l’activité mafieuse ne pèse pas très lourd sur le dynamisme économique du Mexique, pesant à peine 2 % du PIB du pays. Le plus grand pays hispanophone de la planète dispose en effet de bien d'autres atouts pour être indépendant des simples revenus du trafic. L'économie du Mexique est la quatorzième plus importante de la planète : le pays est premier producteur mondial d’argent, le septième de pétrole, le quatrième de gaz, le dixième d’or et est classé parmi les plus grands producteurs mondiaux de l'alimentaire (café, sucre, maïs, etc.).
Le Mexique enregistre 33 341 assassinats en 2018, soit un nouveau record. Cette augmentation du nombre d'assassinats est due à des politiques sécuritaires défaillantes et des inégalités croissantes. Ce record est à nouveau battu en 2019 avec 35 588 homicides dont 1 006 « féminicides ». De plus, près de 5 000 personnes ont disparu au Mexique en 2019 et n'ont pas été retrouvées.
Prévu pour 170 000 détenus, le système pénitentiaire mexicain en accueille près de 210 000 en 2020. Au total, 63 % des prisons ne respectent pas les normes d’hygiène, selon la Commission mexicaine des droits de l’homme.
En juillet 2021, le président Andrés Manuel López Obrador alloue 50 milliards de pesos (environ 2,5 milliards de dollars américains) de crédits supplémentaires à la Garde nationale du Mexique.
En 44 mois de gouvernement Obrador, le nombre total des morts violentes s'élève à 127 162, dont 3 612 féminicides, le bilan étant de 2 670 pour le mois de juin 2022 et de 2 679 pour juillet 2022. Malgré cela, il s'agit du mois de juillet le moins violent des cinq dernières années. En mars 2021, le chef du commandement nord des États-Unis, Glen VanHerck, estime que 30 à 35 % du territoire mexicain sont contrôlés par les cartels.

## Économie

### Agrégats macroéconomiques
Selon l'Organisation de coopération et de développement économiques (OCDE) :
- PIB 2012 (prix et PPA courant) : 1 788 milliards de dollars mesuré en parité de pouvoir d'achat[158] (estimation) ;
- PIB/hab. : 15 600 dollars[158].

En 2018, 48 % de la population vit dans la pauvreté et 1 % des plus riches concentrent 36 % de la richesse nationale. Plus de trois millions d'enfants sont contraints de travailler en raison de la pauvreté de leur famille.
La corruption représente un défi majeur pour l’économie mexicaine : d'après des études de la Banque mondiale, la corruption politique et économique pourrait représenter 9% du PIB.
Quelque 60 % des actifs travaillent dans l'économie informelle, et 15 % aux États-Unis. Ces derniers absorbent 80 % des exportations mexicaines, ce qui place le pays latino-américain dans une situation de dépendance extrême qui le contraint bien souvent à accepter les exigences de Washington.

### Pétrole et gaz naturel
- Pétrole : les champs pétrolifères se situent principalement dans les États de Veracruz, de Tabasco, de Chiapas et de Campeche (70 % de l’exploitation nationale [Quand ?]). Depuis le gouvernement du président Lázaro Cárdenas qui décida la nationalisation du pétrole (1938), la compagnie d’État Pemex a le monopole de l’exploitation, production, transport et commercialisation du pétrole sur le territoire mexicain. Le Mexique est le 13e producteur mondial de pétrole et le 12e exportateur en 2020. La quasi-totalité des exportations de pétrole mexicain se font en direction des États-Unis dont il est le troisième fournisseur.
- Le pétrole offshore dans le golfe du Mexique est exploité depuis 1975. En 2004, les deux Régions Marines produisent 82 % de la production totale des hydrocarbures au Mexique, soit 2.5 millions de barils par jour[163].
- Gaz naturel : Pemex possède uniquement le monopole de l’exploitation et de la production de gaz naturel au Mexique. En effet, depuis 1995 le gouvernement a autorisé l’investissement privé dans le transport, la distribution et le stockage de gaz naturel[réf. nécessaire].

Même si le pétrole ne représente aujourd’hui[Quand ?] qu’une partie des exportations mexicaines, les ressources financières dégagées par Pemex financent 30 % du budget de l’État. Cette situation a permis aux Mexicains de bénéficier d’une certaine clémence fiscale. En effet, le Mexique est le pays de l’OCDE et de toute l’Amérique latine dont le ratio recette fiscale / PIB est le plus faible (entre 15 et 17 % contre une moyenne de 30 % pour les pays de l’OCDE)[réf. nécessaire].

### Secteur primaire

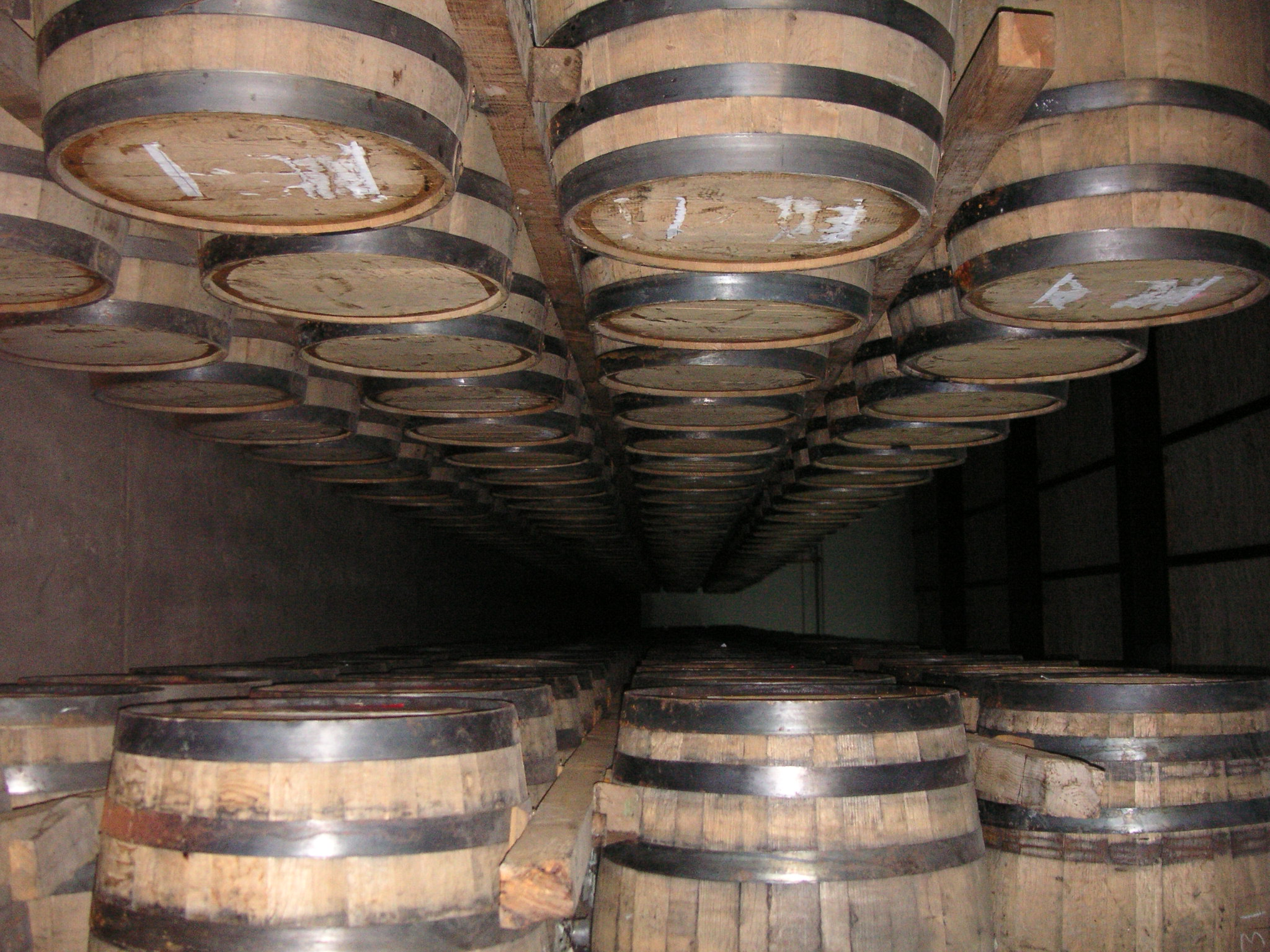
Barils de tequila.

Le secteur primaire représente 4 % du PIB et emploie 18 % de la population active.
- Agriculture : caractérisée par une faible productivité, elle a dû s’adapter à la forte concurrence induite par l’Accord de libre-échange nord-américain (ALENA) signé avec les États-Unis et le Canada. Le pays a développé des filières agricoles notamment dans les avocats[réf. nécessaire]. Les principales exportations (chiffres de 2009 en millions de dollars) sont : tomates (896), piments (515), bovins (455), crevettes (355), courgettes et concombres (293), melons, pastèques et papayes (282)[164].
- Mines : le Mexique produit de nombreux métaux, principalement de l’argent, dont il est en 2014 le premier producteur mondial[165].
- Pêche et faune marine.

### Secteur secondaire
L’industrie représente 26,5 % du PIB (2004) et emploie 24 % de la population active.
- Industrie lourde : dans des secteurs comme le ciment, le verre et l’acier. Le Mexique compte de nombreux groupes dont quelques-uns ont une dimension internationale : Cemex, Vitro, Grupo Alfa, Metalsa, Tamsa.
- Bière : le Mexique compte une importante industrie de la bière avec des marques connues telles que Bohemia[166], Corona, Sol, Tecate, Superior, ou Dos Equis[167]. Deux groupes principaux se partagent le marché : Grupo Modelo et Cervecería Cuauhtémoc Moctezuma, mais il existe d'autres brasseries moins importantes, ainsi que de nombreuses brasseries artisanales.
- Production automobile : le Mexique compte une unique marque nationale, Mastretta, qui produit en petite série une voiture de sport[168]. Le pays est néanmoins le huitième producteur mondial à fin 2011[169],[170] (voitures, véhicules utilitaires, camions, bus, etc., confondus) et quatrième exportateur mondial en 2012[171]. En effet, le Mexique attire les grands groupes comme Ford, General Motors, Volkswagen, Nissan, Daimler Chrysler, Fiat, Renault, Toyota, et bientôt Honda et Mazda[171], grâce à sa main d'œuvre bon marché[170], sa proximité géographique avec les États-Unis (64 % des exportations[170]) et le Canada (7 %[170]) et l'Accord de libre-échange nord-américain (NAFTA). En 2004 le secteur employait environ 600 000 personnes.
- NTIC : le secteur des nouvelles technologies connaît un fort développement au Mexique et en particulier dans la région de Guadalajara. Devenue la vitrine du Mexique en tant que ville des nouvelles technologies, Guadalajara est considérée comme la Silicon Valley mexicaine. Les groupes comme IBM, Hitachi, HP, Intel ou Siemens investissent massivement dans la région.

### Secteur tertiaire

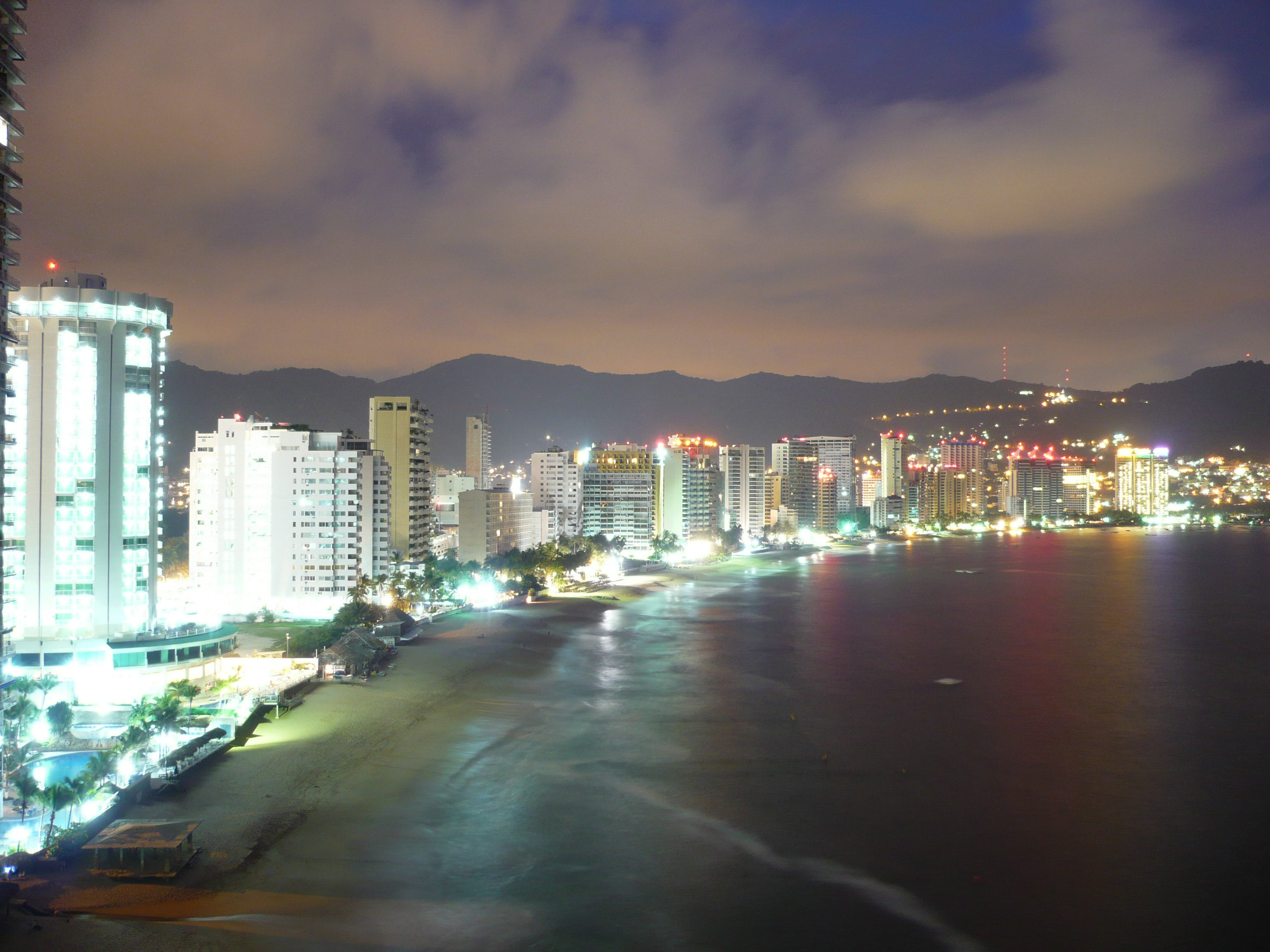
Une plage d'Acapulco (Guerrero).

Le secteur tertiaire représente 69,5 % du PIB et emploie 58 % de la population active[réf. nécessaire].
- Le secteur touristique représente 8 % du PIB[réf. nécessaire]
- Audiovisuel : le Mexique produit et exporte de nombreuses séries connues sous le nom de telenovelas. Le paysage audiovisuel est dominé par deux groupes, Televisa et TV Azteca.
- Télécommunications : en 2009, le Mexique comptait 83,5 millions d’utilisateurs de téléphones mobiles[172] pour 107 millions d’habitants.
- Le pays compte plus de 31 millions d’utilisateurs Internet en 2009[172].

Le 5 octobre 2020, le Mexique a annoncé un plan d'investissement de 14 milliards de dollars en coopération avec le secteur privé pour stimuler l'économie touchée par la pandémie de COVID-19 grâce à des projets d'infrastructure.

### Depuis la signature de l’ALENA

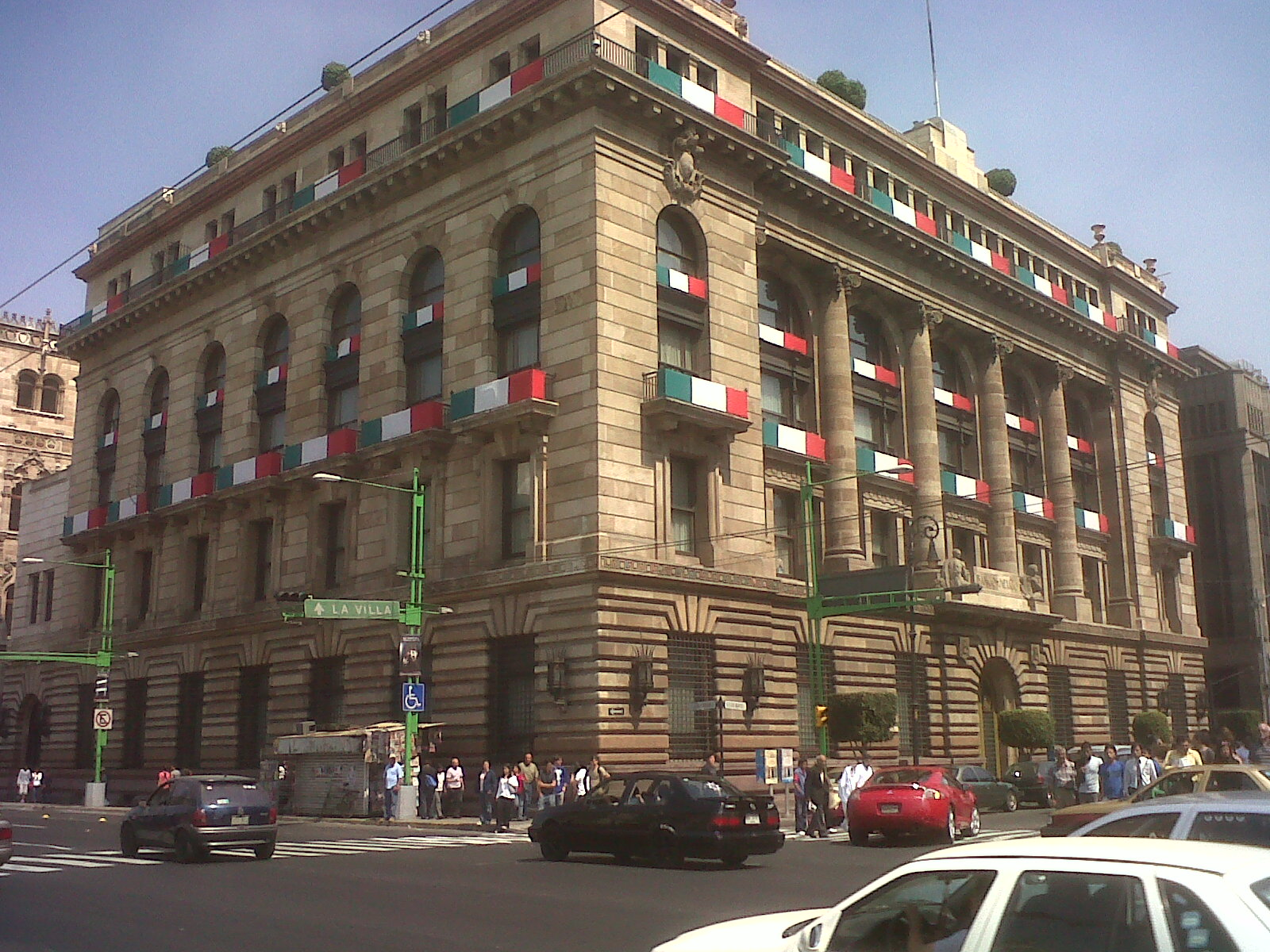
L'édifice de la Banque du Mexique.

En janvier 1994, le Mexique, le Canada et les États-Unis signent l’Accord de libre échange d’Amérique du Nord (ALENA) créant ainsi la plus vaste zone de libre-échange du monde. L’ALENA a fortement transformé le Mexique qui passa d’une politique économique marquée par son fort protectionnisme à une politique économique basée sur le libre-échange et l’insertion dans l’économie mondiale. L’année même de la mise en application de l’ALENA, le Mexique connut une grave crise économique marquée par une forte dévaluation du peso. Les raisons de cette crises sont multiples : adaptation imposée du tissu économique à ce nouvel environnement économique, politique monétaire.
En 2008, la dette extérieure ne représentait plus que 8 % du PIB contre 50 % en 1993. Le pourcentage de la dette publique en dollars a baissé de 95 % à 63 % en 2008.
Depuis 1994, l'économie mexicaine s’est remise de la crise économique. Les exportations ont connu une croissance très importante, notamment en direction des États-Unis et du Canada. Les maquiladoras ou zones franches sont un des éléments importants de ce succès. Aujourd’hui, le Mexique représente 50 % des importations et exportations d’Amérique latine et est devenu la 8e puissance commerciale du monde. Le PIB mexicain en valeur est le plus élevé d’Amérique latine, devant le Brésil et l’Argentine et la 11e puissance économique selon ce même critère. Les cinq principaux pays investisseurs au Mexique sont par ordre décroissant les États-Unis, l'Espagne, le Canada, les Pays-Bas et la Suisse.
En 2000, le Mexique connut sa première alternance politique depuis plus de 70  ans avec l’arrivée au pouvoir de Vicente Fox. Ce dernier continua la politique économique de ses prédécesseurs avec une politique budgétaire et monétaire rigoureuse. L’inflation a fortement baissé et les finances publiques ont été fortement améliorées notamment grâce à la hausse du prix du pétrole dont le Mexique est le 5e exportateur mondial[réf. nécessaire]. La dette publique ne représente plus aujourd’hui que 23,5 % du PIB et la dette extérieure mexicaine a été classée par Standard & Poor’s BBB soit le niveau le plus haut jamais atteint par le Mexique et la meilleure notation des grandes économies d’Amérique latine.
Afin de diversifier les débouchés des exportations mexicaines (dont plus de 80 % sont faites avec les États-Unis et le Canada), le Mexique a signé un grand nombre de traités de libre-échange, notamment avec l’Union européenne, le Japon, Israël. Il existe aussi un traité de libre-échange avec les pays de l'AELE entré en vigueur en 2001.
Entre 2001 et 2003, le Mexique connut une croissance économique médiocre (-0,3 % en 2001, +0,9 % en 2002 et +1,4 % en 2003). En effet, la Chine est devenue une concurrente importante du Mexique, le salaire dans les ateliers chinois étant en moyenne quatre fois moins élevé qu’au Mexique. Le Mexique doit donc adapter son modèle économique à cette nouvelle situation internationale, notamment à travers des réformes structurelles qui se font très lentement.
Depuis 2004, la croissance économique s’est fortement accélérée : +4,3 % en 2004 et +3,8 % en 2005 (estimations), de nombreuses entreprises revenant au Mexique après être parties en Asie. Néanmoins, pour que cette reprise puisse être durable et que le Mexique puisse remplir les objectifs du millénaire dans la lutte contre la pauvreté qui touche encore 40 % de la population, d’importantes réformes structurelles doivent être entreprises.
Las remesas, ces remises ou transferts de fonds de la part des émigrés mexicains pour leurs familles qui sont restées au Mexique ont représenté en 2005 un record de plus de 20 milliards de dollars. Cela est l’équivalent de la moitié de la valeur des exportations pétrolières du pays, qui représentent à leur tour moins de 10 % des exportations totales de biens, au contraire des décennies précédentes où les exportations pétrolières prévalaient dans la balance courante. Cette formidable manne est supérieure aux investissements étrangers au Mexique et permet d’améliorer la situation économique de nombreuses familles rurales.
La corruption représente un défi majeur pour l’économie mexicaine : d'après des études de la Banque mondiale, la corruption politique et économique pourrait représenter 9 % du PIB. En dépit de l’augmentation du PIB (2,1 % en moyenne entre 2012 et 2014), les revenus des ménages ont baissé de 3,5 % au cours de cette période. Une grande partie des richesses produites étant captées par les grandes fortunes. Selon l’organisation Oxfam, les quatre plus grandes fortunes représentent en 2017 9,5 % du PIB mexicain, contre 2 % en 2002.
Le 27 août 2018, un nouvel accord commercial est signé entre le Mexique et les États-Unis, remplaçant l'ALENA.

### Tourisme
Le tourisme au Mexique est une activité importante, aussi bien pour les Mexicains qui choisissent d'y passer leurs vacances, que pour les étrangers qui viennent y faire un séjour. Le Mexique est un pays de hauts plateaux enserrés entre deux chaînes montagneuses (Sierra Madre occidentale et orientale) qui s’abaissent vers d’étroites plaines côtières à l’est et à l’ouest. Ces deux chaînes de montagnes se rejoignent au sud-est du pays où elles forment la Sierra Madre du sud. Au nord-ouest, la Basse-Californie est une longue et étroite péninsule qui s’étend sur 1 225 km et prolonge la Sierra Nevada américaine.

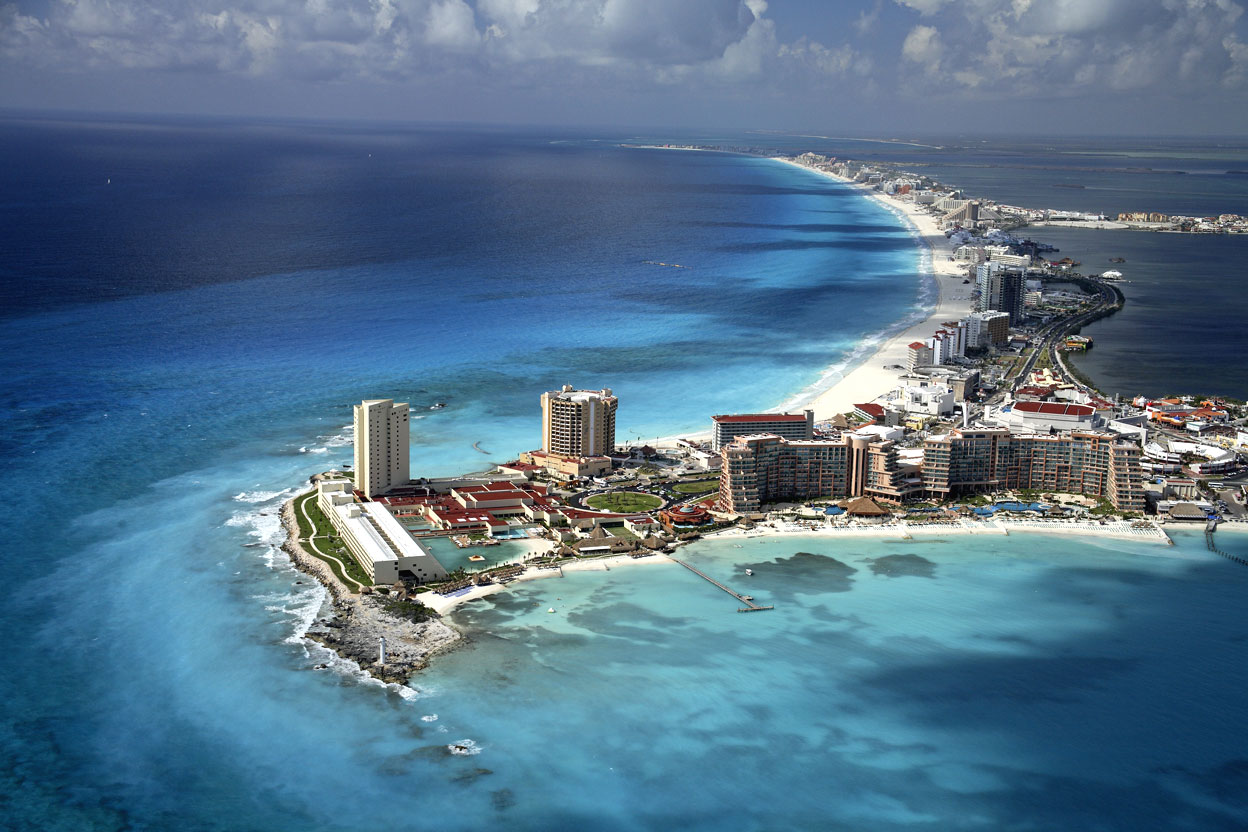
La plage de Cancún.
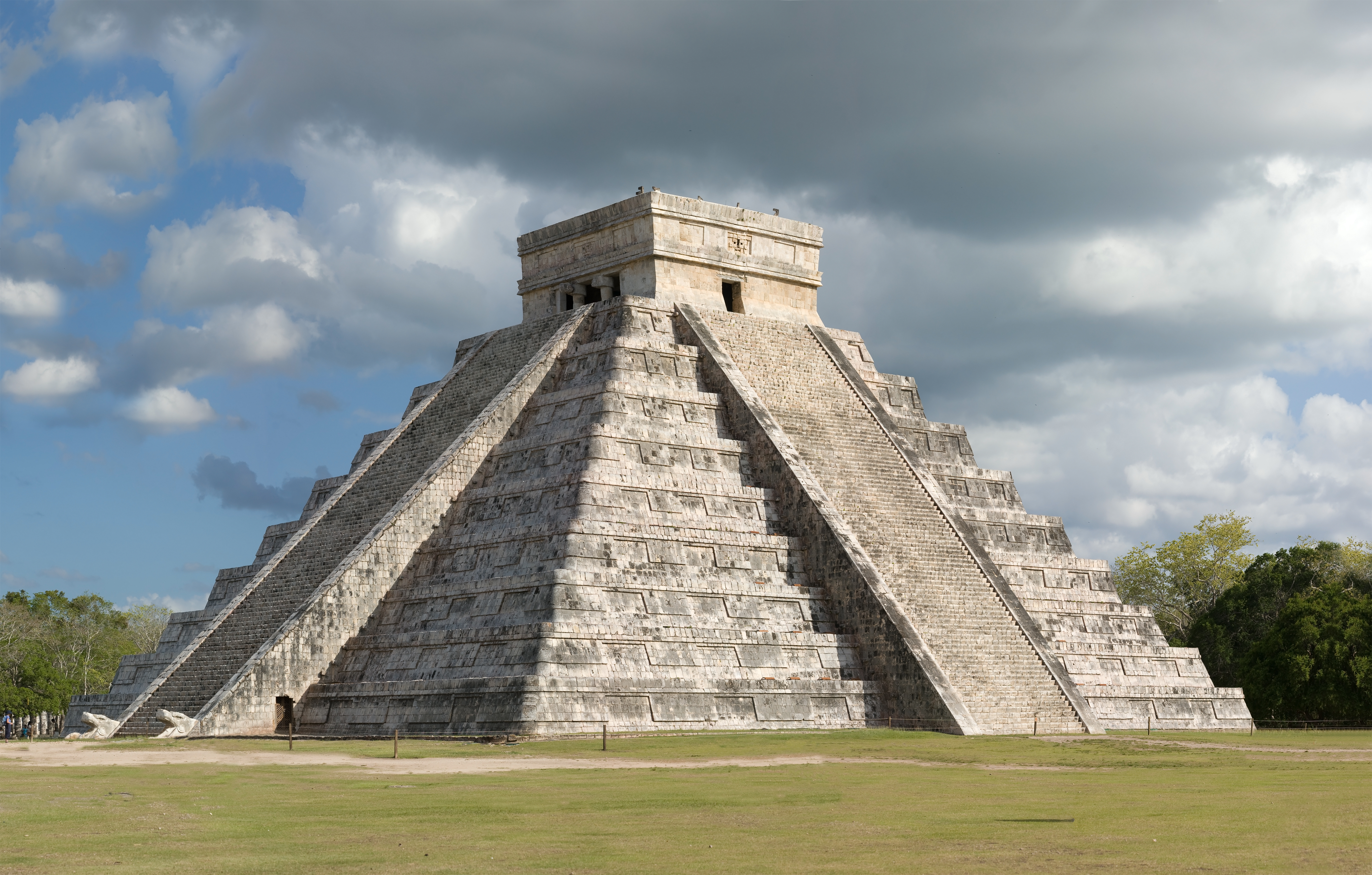
Chichén Itzá, ville préhispanique.
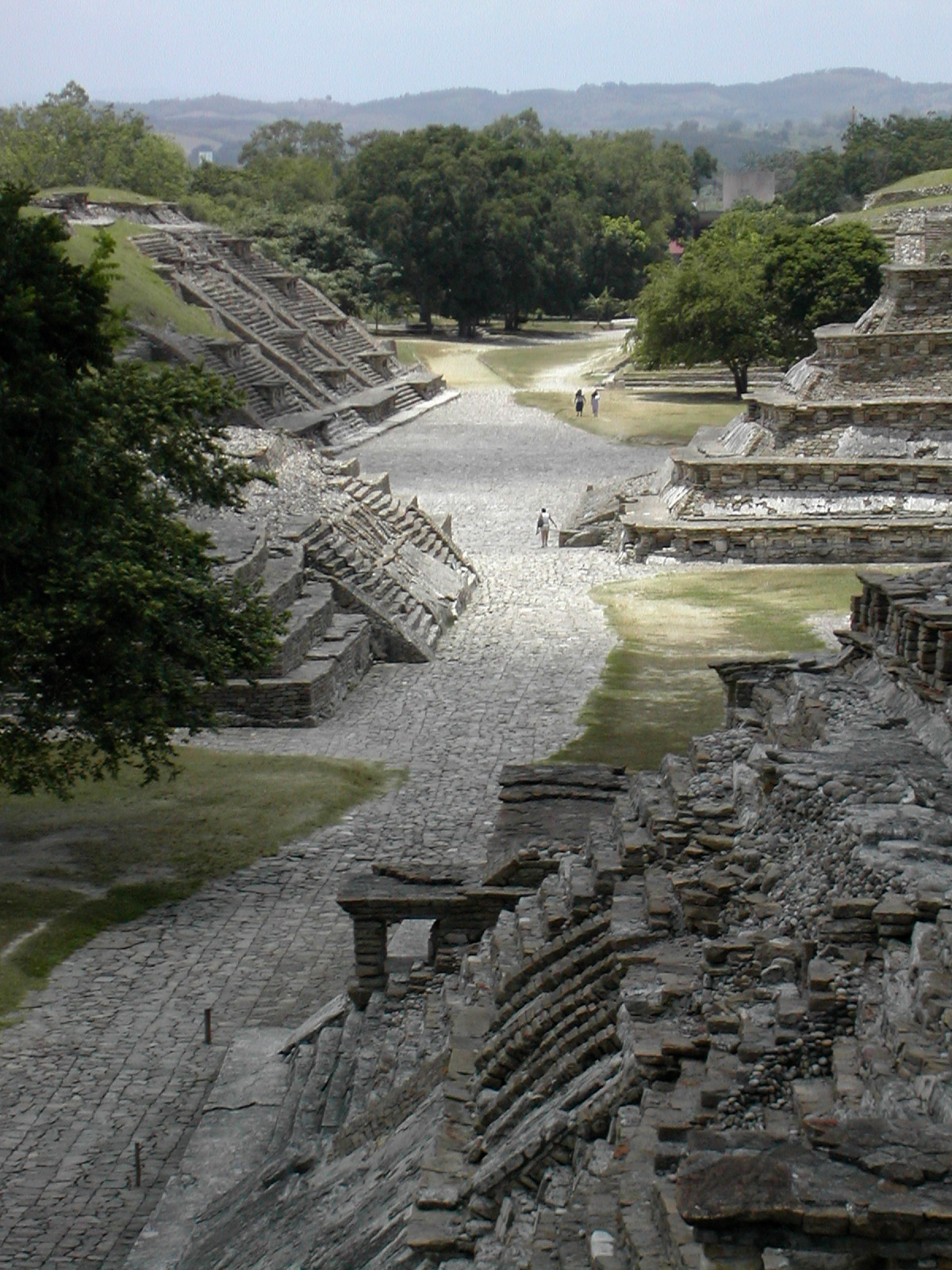
El Tajin, cité Totonaques.
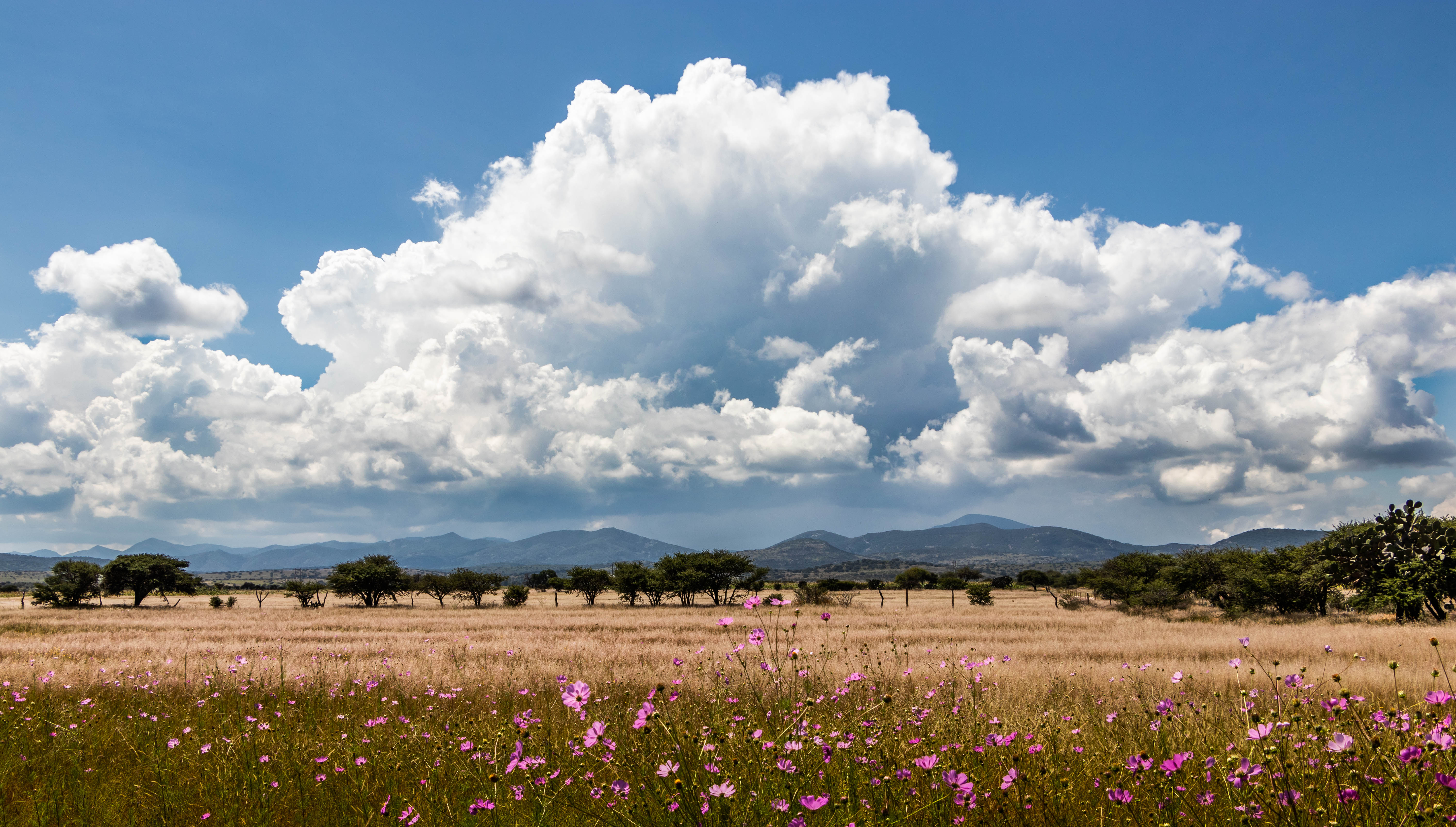
Paysage mexicain.

## Culture

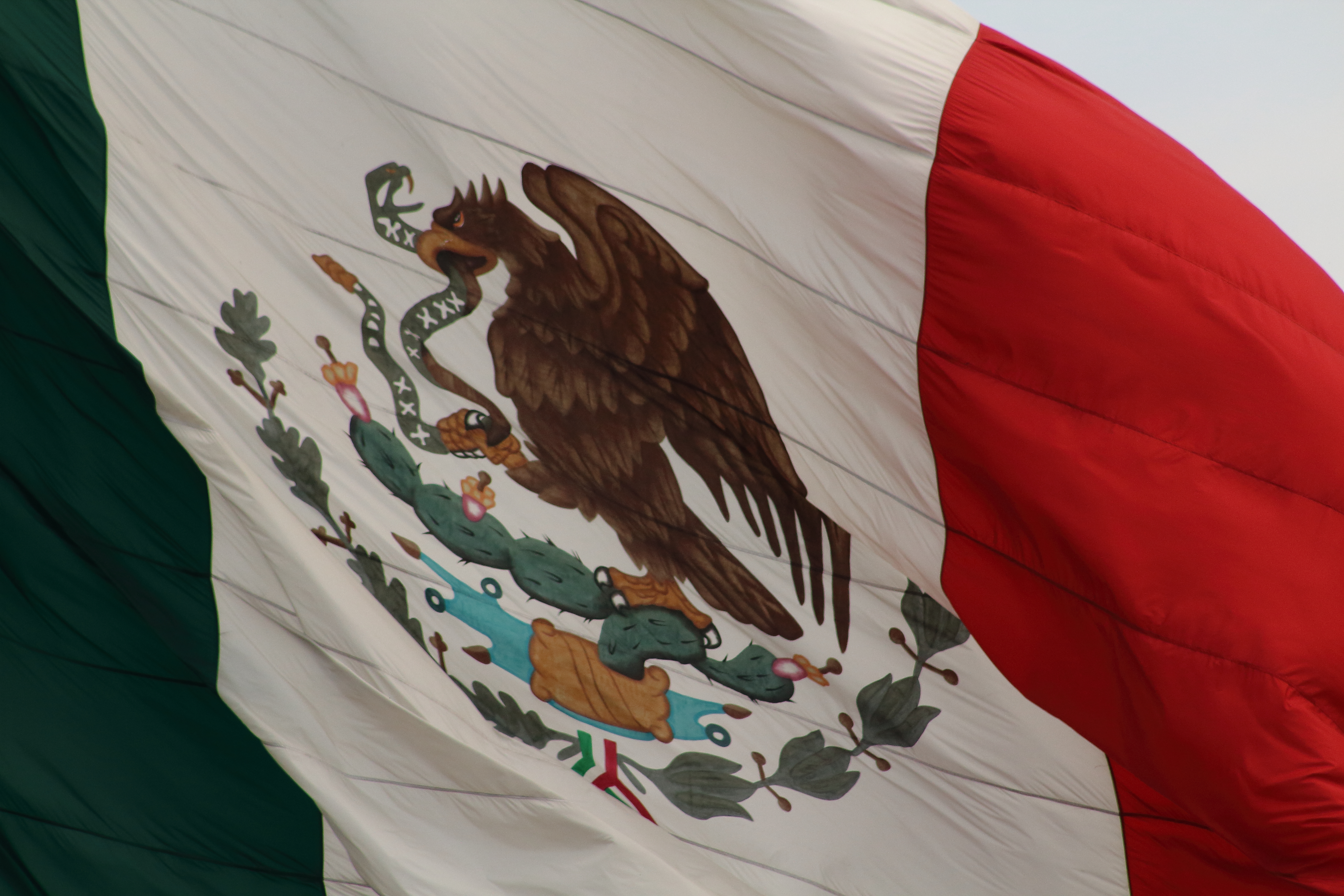
Drapeau mexicain dans la Place de la Constitution de Mexico.

La culture mexicaine reflète la complexité de l'histoire du pays à travers le mélange de cultures indigènes et de culture hispanique principalement, au cours des 300 ans de domination coloniale espagnole au Mexique. L'ère du Porfiriat (1876-1911) a été marquée par le progrès économique et la paix, après quatre décennies de troubles civils et de guerre ; le Mexique a vu le développement de la philosophie et des arts, promus par le président Porfirio Díaz lui-même. Depuis lors, comme cela s'est accentué lors de la révolution mexicaine, l'identité culturelle repose sur le métissage : le mélange de différentes races et cultures. À la lumière des divers groupes ethniques qui formaient le peuple mexicain, José Vasconcelos dans La Raza Cósmica (1925) a défini le Mexique et l’Amérique latine comme le creuset de toutes les races (élargissant ainsi la définition du métis) non seulement biologiquement mais culturellement. Autres Les intellectuels mexicains ont eu du mal avec l'idée de Lo Mexicano, qui cherche à « découvrir l'esprit national de la culture mexicaine ». Le prix Nobel, Octavio Paz, explore la notion de caractère national mexicain dans Le Labyrinthe de la solitude (1950).

### Patrimoine mondial
Sites classés au patrimoine mondial de l’UNESCO

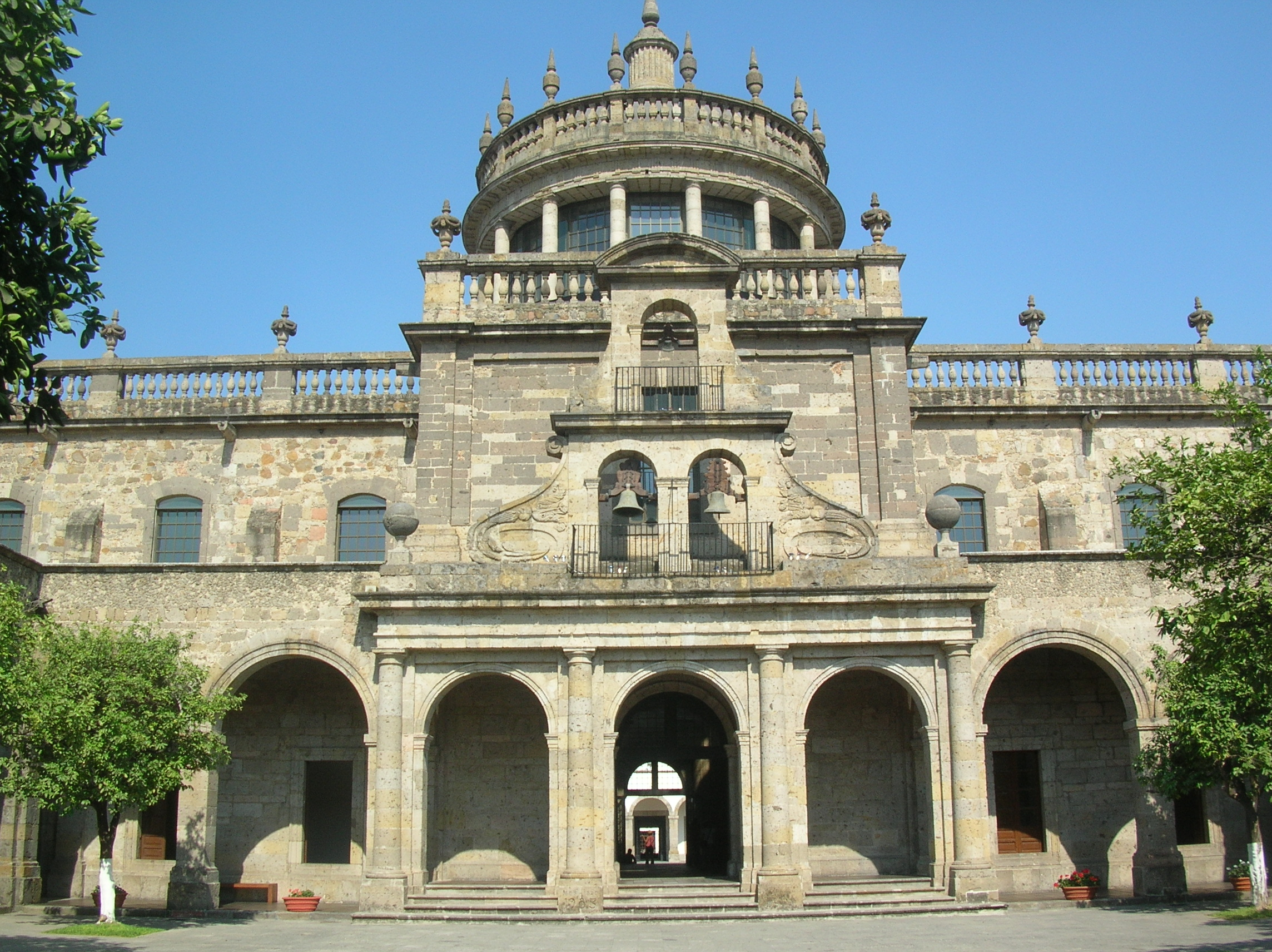
Guadalajara, Hospicio Cabañas.
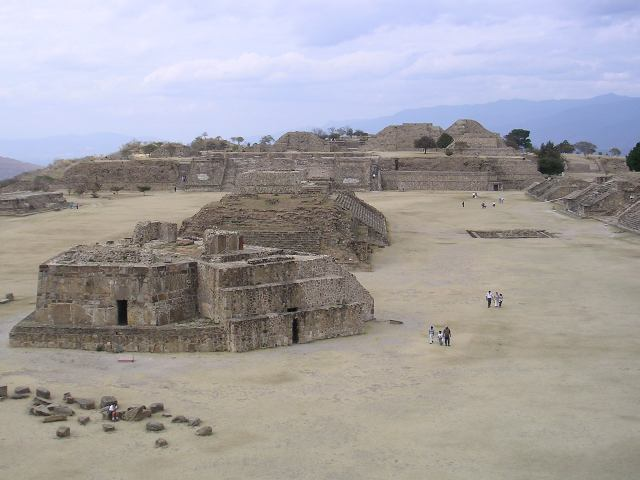
Monte Alban, ville prehispanique.
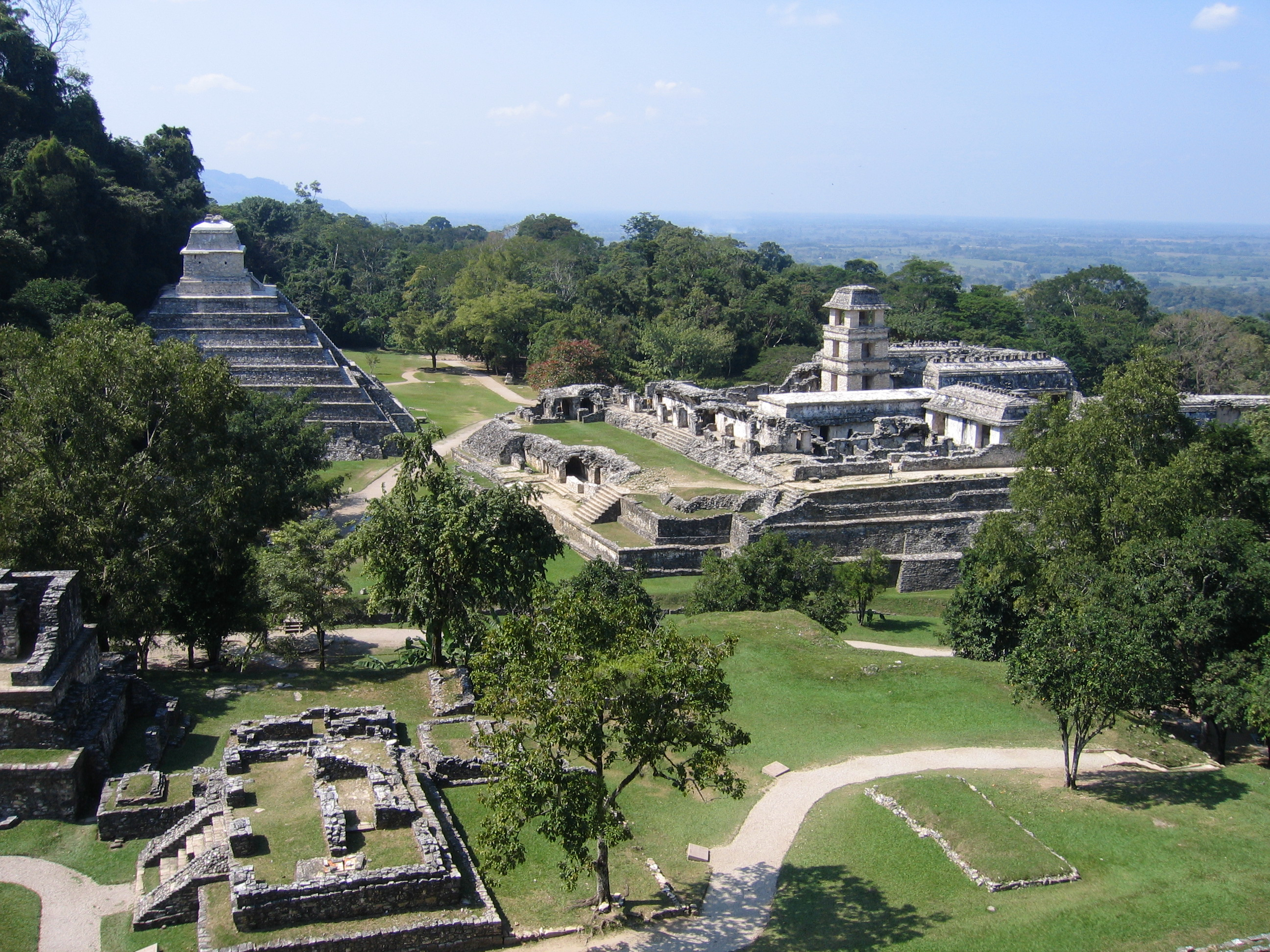
Palenque, ville préhispanique et parc national.
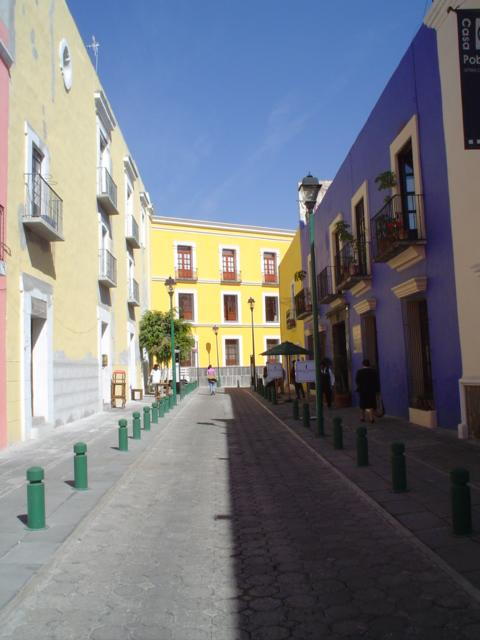
Puebla, centre historique.
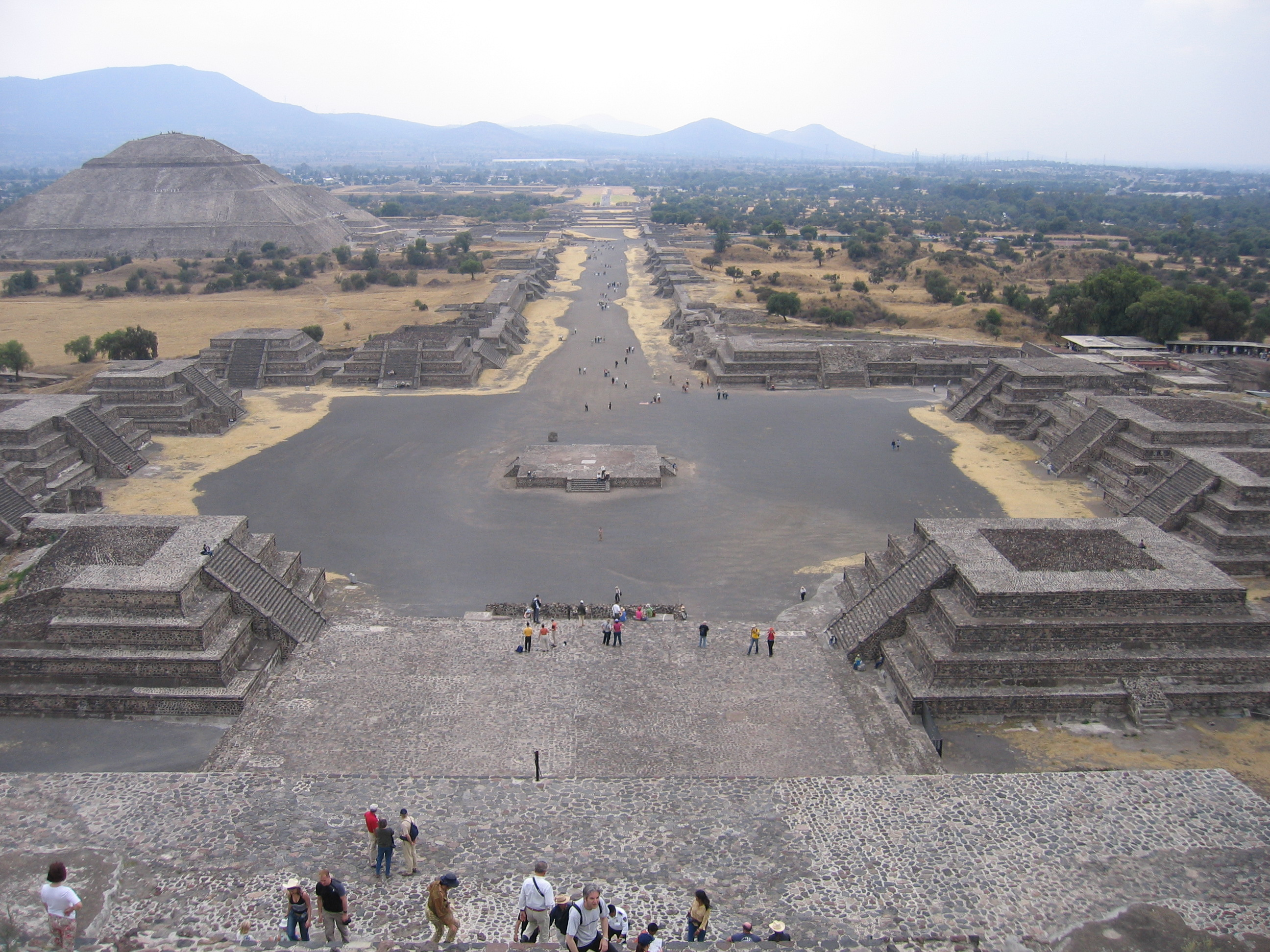
Teotihuacan, ville préhispanique.
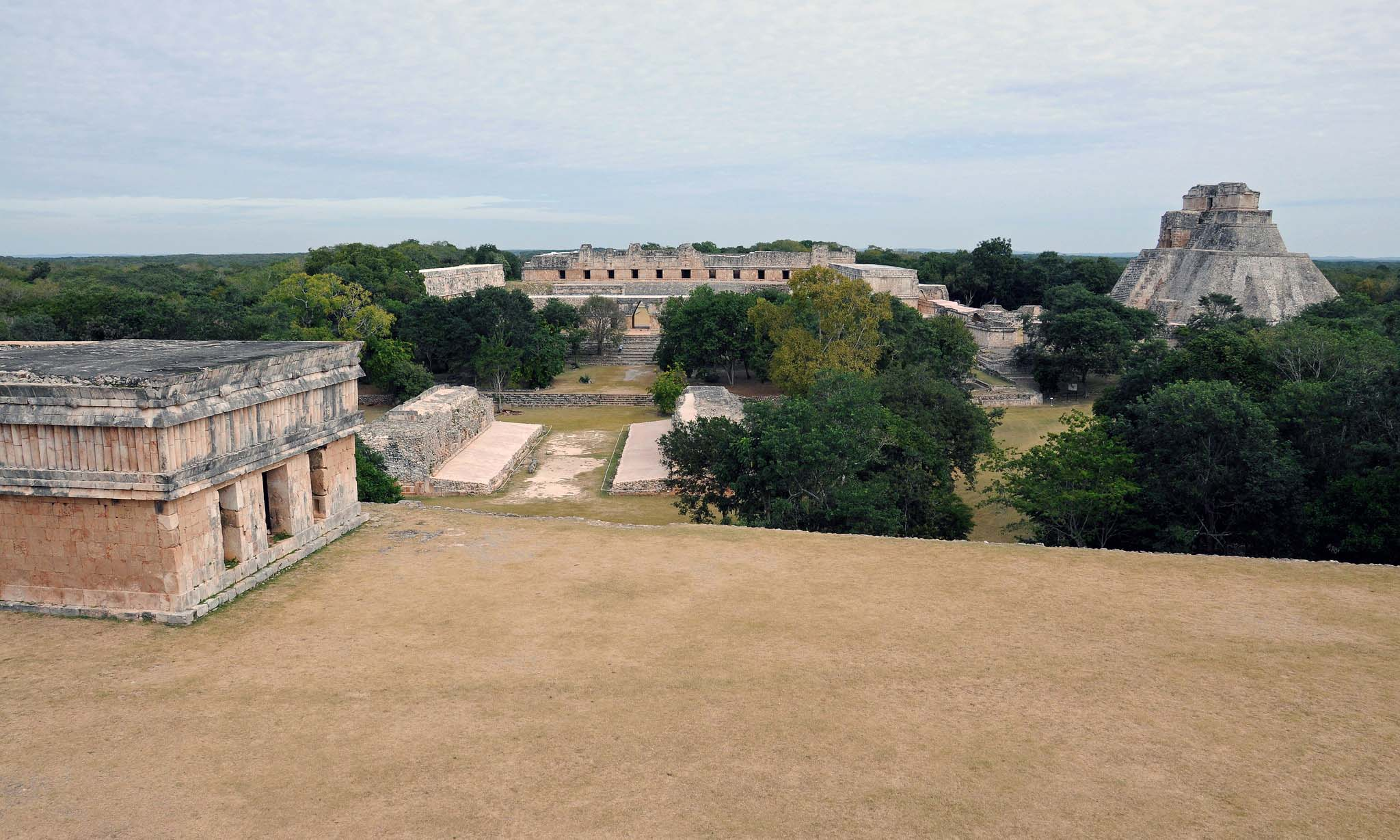
Uxmal, ville préhispanique.
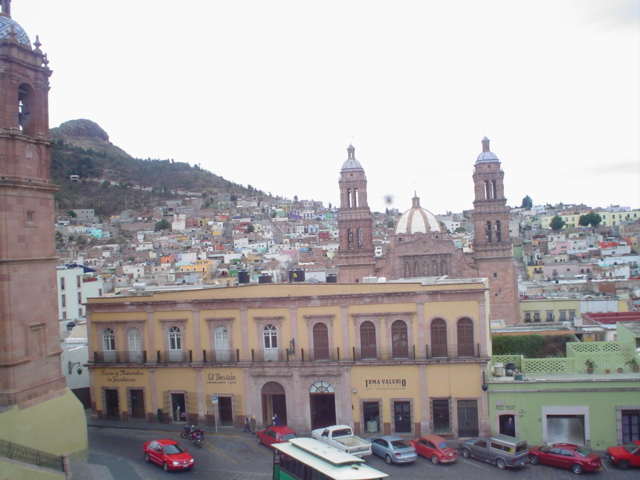
Zacatecas, centre historique.
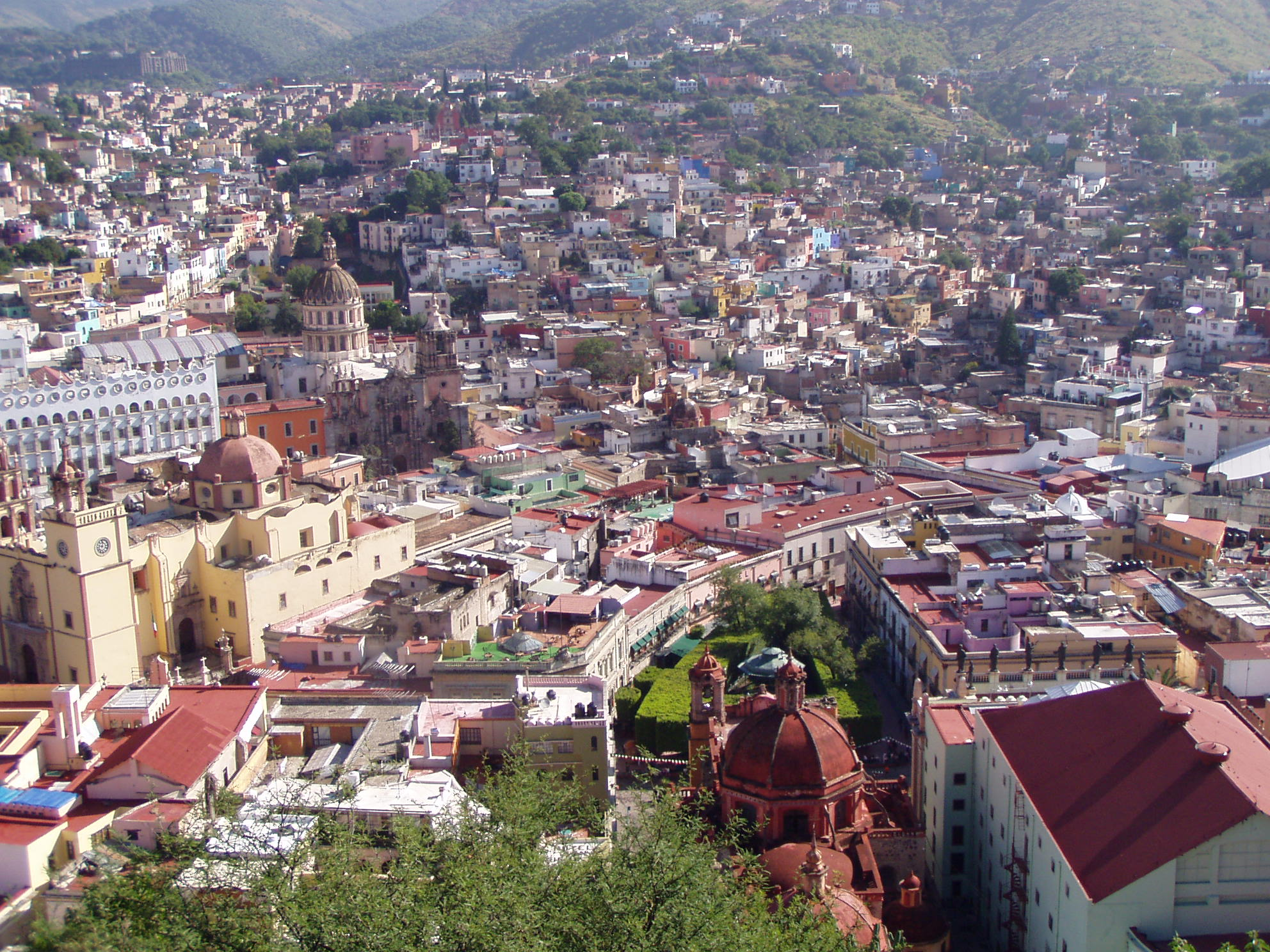
Guanajuato centre historique et mines.

- Calakmul, ancienne ville maya.
- Maison-atelier de Luis Barragán.
- Casas Grandes, zone archéologique de Paquimé.
- Campeche, ville fortifiée.
- El Vizcaíno, sanctuaire de baleines.
- Golfe de Californie, îles et zone protégée.
- Mexico y Xochimilco, centre historique.
- Morelia, centre historique.
- Oaxaca de Juárez, centre historique et Monte Alban, zone archéologique.
- Popocatepetl, premiers monastères du XVIe siècle sur les versants du Popocatepetl.
- Querétaro, zone de monuments historiques.
- Sian Ka’an.
- Sierra de San Francisco, peintures rupestres.
- Sierra Gorda de Queretaro, missions franciscaines.
- Tlacotalpan, zone de monuments historiques.
- Xochicalco, zone de monuments archéologiques.

### Arts plastiques et visuels

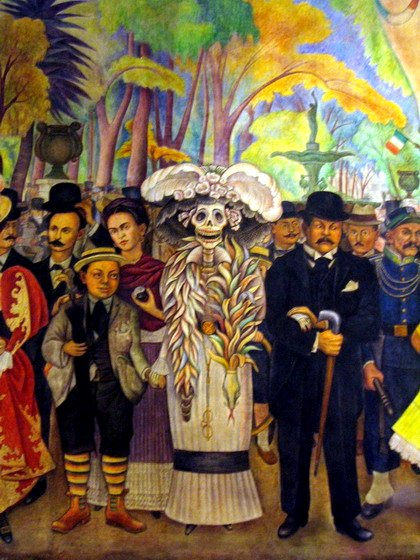
Détail du centre de la peinture murale Sueño de una Tarde Dominical en la Alameda Central. Diego Rivera s'y est représenté sous les traits d'un enfant, devant Frida Kahlo et à côté de la Catrina, en boa et chapeau à plumes, et du graveur José Guadalupe Posada.

La peinture est l'un des arts les plus anciens du Mexique. La peinture rupestre du territoire mexicain date d'environ 7 500 ans et a été découverte dans les grottes de la péninsule de Basse-Californie. Le Mexique précolombien est présent dans les bâtiments et les grottes, dans les codex aztèques, dans les céramiques, dans les vêtements, etc. ; des exemples en sont les peintures murales mayas de Bonampak, ou celles de Teotihuacán,de Cacaxtla et de Monte Albán. La peinture murale sur des thèmes religieux chrétiens a connu un essor important au cours du XVIe siècle, au début de l'ère coloniale, dans les églises et les monastères nouvellement construits. Des exemples peuvent être trouvés à Acolman, Actopan, Huejotzingo et Zinacantepec.
Comme la plupart des œuvres d’art du début de l’ère moderne en Occident, l’art mexicain de l’époque coloniale était religieux aux XVIe et XVIIe siècles. À partir de la fin du XVIIe siècle et surtout au XVIIIe siècle, des portraits profanes et des images de types raciaux, appelés peintures de castes, sont apparus. Les peintres importants de la fin de la période coloniale étaient Juan Correa (es), Cristóbal de Villalpando et Miguel Cabrera. Au Mexique, au début de l’après-indépendance, la peinture du XIXe siècle avait une influence romantique marquée ; les paysages et les portraits étaient les plus grandes expressions de cette époque. Hermenegildo Bustos (es) est l'un des peintres les plus appréciés de l'historiographie de l'art mexicain. D'autres peintres incluent Santiago Rebull, Félix Parra (es), Eugenio Landesio et son élève réputé, le paysagiste José María Velasco.
Peinture murale de Diego Rivera montrant la ville aztèque précolombienne de Tenochtitlán. Au Palais national de Mexico.
Au XXe siècle, des artistes tels que Rivera, David Alfaro Siqueiros et José Clemente Orozco, les « trois grands » du muralisme mexicain, ont acquis une reconnaissance mondiale. Le gouvernement mexicain leur a demandé de peindre des peintures murales historiques à grande échelle sur les murs des bâtiments publics, ce qui a contribué à façonner les perceptions populaires de la révolution mexicaine et de l'identité culturelle mexicaine. Les portraits largement personnels de Frida Kahlo sont considérés par beaucoup comme l'œuvre historique la plus importante réalisée par une artiste féminine.
Au XXIe siècle, Mexico est devenue le siège de la plus grande concentration de musées d’art au monde. Des institutions comme le musée Jumex, la plus grande collection du genre, fondée par le collectionneur Eugenio López Alonso et soutenue par la conseillère artistique Esthella Provas, ont changé la notion d'art contemporain en Amérique latine,. Le musée d’art contemporain Tamayo fondé par Rufino Tamayo est également considéré comme une institution prééminente et a présenté des artistes étrangers à une population plus large. Le pays est également un épicentre de galeries d'art internationales, notamment Kurimanzutto (es) et FF Projects (en),, et d'artistes de premier plan, dont Gabriel Orozco, Bosco Sodi, Stefan Brüggemann et Mario García Torres.

### Architecture
La présence de l'humanité sur le territoire mexicain a laissé d'importantes découvertes archéologiques de la plus haute importance pour l'explication de l'habitat de l'homme primitif et de l'homme contemporain. Les civilisations mésoaméricaines ont réussi à connaître un grand développement stylistique et proportionné à l'échelle humaine et urbaine, la forme a évolué de la simplicité à la complexité esthétique ; Dans le nord du pays, l'architecture en pisé et en pierre et les habitations multifamiliales sont évidentes, comme on peut le voir à Paquimé ; et grottes de la Sierra Madre Occidentale.
L'urbanisme a connu un grand développement dans les cultures précolombiennes, où l'on peut observer l'ampleur des villes de Teotihuacán, Tula et Tenochtitlan. Dans l'urbanisme environnemental, les villes mayas se distinguent par leur intégration dans la monumentalité de leurs bâtiments avec l'épaisseur de la jungle et les réseaux complexes de routes appelés sakbés.
Avec l’arrivée des Espagnols, des théories architecturales d’ordre gréco-latin aux influences arabes furent introduites. En raison du processus d'évangélisation, lors de la construction des premiers temples et couvents monastiques, leurs propres modèles furent projetés, comme les monastères mendiants, uniques en termes d'architecture. L'interaction entre les espagnols et les indigènes a donné naissance à des styles artistiques tels que le soi-disant tequitqui (du nahuatl : ouvrier ou constructeur). Des années plus tard, le Baroque et le Maniérisme prédominaient dans les grandes cathédrales et les édifices civils, tandis que dans les zones rurales, des haciendas ou des domaines seigneuriaux à tendance mozarabe étaient construits.

### Cinéma
Fernando de Fuentes fut un pionnier du cinéma parlant et réalisa trois des plus grands classiques du cinéma mexicain : El compadre Mendoza (1934), Vámonos con Pancho Villa (1936) et Allá en el Rancho Grande (1936). Lupita Tovar se fera remarquer dans le film Drácula en 1931.
Le cinéma mexicain est marqué, dans les années 1950 et 1960, par le réalisateur Ismael Rodriguez, surnommé le « cinéaste du peuple mexicain », et par ses acteurs fétiches María Félix, Pedro Infante et Luis Aguilar, ainsi que par les films du réalisateur espagnol Luis Buñuel avec son acteur favori Claudio Brook.
Depuis les années 1990, le cinéma mexicain est représenté par des réalisateurs reconnus internationalement comme Alejandro González Iñárritu (Birdman, The Revenant), Alfonso Cuarón (Gravity, Harry Potter et le Prisonnier d'Azkaban) ou Guillermo del Toro (La Forme de l'eau, Pacific Rim).

### Sport

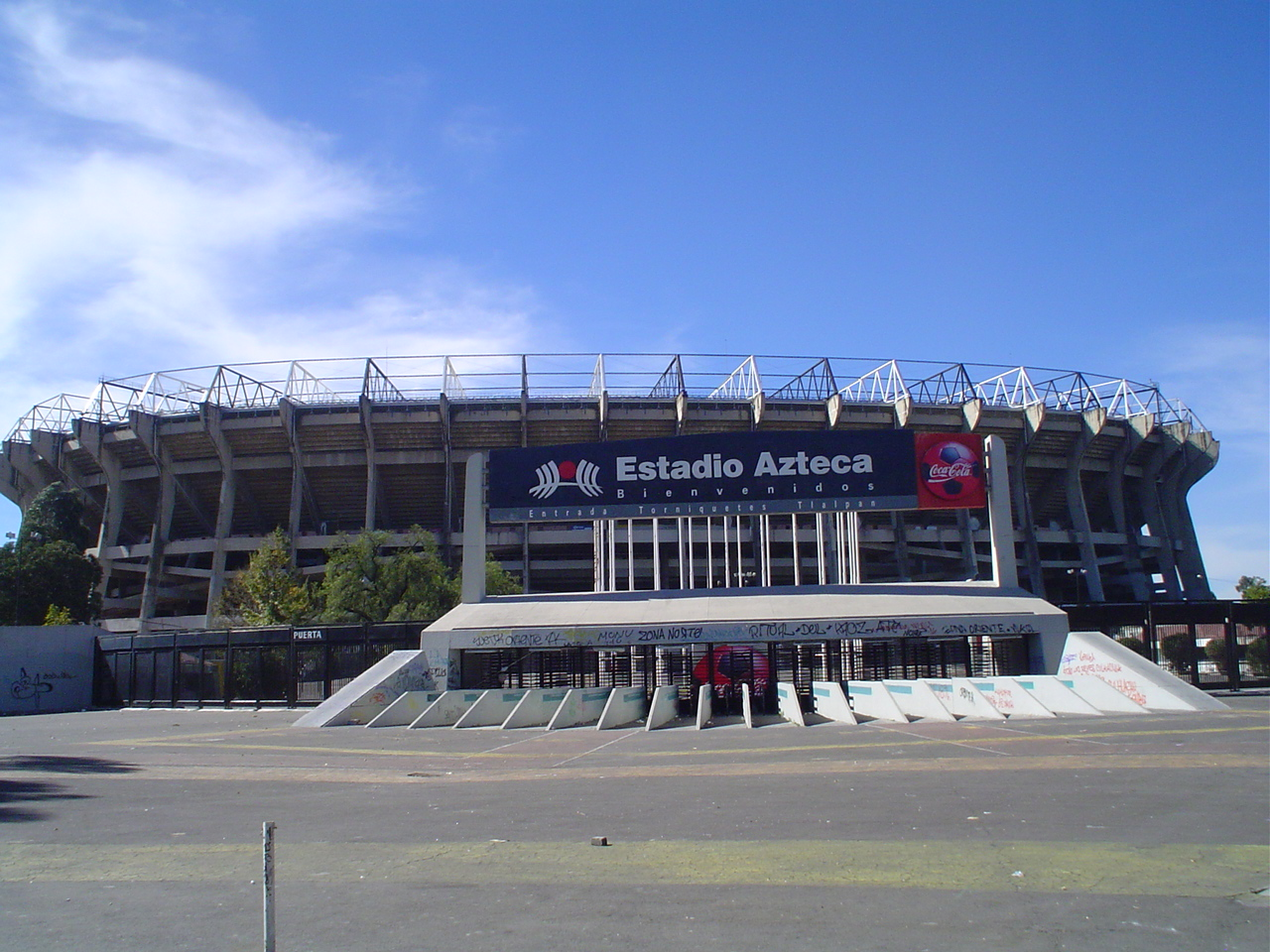
Le stade Azteca, sixième plus grand stade dans le monde, accueille l'équipe du Mexique de football.

Les sports dans lesquels les Mexicains connaissant un relatif succès international sont la boxe et le football. Ce sont les sports les plus populaires du pays.
Le Mexique a accueilli les Jeux olympiques d'été de 1968, ainsi que deux coupes du monde de football, en 1970 et en 1986.
Le sport national est un sport équestre appelé « charrería », mais le plus populaire est le football,[réf. nécessaire] juste après vient le baseball sur la côte atlantique[réf. nécessaire]. Les principales équipes de football sont Tigres UANL, Club América, Club de Fútbol Monterrey, Club Deportivo Guadalajara, Cruz Azul Fútbol Club, Club Universidad Nacional, Club de Fútbol Atlas et Deportivo Toluca Fútbol Club.

### Gastronomie

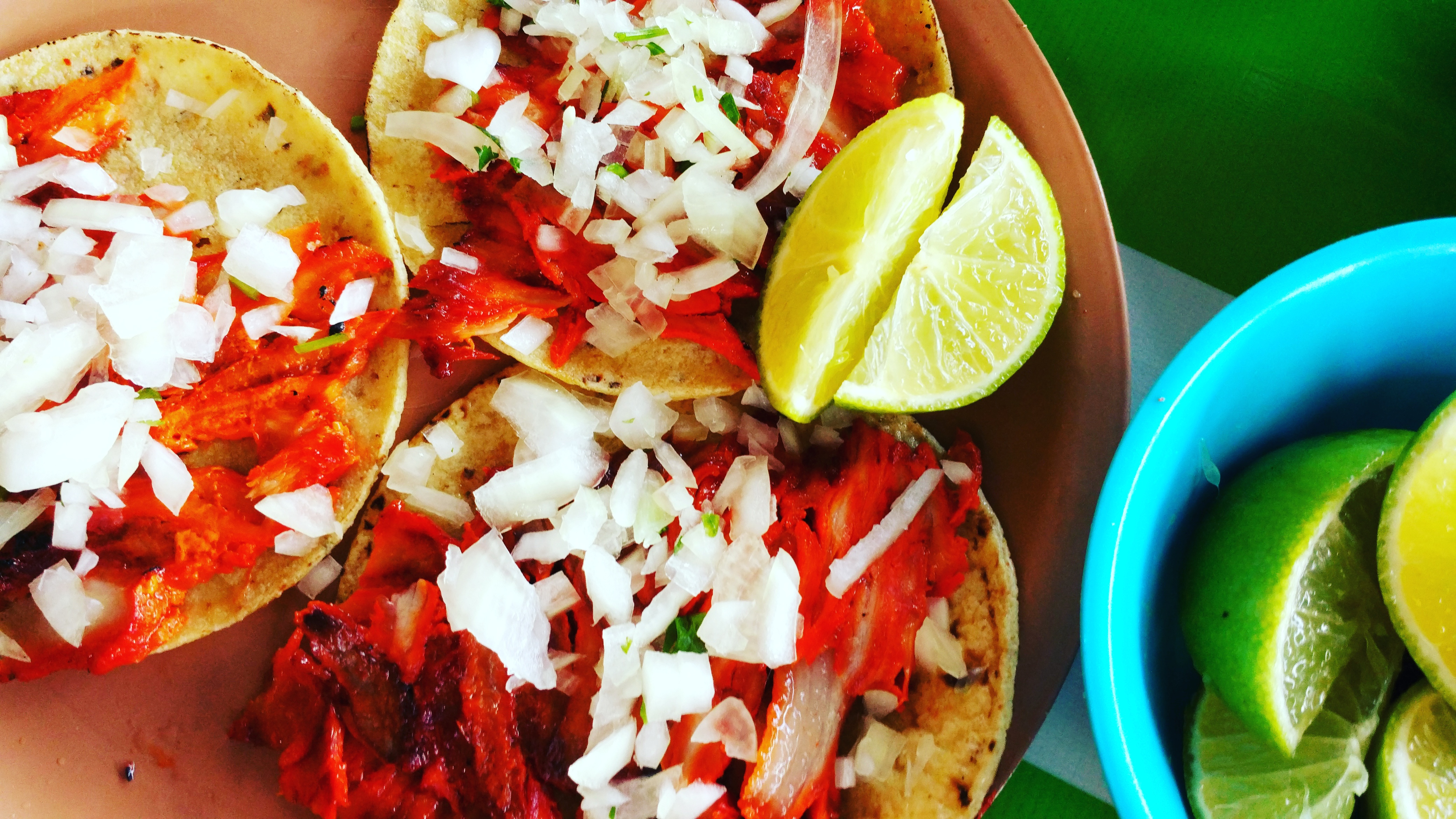
Le taco est un en-cas omniprésent dans le pays.

La cuisine mexicaine a été mise en 2010 sur la liste représentative du patrimoine culturel immatériel. Celle-ci est en fait constituée par une multitude de cuisines régionales qui sont très riches en subtilité et raffinement, très variées, et qui utilisent un grand nombre d’ingrédients.
Son origine date de la conquête espagnole, même si elle a de nombreuses influences indigènes. D’un côté, le maïs, les piments, les haricots noirs, les courges, l’avocat, la patate douce, les tomates, le cacao, la vanille, la dinde et de nombreux fruits et condiments originaires du nouveau monde. De l’autre côté, les Espagnols introduisirent les viandes des animaux domestiqués dans l’ancien monde tels que le porc, le bœuf et le poulet, mais aussi le poivre en grains, le sucre, le lait et ses dérivés, le blé, et le riz, les agrumes et une multitude d’ingrédients qui forment aujourd’hui une part importante de l’alimentation des Mexicains. De cette fusion naissent le guacamole, le pozole, le mole et les tamales dans leurs formes actuelles, le chocolat, un grand répertoire de grignotages mexicains (antojitos).
La nixtamalisation du maïs et le broyage sur molcajete (mortier traditionnel) et metate ont fait place à des procédés industriels modernes. L'atole est à base de Maïzena et sa variante, le champurrado, qui lui est un atole à base de maïs ne sont pas des boissons mais se consomment au petit-déjeuner et le soir. On trouve des boissons alcoolisées régionales telles que le rompope. Il existe une confiture de lait de chèvre, la cajeta. Les flans à la vanille et au caramel y sont très populaires.
Le Mexique produit de nombreux spiritueux dont la tequila faite à partir de la distillation de l’agave bleue. 50 % de la production de tequila est exporté vers les États-Unis. La tequila possède une AOC et ne peut provenir que d’une région formée de 181 communes réparties sur cinq États (dont 125 dans l’État de Jalisco).
Les mexicains sont en 2012 les plus gros consommateurs d'œufs (consommés principalement au petit-déjeuner) par personne au monde.

### Musique

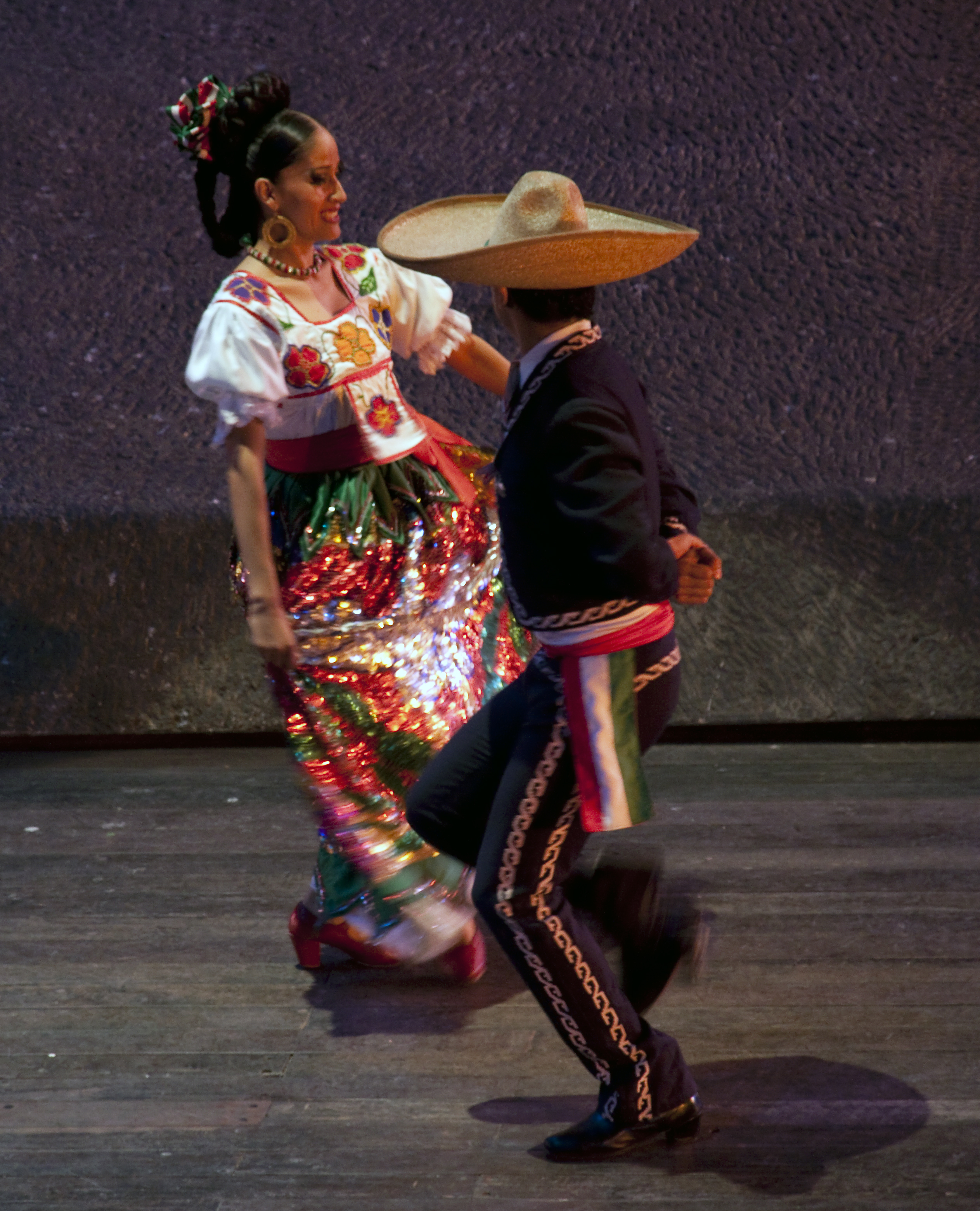

Le terme de mariachi désigne tout à la fois un type de formation musicale originaire du Mexique, puis le style de musique associé, et une culture musicale. Un groupe de mariachis est constitué d'au moins deux violons, deux trompettes, un joueur de guitare espagnole, un vihuela et d’un guitarrón. Certaines formations comportent plusieurs dizaines de musiciens. Les mariachis sont originaires de l’État de Jalisco.
De nombreux groupes ou musiciens américains ont été influencés par la musique mexicaine : Flaco Jimenez, Los Lobos…
Des styles musicaux et danses populaires sont la banda (Nord) et la salsa (reste du pays).
Chaque région possède sa musique au même titre que sa cuisine et son artisanat.
Cinq d'entre elles se distinguent par la richesse et la variété de leur répertoire populaire :
- Le son jalisciense, originaire de la province de Jalisco, est connu en dehors du Mexique. Il évoque les groupes de mariachis, avec leurs costumes charro boutonnés d'argent et leurs trompettes éclatantes (au propre et au figuré). En fait, cet instrument est d’un apport assez récent. L'instrumentation comprend également des violons, la guitarra de golpe, la petite vihuela à quatre cordes (4 à 6 cordes suivant les régions) et le guitarrón — guitare de basse à quatre cordes.
- Le son de tierra caliente (terre chaude), du Michoacán, est le précurseur du son jalisciense. Rythme, instrumentation et thèmes sont semblables. Le Jalisco et le Michoacán, contigus, ne formaient sans doute qu'un même ensemble culturel. L'élément caractéristique de beaucoup de ces « sones » est constitué par une grande harpe rustique dont la caisse de résonance sert de tambour, ce qui donne un accompagnement rythmé et fort aux lignes mélodiques des violons, vihuelas et guitarras de golpe.
- Le son guerrerense se distingue des autres « sones » par l'adjonctionragés au large des côtes du Guerrero. Ces chants, variantes du « son », portent le nom de chilenas. Le gusto, autre variante, est caractéristique de la région côtière où, lors des fiestas, les danseurs frappent en cadence le sol d'une estrade surélevée, ou artesa.
- Le son jarocho, originaire de la côte de Veracruz est la plus riche, la plus répandue de toutes les formes de musique populaire mexicaine. Le mélange de sang africain des habitants de cette région transparaît dans ses rythmes complexes d'origine espagnole. Les poètes du son jarocho sont avant tout des improvisateurs et de nouveaux couplets modernisent sans cesse les chansons traditionnelles.
- Le son huasteco et la danse régionale appelée huapango dérivent du fandango espagnol. Les rythmes vifs de la jarana et la huapanguera à huit cordes accompagnent un zapateado rapide, dansé sur une plateforme de bois surélevée qui résonne comme un tambour sous les pieds des danseurs[187].

### Quelques personnalités mexicaines
- Heraclio Bernal (es) (1855-1888), surnommé « El Rayo de Sinaloa », bandit social et précurseur de la révolution de 1910, sujet de films, novelas et de corridos.
- Ramiro Gamboa (es) (1917-1992), connu pour son célèbre personnage de Tío Gamboín, présentateur de radio et de télévision.
- Agustín Lara (1897-1970), compositeur et chanteur, auteur de Granada et de Piensa en mí
- Manuel de Zumaya (1678-1755), prêtre, organiste et compositeur de la période baroque. Il fut le premier à composer un opéra italien dans l'hémisphère ouest, La Partenope (1711).
- Cristóbal de Villalpando (1649-1714), peintre de la fin du XVIIe et du début du XVIIIe siècle.
- Miguel Cabrera (1695-1768), peintre du XVIIIe siècle.
- Jacobo Zabludovsky Kraveski (1928-2015), journaliste et présentateur de télévision.
- Luis Miramontes (1925-2004), chimiste connu pour son apport à la conception de la première pilule contraceptive.
- Andrés Manuel del Río (1764-1849), chimiste et géologue qui découvrit l'élément chimique vanadium.
- Guillermo González Camarena (1917-1965), inventeur d'un système de télévision en couleur dès 1940.
- Antonio López de Santa Anna, onze fois président.
- Frida Kahlo (1907-1954), peintre dont la maison est toujours visible à Coyoacán.
- Juan Rulfo (1917-1986), écrivain, scénariste et photographe mexicain de renommée internationale.
- Mario Moreno Reyes, dit Cantinflas (1911-1993), acteur humoristique.
- Carlos de Sigüenza y Góngora (1645-1700), astronome, mathématicien et philosophe.
- José Joaquín Fernández de Lizardi (1776–1827), écrivain et journaliste politique, mieux connu comme l'auteur de El Periquillo Sarniento (1816), réputé pour être le premier roman écrit et publié en Amérique latine.
- Carlos Fuentes (1928-2012), écrivain et essayiste.
- Carlos Monsiváis, écrivain et essayiste.
- Manuel Payno (es) (1820-1894), écrivain, journaliste, homme politique et diplomate mexicain.
- Sergio Pitol, écrivain, prix Cervantes (2005).
- Manuel Mondragón (es), inventeur du premier fusil semi-automatique, le fusil Mondragón.
- Octavio Paz (1914-1998), écrivain, prix Nobel de littérature (1990).
- Pedro Armendáriz (1912-1963), acteur.
- José Alfredo Jiménez (1926-1973), chanteur et compositeur de plus d'un millier de chansons populaires pour la plupart interprétées par le Mariachi Vargas de Tecalitlán.
- Germán Valdés (1915-1970), dit Tin Tan, chanteur, acteur et comédien.
- Juventino Rosas, auteur de valses célèbres.
- Benito Juárez, président du Mexique de 1858 à 1872.
- Mario J. Molina, prix Nobel de chimie (1995).
- Alfonso García Robles, prix Nobel de la paix (1982).
- Juana Inés de la Cruz, poète mexicaine.
- Ximena Navarrete, élue Miss Univers 2010 à Las Vegas.
- Carlos Slim Helú, l'homme le plus riche du monde en 2012.
- María Félix (María de los Angeles Félix Güareña) (1914-2002), surnommée « La Doña », actrice de cinéma.
- Dolores del Río (1904-1983), actrice de cinéma.
- José Vasconcelos (1882-1959), écrivain, penseur et politicien.
- Katy Jurado (María Estela Marcela Jurado García) (1924-2002), actrice de cinéma, joua dans de très nombreux westerns devenus des classiques du genre.
- Armando Manzanero (1935-), musicien, acteur, compositeur et chanteur.
- Enrique Krauze (1947-), ingénieur, historien.
- Lucas Alamán (1792–1853), scientifique, politique, historien et écrivain.
- Jorge Negrete (1911-1953), chanteur et acteur.
- Carlos Santana (Carlos Alberto Santana Barragán) (1947-), guitariste, auteur-compositeur et chanteur.
- Juan Gabriel (Alberto Aguilera Valadez) (1950-), chanteur, auteur.
- Guadalupe Trigo (es) (José Alfonso Onliveros Carrillo) (1941-1982), auteur-compositeur, auteur de l'hymne de la ville de México Mi Ciudad.
- Lola Beltrán (María Lucila Beltrán Ruiz) (1932-1996), actrice et chanteuse.
- Javier Hernández Balcázar, dit « Chicharito », footballeur international mexicain.
- Rubén Bonifaz Nuño (1913-2013), poète et traducteur d'ouvrages anciens.
- Francisco Gabilondo Soler (1907-1990), auteur-compositeur, astronome, créateur du personnage de Cri Cri connu dans toute l'Amérique hispanophone.
- Salma Hayek, actrice.
- Jorge Blanco, acteur et chanteur.
- El Santo, dit aussi « El enmascarado de Plata » (1917-1984), de son vrai nom Rodolfo Guzmán Huerta, héros populaire et catcheur célèbre.
- Chucho el Roto (es) (1858-1894), de son vrai nom Jesús Arriaga, légendaire bandit, le « Robin des Bois mexicain ».
- Guillermo del Toro (1964-), réalisateur.
- Ricardo Flores Magón (1873-1922).
- Luis Miguel (1970-), chanteur surnommé El Sol de México (« Le soleil du Mexique »).
- Canelo Álvarez (1990-), de son vrai nom Santos Saúl Álvarez Barragán, dit El Canelo, est un boxeur mexicain plusieurs fois champion du monde WBC, WBA, WBO et IBF.

### Jours fériés et fêtes
Jours fériés officiels
- 1er janvier : Jour de l'an
- 5 février : Jour de la Constitution
- 21 mars : Natalicio de Benito Juárez.
- 1er mai : Fête du Travail
- 16 septembre : Anniversaire du Grito de Dolores qui marque le début de la guerre d'indépendance du Mexique.
- 20 novembre : Anniversaire de la révolution mexicaine de 1910.
- 1er décembre : Prise de possession présidentielle (tous les six ans)
- 25 décembre : Noël

Autres fêtes
- 24 février : Jour du drapeau mexicain
- 22 avril: Jour de la Municipalité (Día del Municipio) jour choisi en mémoire de la fondation par Hernán Cortés le 22 avril 1519 de la ville de Veracruz[188].
- 5 mai : Jour de la victoire de Puebla (les Mexicains célèbrent la victoire contre les troupes françaises à Puebla de los Angeles le 5 mai 1862)
- 12 octobre : Jour de la race (célébration de la découverte de l’Amérique par les Espagnols et du mélange des peuples)
- 1er novembre : Toussaint
- 2 novembre : Jour des morts (Día de los muertos).
- 12 décembre : fête de Notre-Dame de Guadalupe.